# 維園六四燭光晚會
維園六四燭光晚會曾是香港悼念六四事件死難者的年度活動，1990年至2019年期間每年6月4日由香港市民支援愛國民主運動聯合會（簡稱支聯會）舉辦，於維多利亞公園的硬地足球場舉行。該晚會曾經是全球規模最大的六四事件紀念活動，每年參加人數為數萬至十數萬人不等。六四晚會和七一遊行在2020年前為香港兩大社會活動。
然而，2019冠狀病毒病疫情爆發後，香港警方以防疫为由，两度禁止该集会。此外，第十三届全国人大常委会在2020年通过《港区国安法》，紀念內容被視為觸犯法律，六四纪念活动被禁止，再加上2021年支联会解散，六四集会實際上已不復存在。

## 歷史背景
1989年4月起的北京八九學運承接了《河殤》和中共改革派思潮，即將被中國收回的香港對此共鳴，香港割讓以來第一次加入祖國學潮，不少香港青年親赴北京加入。5月27日香港露天音樂會，數十萬人（含學生）出席，多位歌手演唱愛國的粵語流行音樂，包括羅文《中國夢》和《同途萬里人》（NHK絲綢之路香港版主題曲）等。「香港人全情投入參與，百萬人上街聲援，整個過程，實際上是一場中國民族主義洗禮，原來出生和成長於英治殖民地的香港人，……在情感上與中國大陸重新連接起來」，八九學運是香港在回歸過渡期「接受身份轉變後，對國家情懷達到最高點的見證」，「支援北京學生——無論是精神上還是資源上——其實是一種港式愛國行為」。

## 訴求

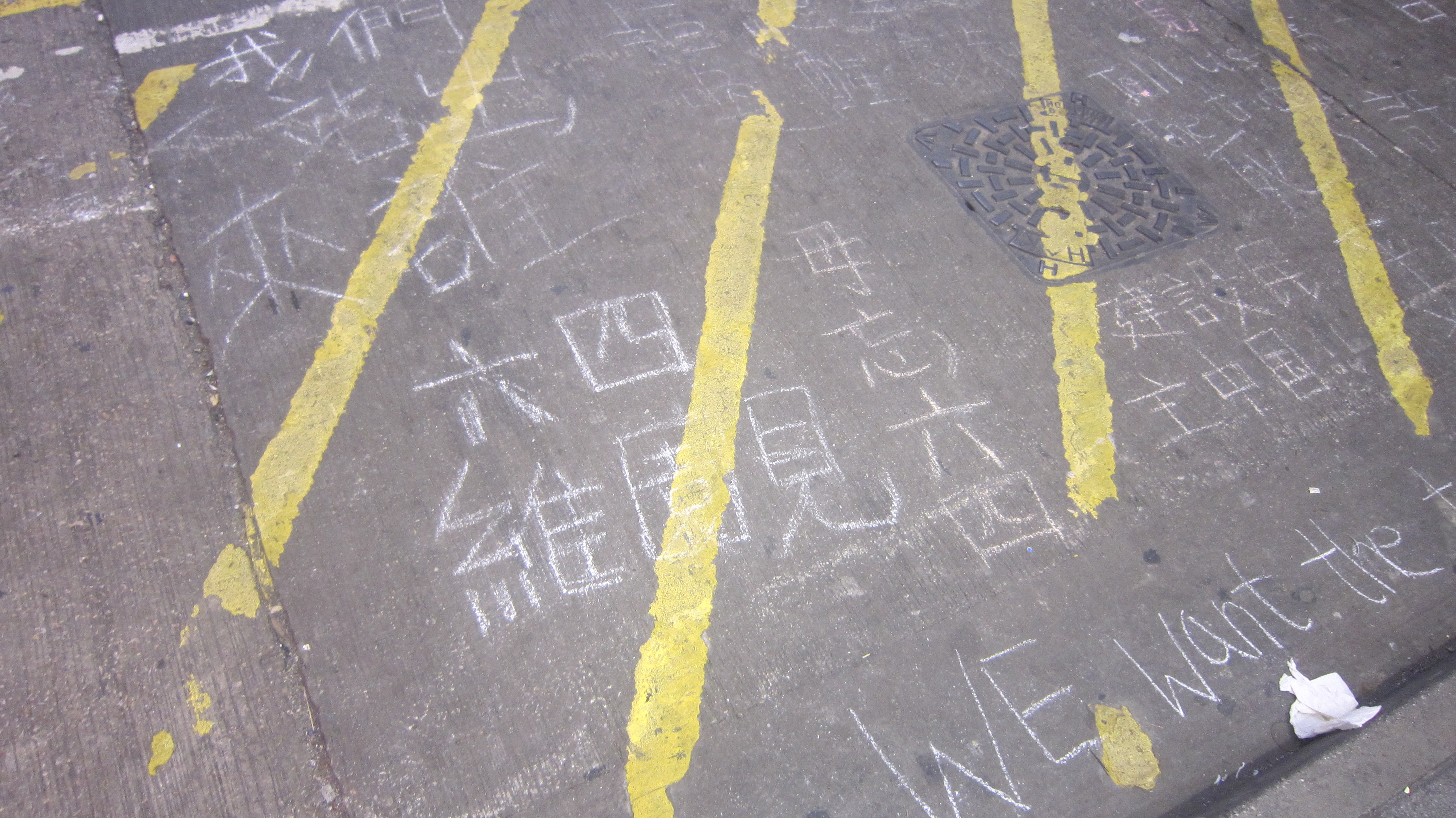
六四的訴求。圖為六四事件22周年时在旺角西洋菜街上的粉筆字

除了平反八九民運外，晚會還提出其他訴求，包括「追究屠城責任」、「釋放民運人士」、「結束一黨專政」、「建設民主中國」等等。在2003年，因著當時的政治氣氛，加入「反對香港基本法第二十三條」、「還政於民」等訴求。2006年起加入「支持維權」等等。而在2010年，即六四事件21周年，加入「釋放劉曉波，支持憲章」及「反對打壓」兩個主題。2018年，晚会呼吁释放王全璋、声援709事件中被捕维权律师。此外，晚会也喊出了释放刘晓波的妻子刘霞的口号。

## 晚會內容
晚會程序包括誦讀六四死難者及離世死難者家屬名單、致悼辭、默哀、向紀念碑獻花及鞠躬、播放民運人士及天安門母親的訪問影片等等。參與者歌唱富有民運色彩的六四歌曲，包括《血染的風采》、《自由花》及《歷史的傷口》等等。
2001年的晚會上，支聯會青年組宣佈籌備成立，其後每年支青組均會在晚會上讀出宣言或表演話劇及歌唱等，以示「接好民主棒」。

## 歷年集會參與人數
| 六四事件週年 | 年份   | 大會公佈人數 | 警方公佈人數            | 籌得款項 （港元） | 大會年度主題                                                                            | 備註 |
| ------------ | ------ | ------------ | ----------------------- | ----------------- | --------------------------------------------------------------------------------------- | --- |
| 1週年        | 1990年 | 150,000      | 80,000                  | （沒有紀錄）      | 釋放民運人士、平反八九民運、追究屠城責任、結束一黨專政、建設民主中國                    | |
| 2週年        | 1991年 | 100,000      | 60,000                  | （沒有紀錄）      | 釋放民運人士                                                                            | |
| 3週年        | 1992年 | 80,000       | 28,000                  | $439,000          | 釋放民運人士                                                                            | |
| 4週年        | 1993年 | 40,000       | 12,000                  | $3,300,000        | 釋放民運人士                                                                            | |
| 5週年        | 1994年 | 40,000       | 12,000                  | $480,000          | 我會來                                                                                  | |
| 6週年        | 1995年 | 35,000       | 16,000                  | $569,000          | 平反六四                                                                                | |
| 7週年        | 1996年 | 45,000       | 16,000                  | $74,200           | 跨越九七                                                                                | |
| 8週年        | 1997年 | 55,000       | （沒有公佈）            | $1,974,000        | 戰鬥到底                                                                                | |
| 9週年        | 1998年 | 40,000       | 16,000                  | $676,000          | 平反六四                                                                                | |
| 10週年       | 1999年 | 70,000       | （沒有公佈）            | $1,255,000        | 毋忘六四十周年 邁向民主新世紀                                                           | |
| 11週年       | 2000年 | 45,000       | （沒有公佈）            | $833,000          | 薪火相傳                                                                                | |
| 12週年       | 2001年 | 48,000       | （沒有公佈）            | $736,000          | 教育下一代 接好民主棒                                                                   | |
| 13週年       | 2002年 | 45,000       | （沒有公佈）            | $603,000          | 年青一代 齊來參與 認識歷史 毋忘六四                                                     | |
| 14週年       | 2003年 | 50,000       | （沒有公佈）            | $760,000          | 毋忘六四 反對廿三                                                                       | |
| 15週年       | 2004年 | 82,000       | 48,000                  | $1,125,000        | 平反六四 還政於民                                                                       | 0708年雙普選被否決 |
| 16週年       | 2005年 | 45,000       | 22,000                  | $64,000           | 以史為鑑 平反六四                                                                       | |
| 17週年       | 2006年 | 44,000       | 19,000                  | $617,000          | 平反六四 支持維權                                                                       | |
| 18週年       | 2007年 | 55,000       | 27,000                  | $826,000          | 平反六四 支持維權                                                                       | 早前民建聯主席馬力發表六四言論 |
| 19週年       | 2008年 | 48,000       | 18,000                  | $683,000          | 同一世界 同一人權 同一夢想 平反六四                                                     | 大會將紀念六四結合對汶川地震遇難者的哀悼。中國中央電視台則報導為「紀念四川地震活動」。 |
| 20週年       | 2009年 | 150,000      | 62,800                  | $2,100,000        | 毋忘六四 繼承英烈志 薪火相傳 接好民主棒                                                 | 早前特首曾蔭權、陳一諤、呂智偉、詹培忠等發表六四言論 當晚集會人數暴增，是繼1990年以來首次場內參加人數達15萬；同時亦開展連續6年超過15萬人參加的紀錄 連同未能進場市民計算，有20萬人，成為包括場外人數在內的最高紀錄 在無綫電視直播此年燭光晚會時，有男子在鏡頭前舉起「無綫新聞，事事旦旦」的紙牌，引起網民關注及討論。 |
| 21週年       | 2010年 | 150,000      | 113,000                 | $1,410,000        | 毋忘六四 薪火相傳 平反六四 堅持到底；反對政治檢控 抗議政治打壓；釋放劉曉波 支持零八憲章 | 六四晚會之前的幾天，支聯會民主女神像遭警方沒收 警方估計參加人數創歷年新高 |
| 22週年       | 2011年 | 150,000      | 77,000                  | $1,310,000        | 平反六四 革命尚未成功 建設民主 同志仍須努力                                             | 支聯會前主席司徒華逝世後首次晚會 中共為防茉莉花革命爆發而打壓維權人士 |
| 23週年       | 2012年 | 180,000      | 85,000                  | $2,323,000        | 毋忘六四傳真相 民主潮流不可擋                                                           | 被坦克輾斷雙腿的民運人士方政到場參與 警方開放維多利亞公園足球場、草坪、音樂亭、籃球場及告士打道一條行車線予公眾集會 大會公佈場內人數破紀錄 |
| 24週年       | 2013年 | 150,000      | 54,000                  | $1,600,000        | 愛國愛民 香港精神 平反六四 永不放棄                                                     | 維園的六四燭光集會原定於晚上8時開始，但在開始前15分鐘突然下大雨，因此晚會押後開始 然後由於雨勢過大，維園出現積水；再加上音響設備故障，因此集會進行約半小時後，大會宣佈提前結束 尖沙咀同時舉辦了六四集會，人數在200至1000人之間                                                                                       |
| 25週年       | 2014年 | 180,000      | 99,500                  | $1,700,000        | 平反六四 戰鬥到底                                                                       | 內地維權人士滕彪、「坦克人」攝影師Jeff Widener到場參與 按大會公佈，參加人數平2012年創下的場內人數最高紀錄 維多利亞公園足球場、草坪、音樂亭及籃球場開放予集會使用 尖沙咀亦舉辦六四集會，以「本土、民主、反共」為主題，人數在3000至7000人之間。                                                                        |
| 26週年       | 2015年 | 135,000      | 46,600                  | $1,340,000        | 全民團結爭民主 平反六四一起撐                                                           | 2008年以來集會人數首次低於15萬。 |
| 27週年       | 2016年 | 125,000      | 21,800                  | $1,740,000        | 平反六四 停止濫捕 結束專政 力爭民主                                                     | 五區同時舉辦了六四集會，以「本土、民主、反共、建國」為主題，人數在1000至5000人之間。 |
| 28週年       | 2017年 | 110,000      | 18,000                  | $1,410,000        | 平反六四 結束專政                                                                       | 期間黎智英涉嫌恐嚇及粗口辱罵《東方日報》記者，但黎事隔至今仍未被檢控。 |
| 29週年       | 2018年 | 115,000      | 17,000                  | $1,480,000        | 悼六四 抗威權                                                                           | |
| 30週年       | 2019年 | 180,000      | 37,000                  | $2,750,000        | 人民不會忘記—平反六四！公義必勝！                                                       | 時值香港特區政府提出備受爭議的「逃犯條例修訂草案」，而支聯會亦於晚會舉行前一週的星期日例行遊行中高呼反修訂逃犯條例口號。 |
| 31週年       | 2020年 | （沒有公佈） | 20,000 （律政司與法院） | $792,900          | 真相．自由．生命——抗爭                                                                  | 受2019冠狀病毒病疫情影響，香港警務處31年來首次反對並取締集會。 |
| 32週年       | 2021年 |              | N/A                     |                   | 為自由 共命運 同抗爭                                                                    | 警方再次取締集會，並封鎖維多利亞公園，部份組織和市民改於銅鑼灣、旺角等地悼念。 |
| 33週年       | 2022年 | N/A          | N/A                     | 0                 | 不適用                                                                                  | 康文署首次取締集會，並封鎖維多利亞公園。 |

### 人數爭議

#### 2009年
支聯會估計當日燭光晚會約有15萬人出席，香港警務處指有6萬2千8百人，兩者數據差距超過一半。支聯會副主席蔡耀昌解釋，警務處曾經向他們表示6個足球場連通道若然爆滿，可以容納接近10萬人，連同草地、籃球場和廣場皆爆滿，支聯會於是估算總數為有15萬。
《星島日報》根據場地面積及每人佔用面積推斷計算，得出出席人數介乎7萬至10萬。《星島日報》以科學化方式作出推斷計算，當晚出席者坐滿維多利亞公園6個足球場（包括四周通道），從地圖上作出量度，6個足球場連同四周及中間通道，最寬鬆估計面積約為4萬平方米，假設每人以坐姿算佔用空間為1平方米，坐滿6個足球場就有4萬人；假若以每人佔用0.7平方米計算，則坐滿6個足球場就有5萬7千人。連面積相若於3個足球場草地、籃球場及噴水池所在的廣場，寬鬆估計總共最多有5個足球場的面積，合共總共參加人數應該介乎7萬3千至10萬4千人。
向來有就七一遊行人數進行統計的香港大學統計及精算系高級講師葉兆輝認同上述的推斷計算方法，表示一般計算一個人坐着佔用空間相當於1平方米，以0.7平方米計算，場面已經非常擁擠；他表示難以看到6個足球場連通道能夠容納10萬人的可能性；香港大學社會科學研究中心主任白景崇根據香港有線新聞於集會四周多角度攝影的影片，大部分人手持1枝蠟燭，少部分手持兩支，少部分沒有，亦估計人數為介乎7至10萬；他認為警務處低估人數，主辦單位高估人數。
源自運輸機構消息透露，警務處於晚會舉行前晚曾經向運輸機構提供的人數預算與公開統計數字為一致。警務處消息人士稱，過去曾經在維多利亞公園足球場做實驗，安排警務人員企立或坐下，以計算該小幅面積在鬆動、適中及擠逼的情況下所可以容納的人數，再計算足球場的面積，以推斷估算若以站立姿勢計算，一個足球場最多可以容納約9千人，如果坐下計算，則最多可以容納約7千人。

#### 2019年
當日為六四三十週年，參與人士除了佔滿維園六個足球場及草地，天后港鐵站一帶更出現「蛇餅」，市民要排隊等候入場。支聯會因此估計參加人數超過18萬人，不過警方公佈的數字僅為3.7萬，兩者相差達八成，警方的數字引起質疑是「有政治目的」，有意為同月九日的反對修訂逃犯條例草案遊行降溫。
民陣前召集人兼立法會議員區諾軒表示，過往曾多次就七一遊行、維園草坪及附近一帶可容納人數，與警方討論。警方過去的估算指單是中央草坪，未計維園6個硬地足球場，已可容納3萬2千人，他質疑警方昨晚的估算離譜。支聯會秘書李卓人不評論警方公佈的數字，指出「香港人心中有數」。亦有網民對比2017年的太子警察體育會撐警集會，認為體育會面積比維園細得多，但警方卻指出席人數為3.3萬，實乃「報細數」。
警方發言人表示點算集會人數的方法是在集會進行期間，派員於多個高點觀察，以及點算某一時段在不同區域所聚集的人數。評估只是「粗略估計」，用途是因應情況實施人群管理措施及調派人手資源。

## 歷年集會情況

### 2003年
2003年6月4日晚上，六四事件14週年，大約50,000名香港人參加支聯會主辦的燭光集會悼念活動，主題是「反對23，毋忘六四」，並反對基本法第23條立法。支聯會主席司徒華表示，即使有關法例通過，集會也不會停辦。一些以往沒有出席集會的香港人，也破例參加。群眾坐滿了維多利亞公園5個足球場。支聯會播放了民運人士丁子霖和學運領袖王丹的講話。在晚會開始前，香港的天主教團體在維多利亞公園的另一角落，舉行祈禱會，有300多人參加。祈禱會名為「民主中國」，主題是「傾聽良心的呼聲，舞動生命的熱情」。時任天主教香港教區主教陳日君樞機，為中國大陸的人民祈福，也表達了他對中國大陸民主改革的盼望。

### 2004年
2004年6月4日，估計有八萬多人參加了維多利亞公園舉行的「六四」15週年紀念晚會。是1993年以來人數最多的一次。上百名參加「香港自由行」的大陸民眾在香港參加被中共政府禁止的「六四」紀念活動，創下了歷年的最高紀錄。組織者說收到了許多來自中國大陸的人民幣捐款。一共收到了大約4,000元人民幣捐款，遠比他們在過去舉辦的「六四」晚會多，過去只是收到一、兩百元人民幣。自1989年以來，受訪者平均參加了5.8次「六四」燭光晚會；4日晚參加集會的15歲或以上市民中，29%屬於首次參加，12%每次都有參加；而回歸以來每次都有參加者，則佔22%。

### 2006年
2006年六四燭光晚會，有44,000人參加，參加人數和往年類似。 根據香港大學民意計劃，在六四事件過去了17年後，仍然有53%的市民，認為當年北京學生做法正確。有56%的市民，依然認為北京當局要平反六四。支聯會近年的口號是「教育新一代，接好民主棒」。

### 2007年
2007年六四燭光晚會，以「平反六四，支持維權」為主題。支聯會估計參與人士有5萬5千人，香港警方則稱有2萬7千人參加。

### 2008年
2008年「六四」前夕，港大的民意調查顯示支持平反六四的市民人數略有下降，部分原因被認為是北京奧運宣傳帶來的國家認同感及對5月汶川大地震的同情。燭光晚會本身亦結合了悼念地震遇難者的內容，且主辦方稱所有現場捐款將交予香港紅十字會支持地震災區重建。許多市民對於燭光晚會熱情不減，當晚主辦方在現場宣佈參與晚會人數超過48,000人。當年的燭光晚會在次日被CCTV網站報導，描述為「哀悼地震遇難同胞」，報導甚至有「向烈士紀念碑獻花」的內容，但有關報導在9日已被刪除。

### 2009年
2009年是六四事件的二十週年，參與人數比往年多出很多。晚會的口號是「毋忘六四．繼承英烈志，薪火相傳．接好民主棒」。根據支聯會的數字，是年共有150,000人，警方的數字則為62,809人。晚會當晚除六個足球場及草地足球場，人群亦站滿大部份的維多利亞公園通道，而在維多利亞公園外的天后及銅鑼灣地區，亦都站滿了準備入場的市民。港大民意網站亦有為晚會的人數作出估計，人數約為108,000至132,000人。
期間，在無綫電視直播此年燭光晚會時，有男子在鏡頭前舉起「無綫新聞，事事旦旦」的紙牌，引起網民關注及討論。

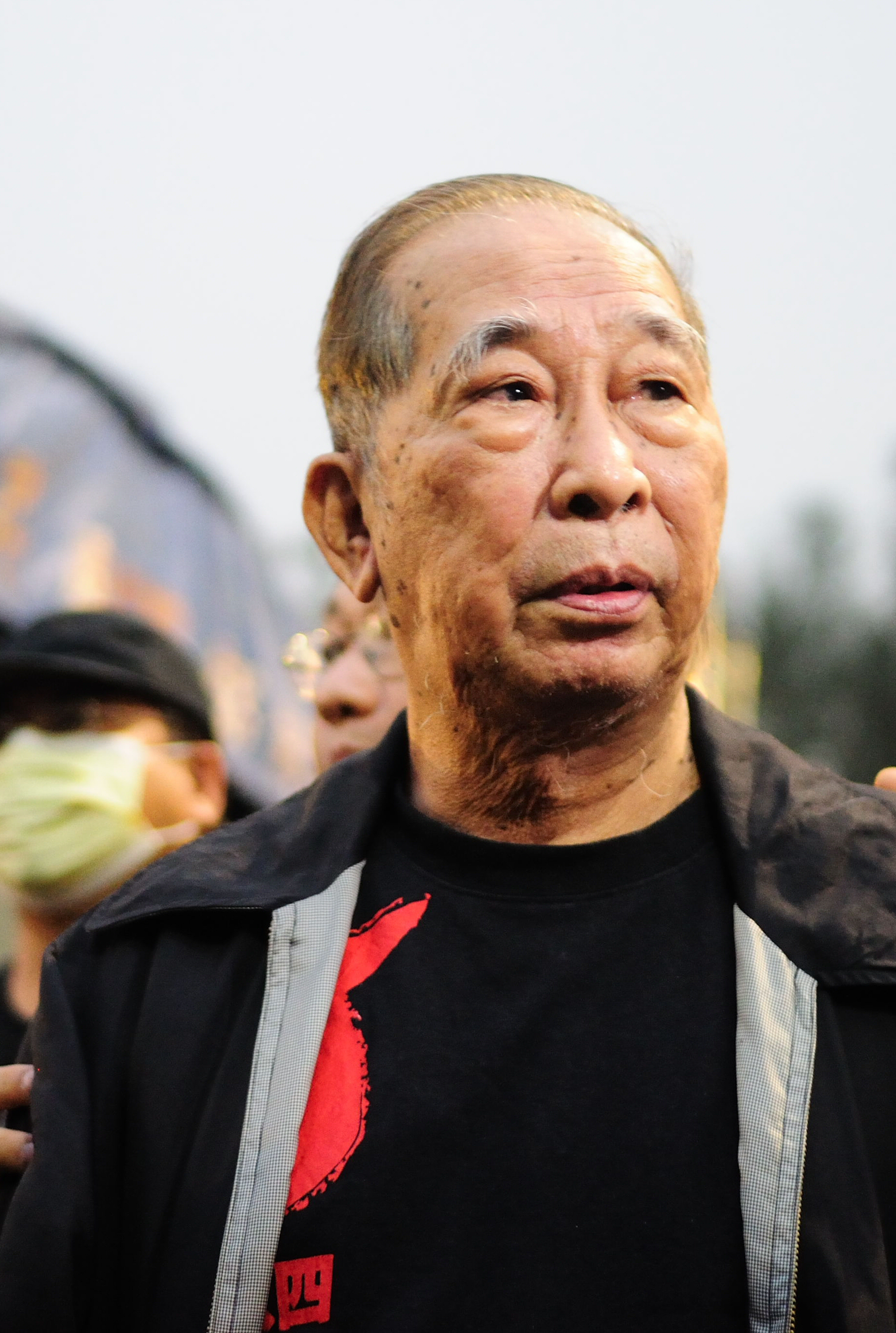
2010年，司徒華最後一次出席維園六四燭光晚會。

### 2010年
六四事件二十一周年，期間支聯會指香港受到不斷的政治打壓。晚會出席人數與2009年一樣，為150,000人，而且尚未計算未能入場的市民。警方公佈人數亦達113,000人，為警方歷年最高數字。晚會加入了「釋放劉曉波，支持零八憲章」和「反對政治打壓」兩個主題。
蘋果日報報導該年警方的人流控制措施與往年不同，指出警方以特別劃出一條緊急通道為由封閉一條行人道，導致通往維園的天后入口收窄，造成樽頸位，引起市民鼓譟。此外有支聯會義工表示該年警方嚴格執行禁止工作人員或市民從主要入口進入維園，以往十分少見。報導綜合指出警方有意阻撓市民參與晚會。

### 2011年
2011年1月2日，長期帶領香港人支持並推動中國民主運動的民主派領袖司徒華病逝，他生前定下六四事件二十二周年及辛亥革命一百週年的主題「平反六四，革命尚未成功；建設民主，同志仍須努力」。大會宣布晚會進場人數是150,000人，但由於警方在維園還未滿座、晚會還未開始就阻撓市民進入維園，有些市民未能進場，李卓人表示一定會交涉。雖然警方截龍阻止市民進入維園，但是他們稱有77,000人在場。由於該年晚會事前曾舉辦「廣場的日與夜」學生營，因此晚會現場掛有一幅當年北京學生在天安門廣場集會的印畫布幕，參與晚會的人就彷彿置身在當年廣場的集會上。
晚會先播出支聯會主席司徒華的錄影。這次參與悼念活動的，很多都是在六四事件後才出生的，顯示年青一代願意關心中國大陸的民主民生發展。

### 2012年
2012年「六四」前夕，當年被坦克輾斷雙腿的民運人士方政從美國順利入境香港，到場參與晚會。當晚8時前，參與市民已坐滿所有6個足球場、草地及音樂亭，晚會亦因人潮進入其他通道需時而順延20分鐘開始。支聯會公佈參加人數為180,000人，破歷年紀錄；而警方則估計最高峰時參加人數為85,000人。方政致辭時表示，見到維園的燭光，感到非常震撼和感動，並感謝港人23年來的堅持。支聯會主席李卓人致辭時批評候任行政長官梁振英是「『六·四』變色龍」。

### 2013年

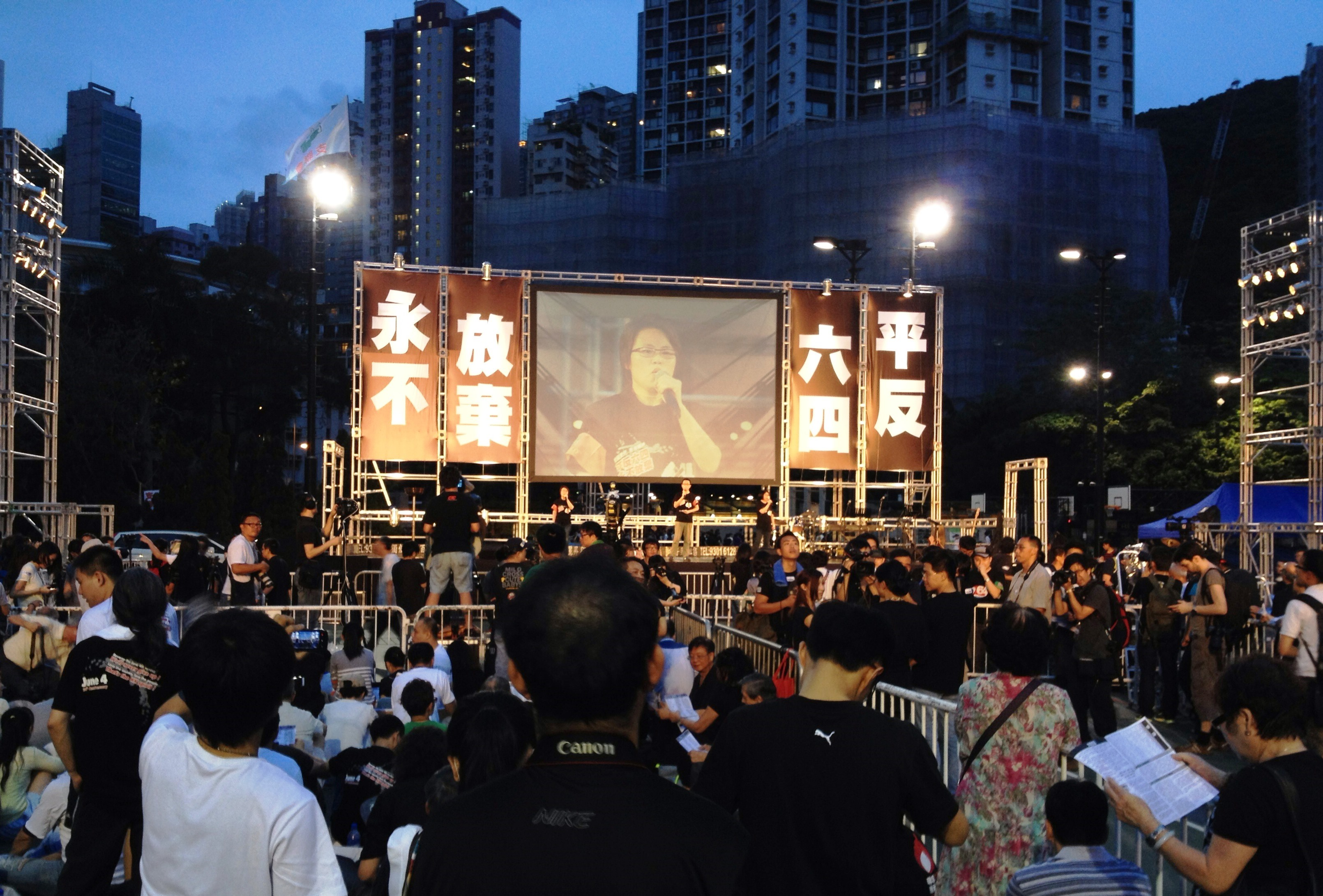
2013年六四燭光晚會上的「平反六四，永不放棄」標語

由於大雨影響，現場音響器材受大雨影响而无法正常運作，為防漏電危險，烛光晚会在进行了大约半小时后，宣佈提前结束。支联会宣布，当晚共有150,000人出席；而警方称有约54,000人参加。

### 2014年
2014年為六四事件25週年，六四集會的人數創了歷年的新高。集會前席，由於多個團體宣布會在不同的地方舉行集會，如尖沙咀、上水及英國駐香港總領事館，支聯會主席李卓人一度擔心會削弱悼念六四的效果。然而，警方公布的維園晚會參與人數是99,500人，是歷年第二高的人數，主辦單位公布的數字為180,000人。另外，尖沙咀舉辦的六四集會亦有不少的民眾參與，大會宣布參與人數為7,000人，警方則估計有3,060人出席。

### 2015年
由於本土意識增長，2015年晚會的主題變成「立足本土守住香港」。是年，學聯在遭受多間大學退出學聯後決定首次不以學聯名義參與晚會，港大學生會則於港大舉行晚會、而熱血公民與普羅政治學苑則舉行「遍地開花64晚會」，舉辦向政改三人組畫像掟雞蛋等活動以紀念六四。大會宣佈集會人數為135,000人，而警方則表示約有三至四萬人參加集會。
經歷2014年雨傘革命，2015年晚會滲入雨傘革命元素，包括播放「傘捕者」家人心聲。

### 2016年
这年是六四事件二十七周年，主題为“哀悼民運死難同胞，繼承烈士民主遺志”。由于大学学生会另外举行六四论坛，令出席晚会的人数大减。支联会宣布大约有十二万五千人出席晚會，是自二零零九年六四事件二十周年以來八年的新低，警方则认为有二萬一千八百人出席晚会。支聯會主席何俊仁對有逾十萬人參與集會非常感動，反映港人的堅持及原則、意志及勇氣，認為港人能堅持廿七年，是為歷史創造了一項紀錄，很值得驕傲。同一时间，烛光晚会举行期间有数名香港民族陣綫、學生動源成員手持香港旗及「香港獨立」直幡並带著口罩的人，企图衝上大台，被現場的糾察按在地上，而其中冼偉賢冲破防线，走到台上高呼香港獨立口號，最后被在場義工按在地上后抬離大台。

### 2017年
六四事件二十八週年，支聯會在維多利亞公園舉行集會悼念六四死難者及要求平反六四。香港各大專院校學生會表明不出席支聯會的活動。由於本土意識抬頭，香港年輕人更關心本土的政制發展，支聯會宣稱要代表中國人要求平反六四，在香港已不合時宜，香港各大專院校不會再進行六四悼念活動。香港大學自行舉辦研討會，中文大學表明不會出席悼念活動，並批評支聯會利用六四撈取政治利益，並表示中大更關心香港本土歷史。嶺南大學、教育大學、公開大學、珠海學院及恆生管理學院，在公開大學校園合辦研討會，但不會有悼念活動，浸會大學學生會則直接指出六四事件是鄰國的事，如同韓國的光州事件不值得香港人特別紀念。

### 2018年
六四事件29週年，支联会打出“释放民运人士、平反八九民运、追究屠城责任、结束一党专政、建设民主中国”五大纲领。主题是，悼六四，抗威权。多个学生组织提前宣布不会参加当年的维园纪念。当晚，参与悼念的人还是基本填满了维园的六个小型足球场。据支联会估算，当天到场人数达到11.5万人。这一数字比去年的11万人有所增加。中央广播电视总台于2020年5月17日推出的专题片《另一个香港》第二集中介绍何俊仁时，出现了这次烛光晚会的画面。

### 2019年

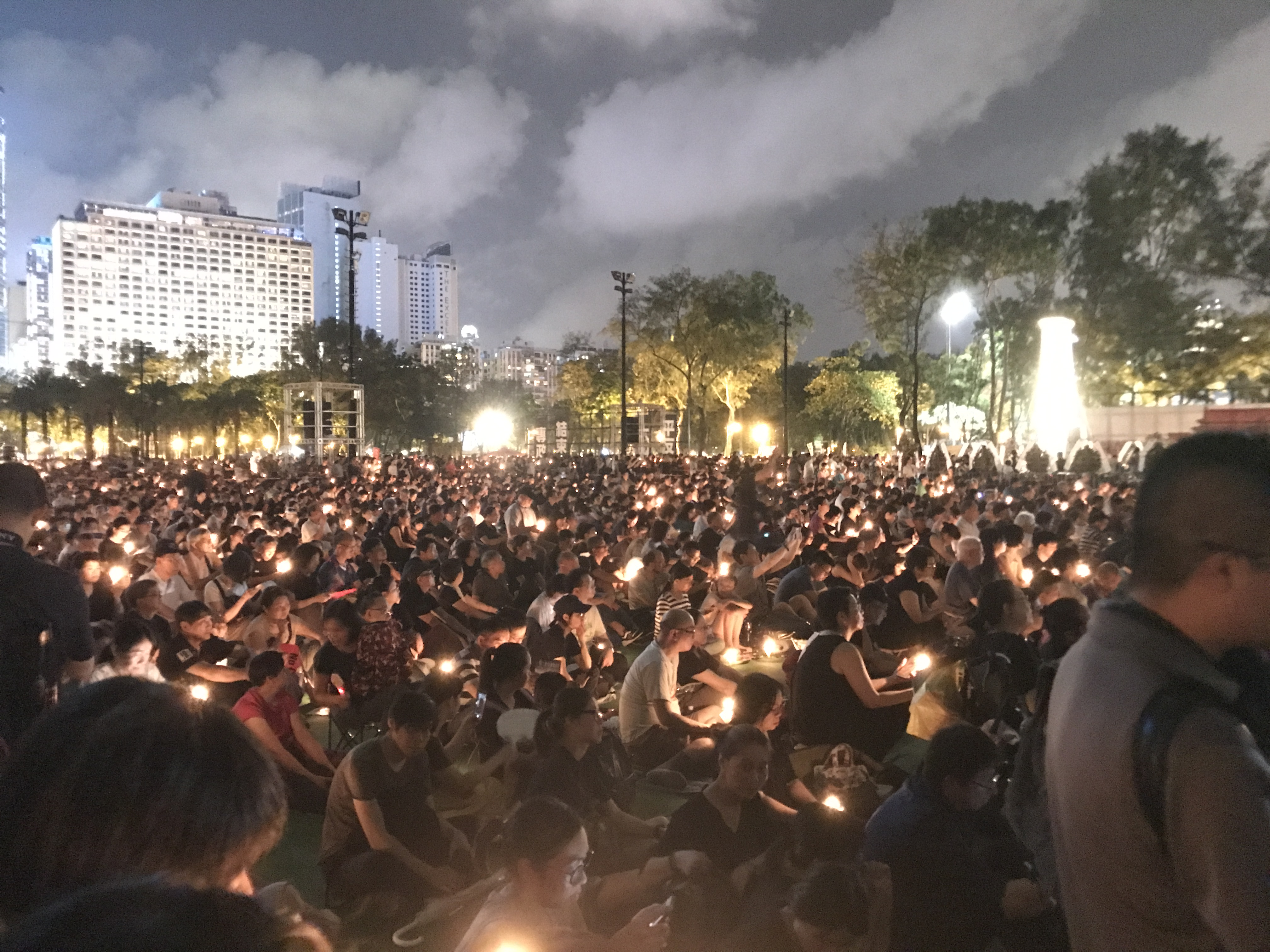
2019年為六四事件30週年，支聯會表示有逾18萬人出席

六四事件30週年，大會宣布估計參與人數超過18萬人，警方指最高峰3.7萬人，創雨傘運動後的新高。科大社會科學部副教授成名指，燭光集會人數顯著反彈，與港府硬推《逃犯條例》修訂，及與內地人權狀況轉差有關。中大政治及行政學系高級講師蔡子強也指，人數多除了因為今年是六四30周年，也因為港府硬推修例使社會氣氛劍拔弩張，年輕人也感到覆巢之下無完卵，擔心修例通過而團結起來向京抗議。
另外，六四籌款金額達275萬，創下1993年以来的紀錄。支聯會秘書李卓人指出捐款增加反映市民對未來有憂慮。

## 晚会遭到阻止后历年情况

### 2020年

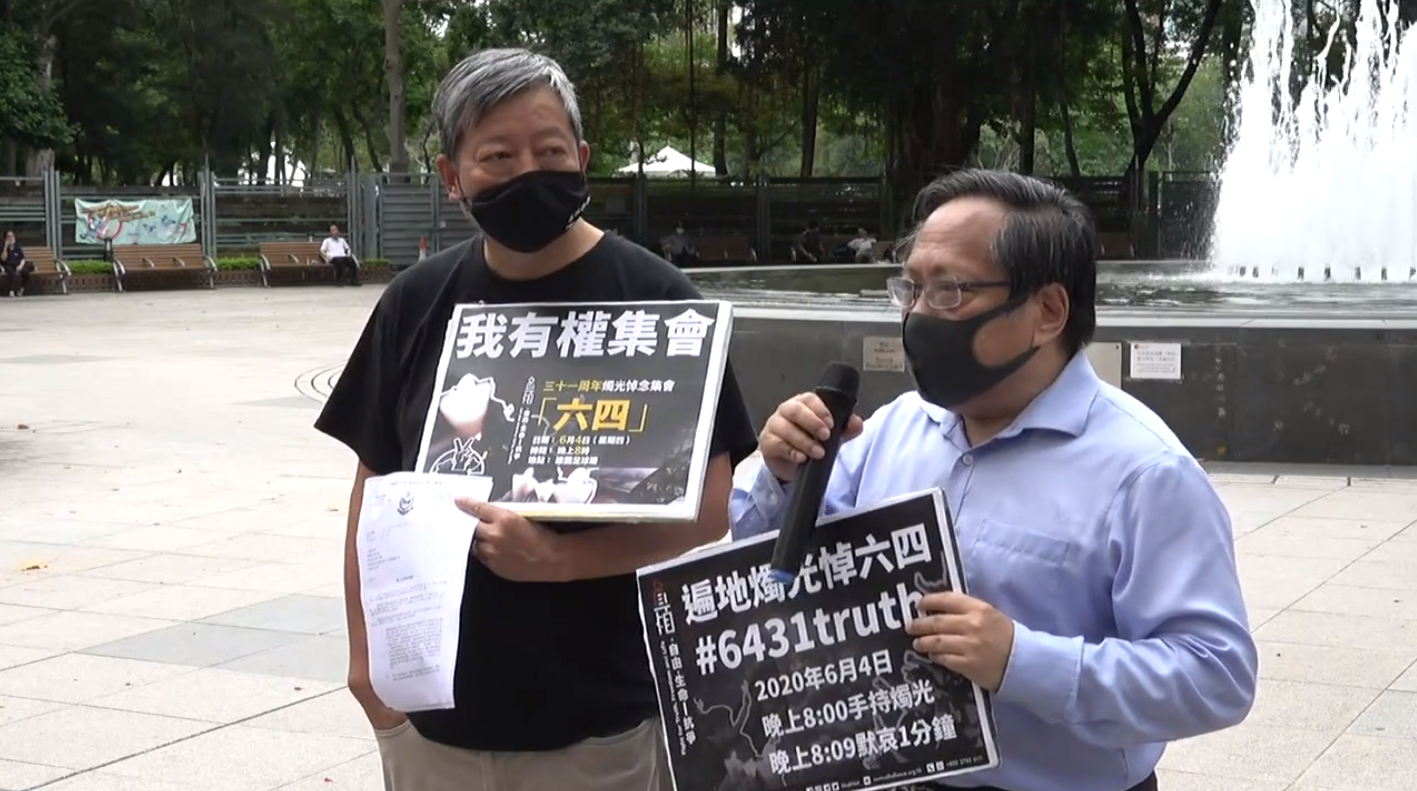
6月1日，支聯會在維園舉行記招

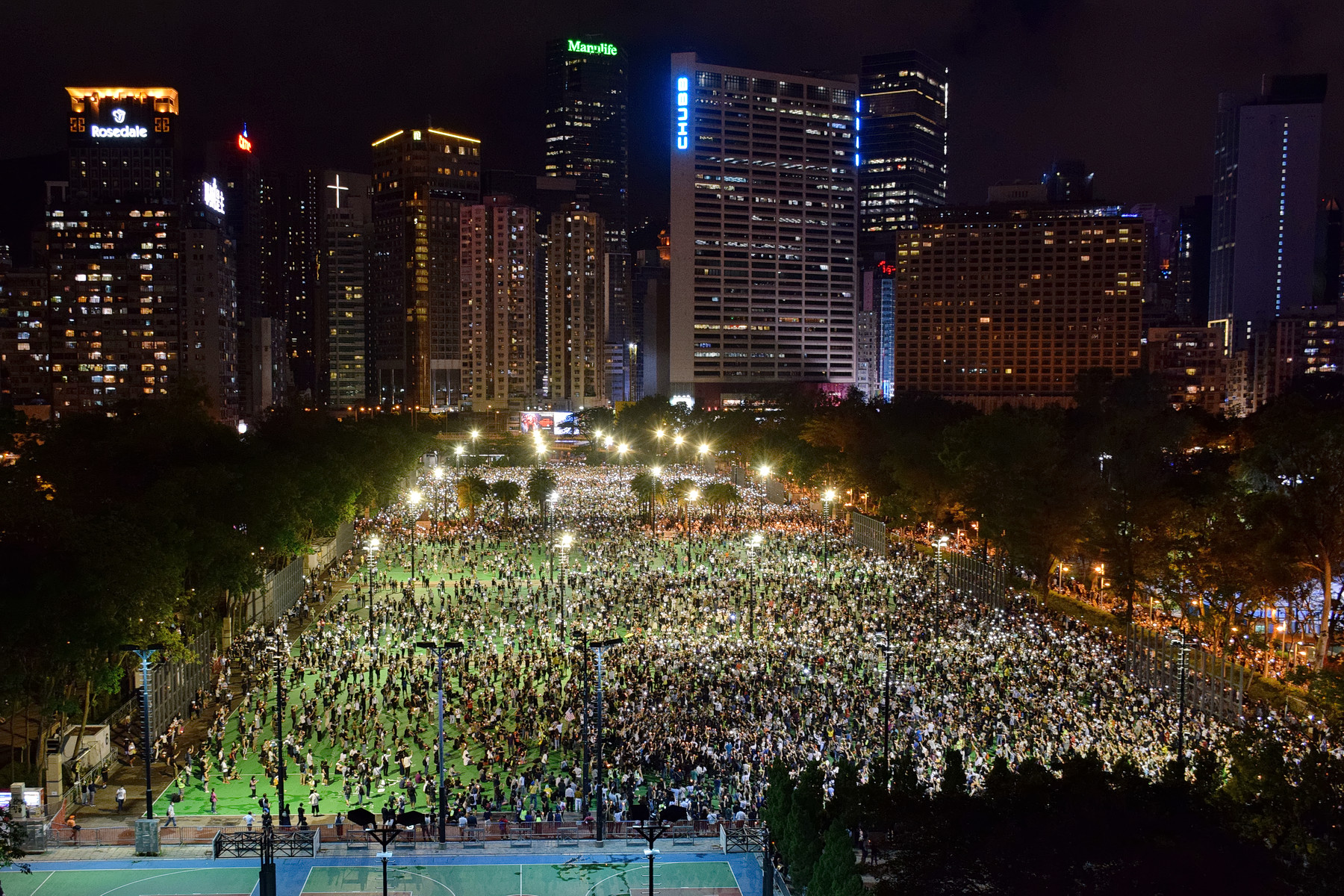
2020年維園六四燭光晚會舉行情況

港府在5月19日宣佈延長因應新冠肺炎疫情而推出的「限聚令」措施至6月4日晚上，間接影響到燭光晚會的舉行。同時，康文署以「未有指引」為由，沒有處理支聯會舉行活動的申請，疑似借疫情打壓集會自由。不過，支聯會主席李卓人表示會堅持舉行悼念集會，如果不能在維園集中舉行，將會「遍地開花」，在全港多區舉行。2020年6月1日，警方以肺炎疫情和「限聚令」為由，向支聯會發出反對通知書，為31年來首次。支聯會主席李卓人對政府以「限聚令」和公共衞生為由打壓集會表示遺憾，在政治上象徵一國兩制完結。他表示當日中午起會在全港擺街站派發燭光，晚上則舉行網上集會，以及以不多於8人一組進入維園。。雖然警方明令禁止集會，當天晚上6時仍然有市民不理會禁制，拆開用來圍封硬地足球場的鐵欄湧入維園場地。晚上8點09分，主辦方支聯會帶領在場民眾手持蠟燭默哀。同一時間，尖沙咀文化中心、屯門、大圍、沙田城門河、馬鞍山、荃灣、大埔廣場、觀塘海濱公園等多處亦有數百名市民聚集。而現場大多人叫反修例口號為主，包括「五大訴求、缺一不可」、「香港人建國」、「香港獨立、唯一出路」等，並高唱《願榮光歸香港》。

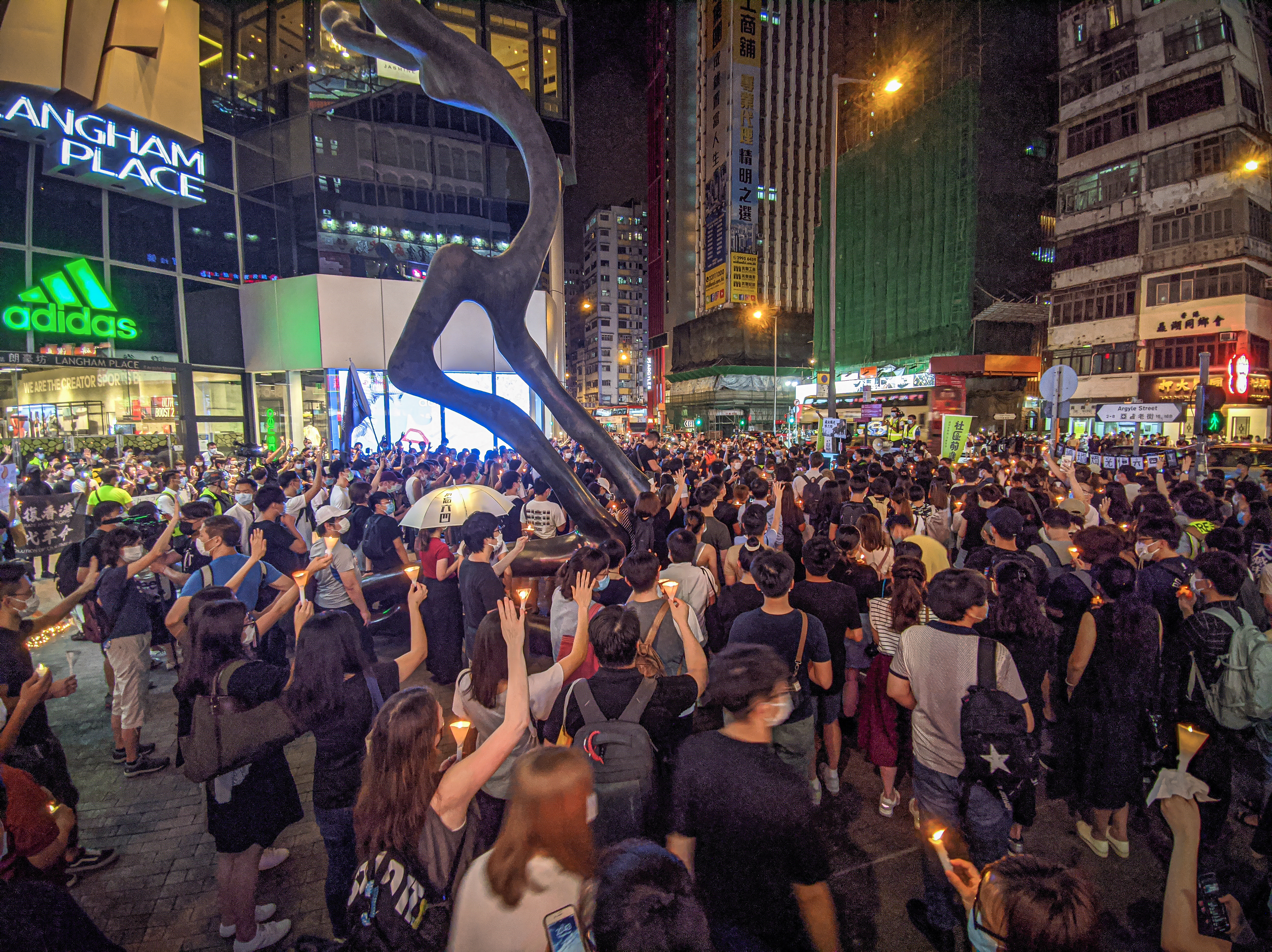
旺角朗豪坊對出的晚會

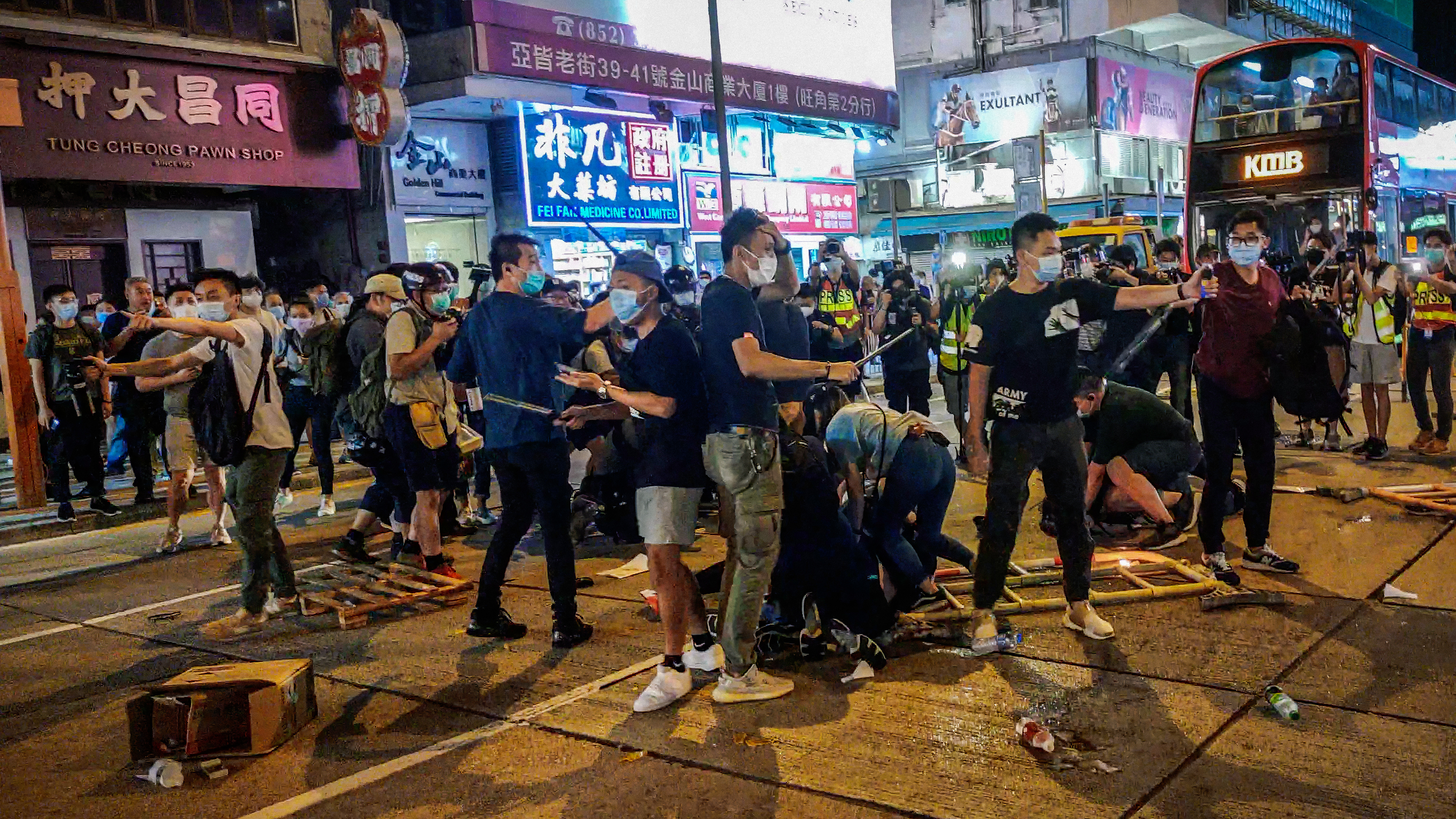
晚上9時，一批市民在旺角亞皆老街近砵蘭街朗豪坊一帶聚集後，有人以圍欄及雪糕筒等雜物堵路，多名便衣警員迅速制服4名男士

晚上8時40分許，李卓人宣布集會結束，高呼明年「六四32週年維園見」，人群逐漸散去。到晚上9時，一批市民在旺角亞皆老街近砵蘭街朗豪坊一帶聚集後，有人以圍欄及雪糕筒等雜物堵路，多名便衣警員迅速制服4名年齡介乎21至70歲的男士，並使用施放胡椒噴劑。3分鐘後，超過70名防暴警到達現場，警員舉起藍旗，要求所有市民返回行人路，有警員更舉起胡椒球槍指向人群，到30分鐘後離開。其後警方以涉嫌公眾地方行為不檢拘捕他們，當中一名21歲本地男子及一名55歲本地男子亦分別涉嫌襲警及拒捕被捕。
另外，傍晚6時04分，屯門區議員巫堃泰、油尖旺區議員陳嘉朗及葵青區議會副主席張文龍於尖沙咀香港文化中心「飛翔法國人」雕塑下獻花。而六四集會結束後，社民連多名成員往西環中聯辦示威，警方一度阻止他們接近中聯辦正門。

#### 銅鑼灣及維園舉行情況

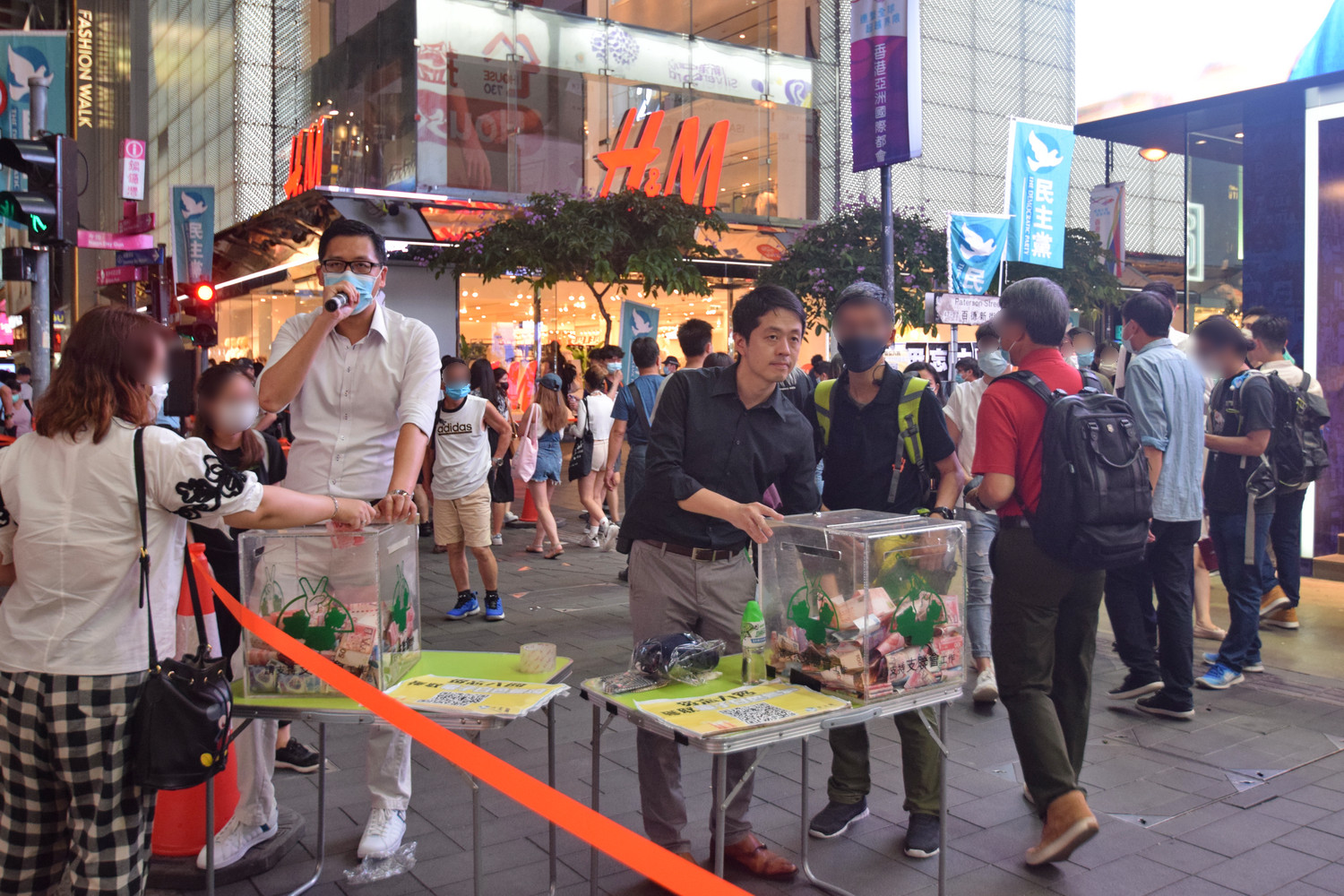
6月4日晚上林卓廷及許智峯在記利佐治街為香港支聯會籌款
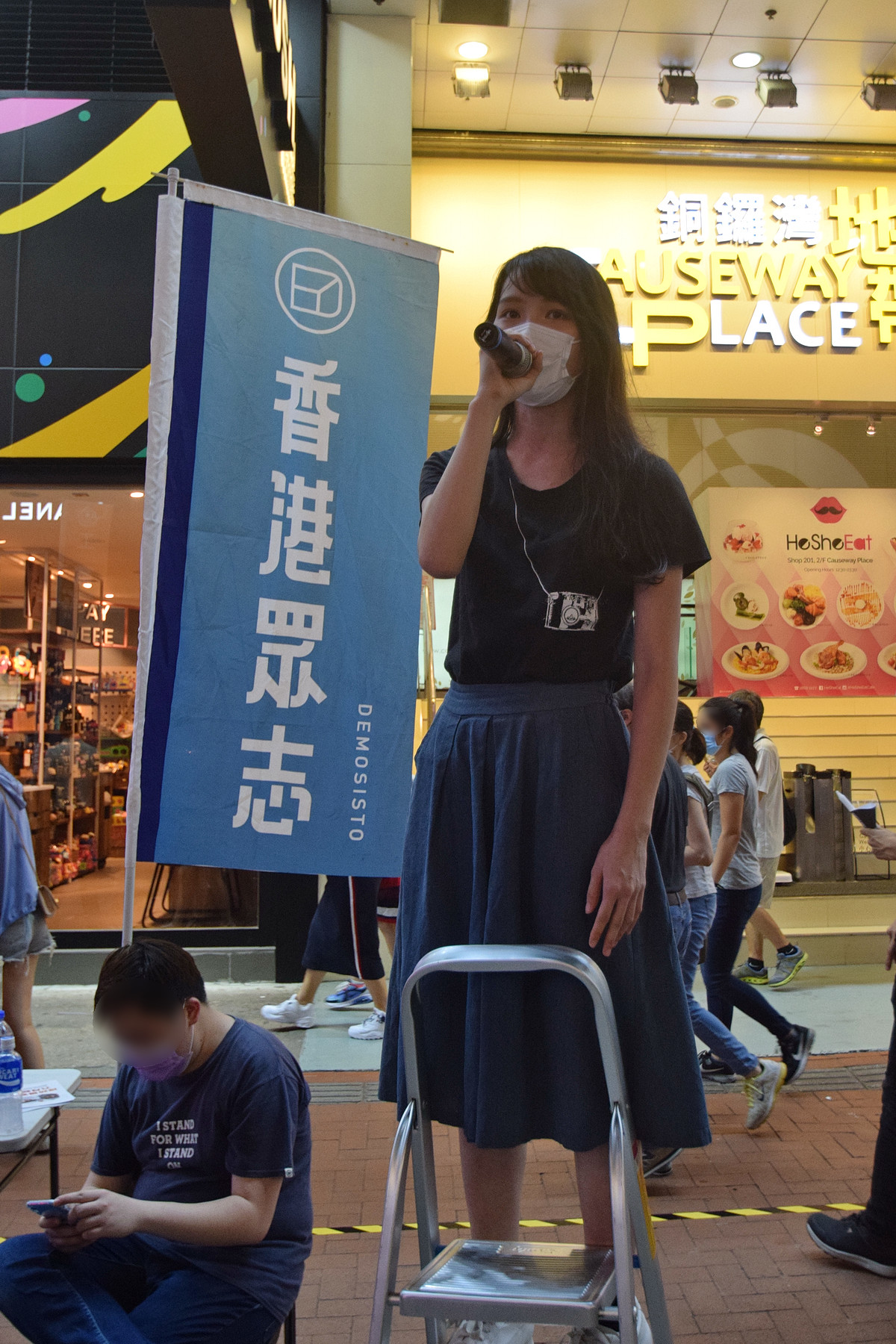
周庭在設於記利佐治街的香港眾志攤位呼籲市民參與燭光晚會
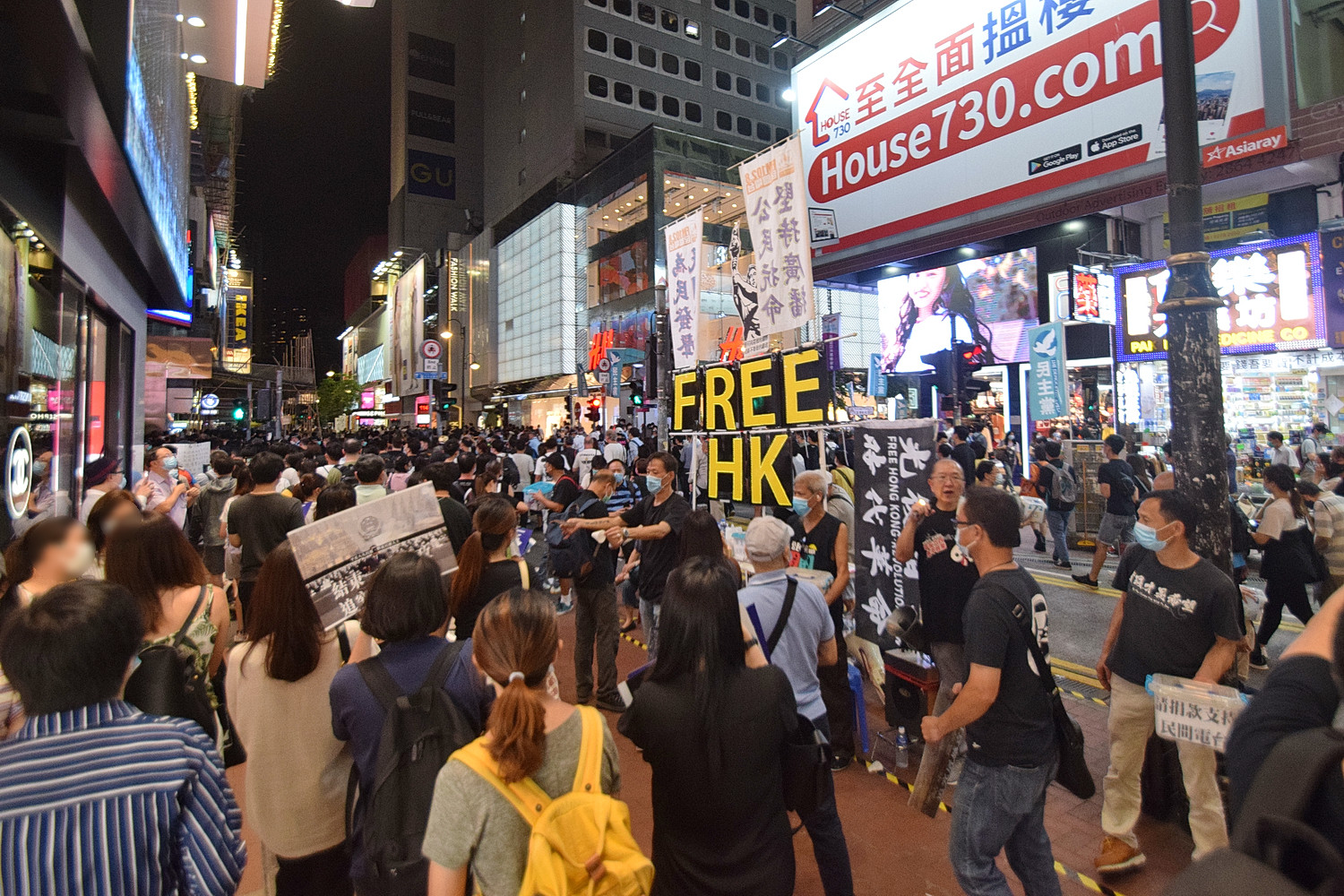
民間電台在記利佐治街設置攤位
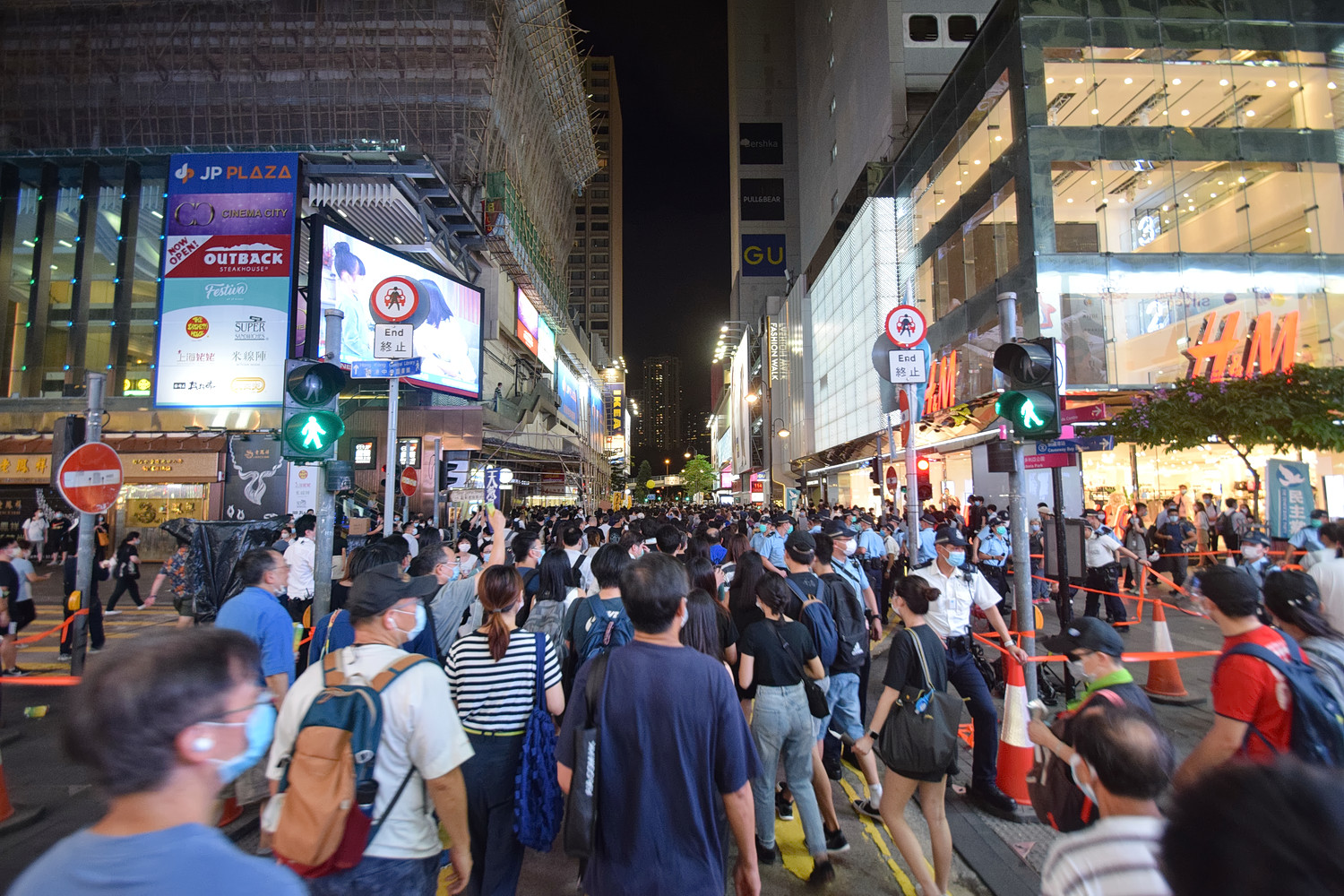
大量市民從記利佐治街步入維園
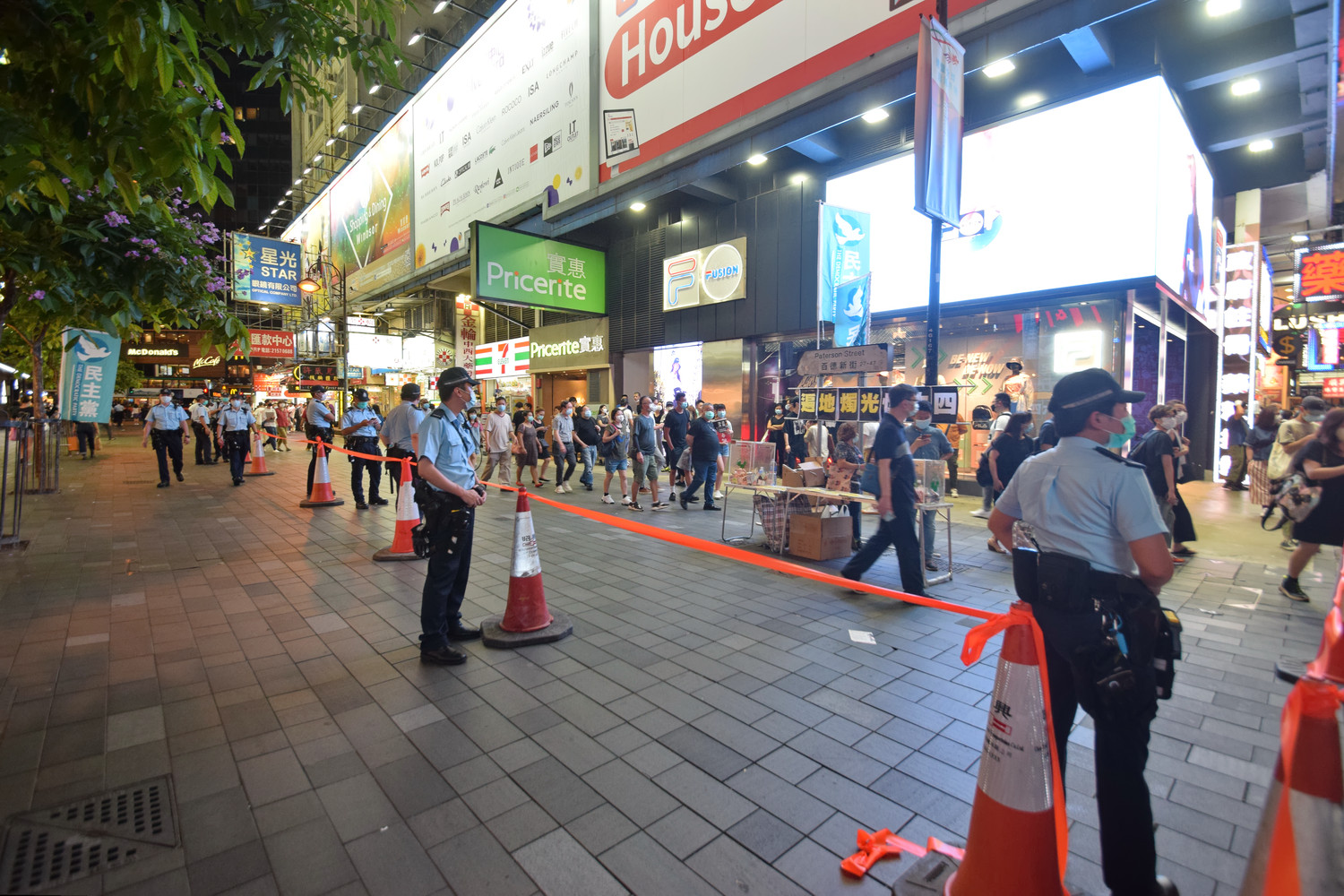
警方於記利佐治街及百德新街一帶設立防線管理人群
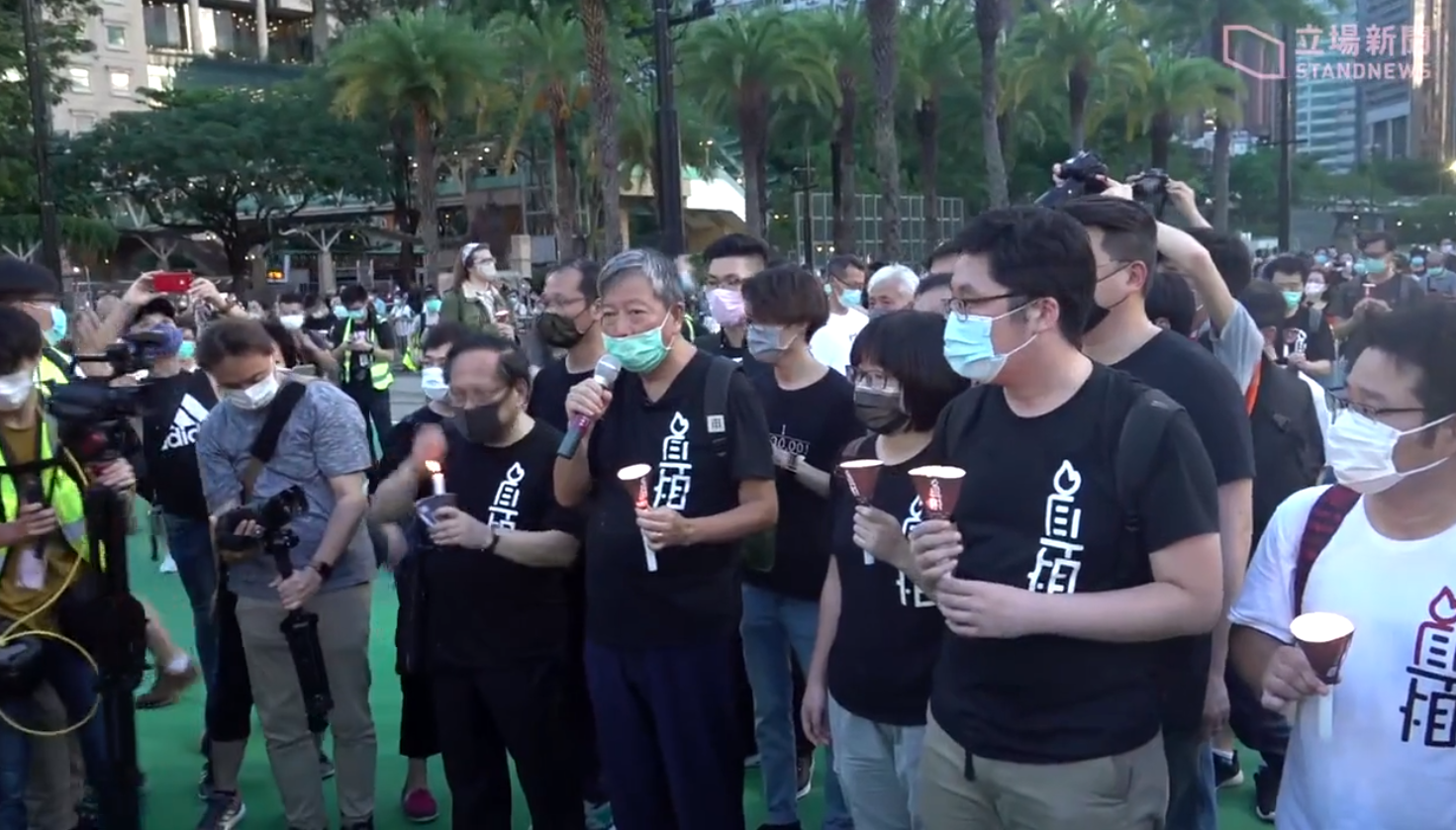
主辦方支聯會帶領在場民眾進入維園硬地足球場
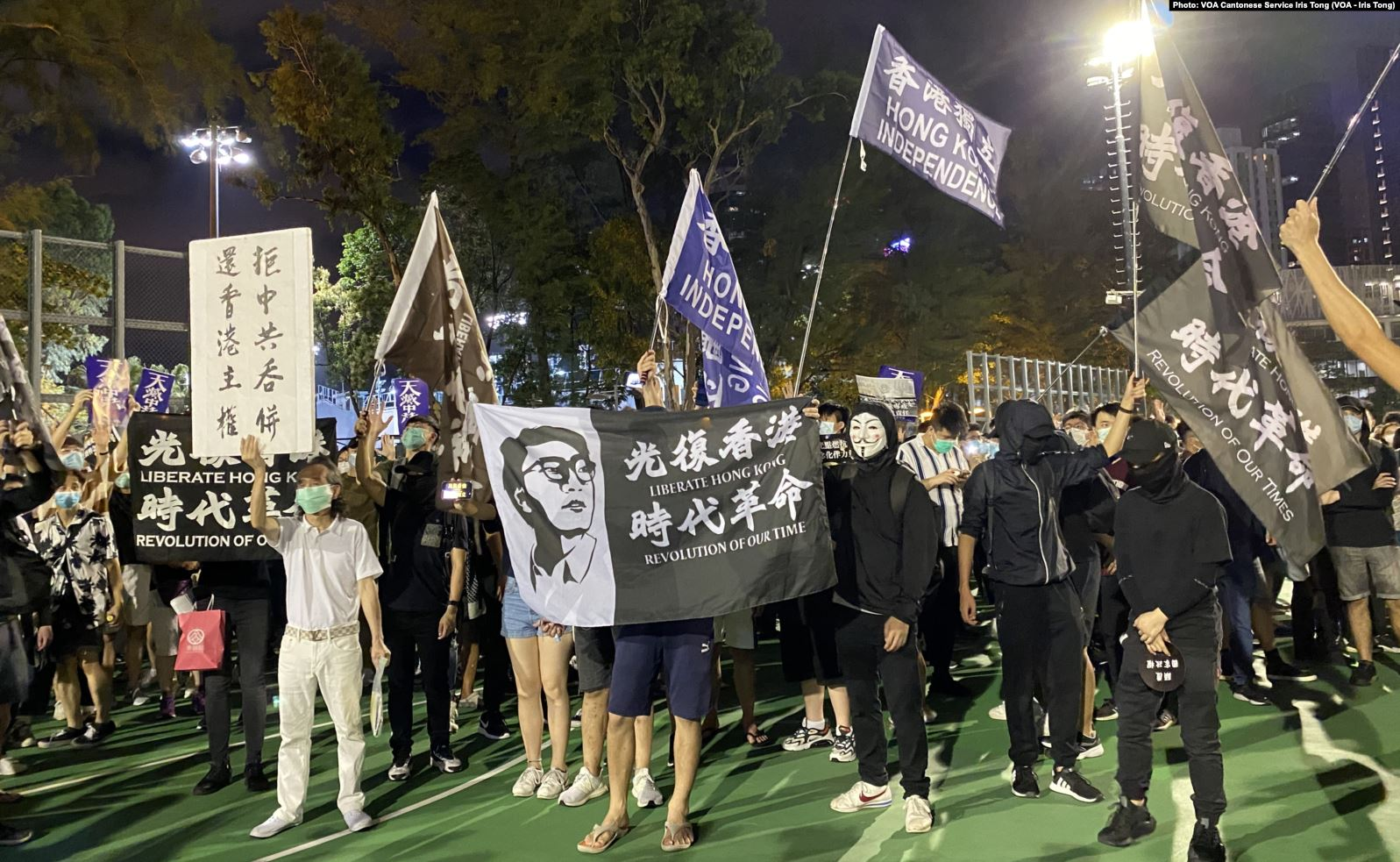
参与维园烛光集会的年轻人，挥舞反送中运动及香港独立的旗帜

#### 各區舉行情況

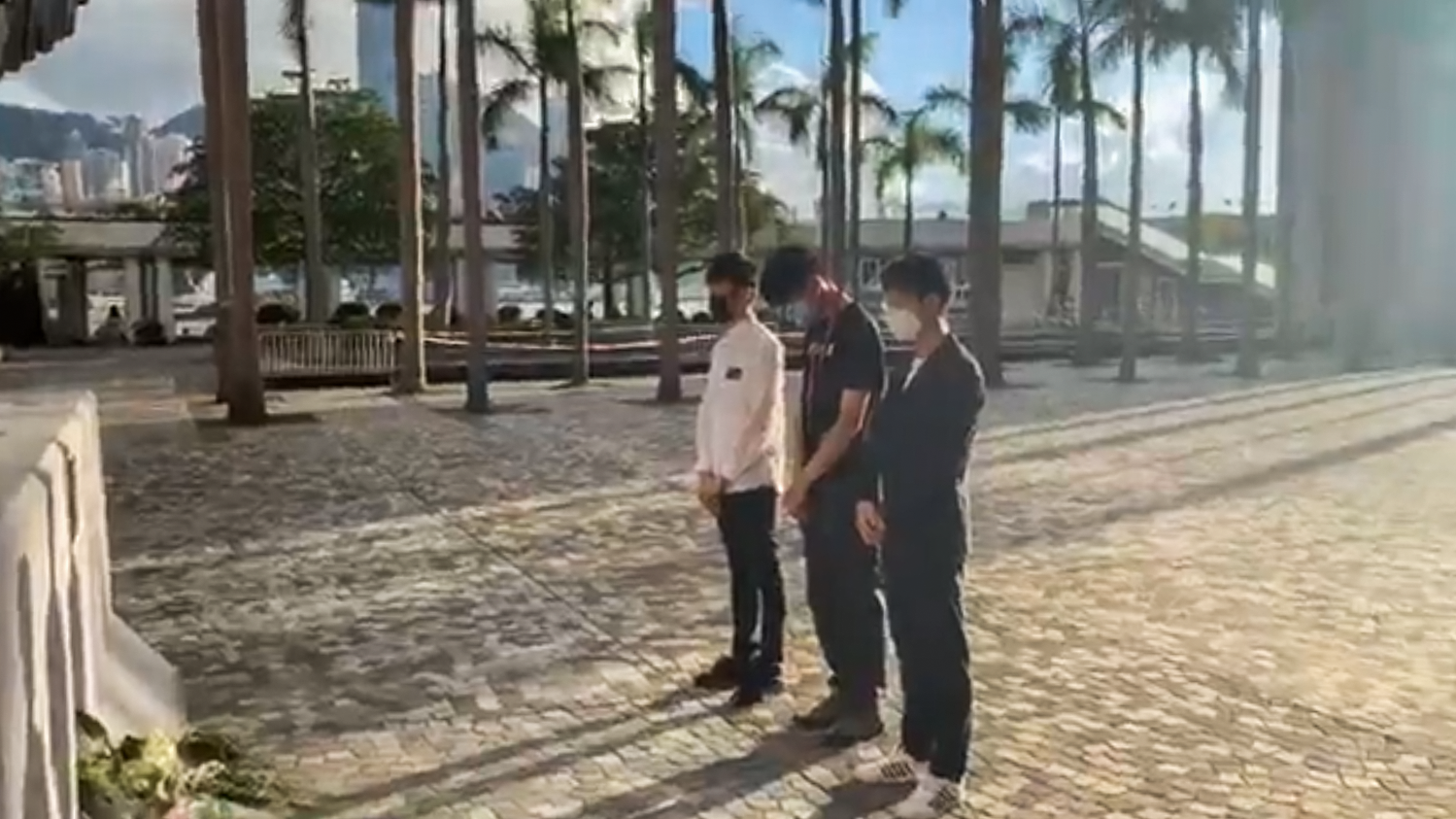
傍晚6時04分，屯門區議員巫堃泰、油尖旺區議員陳嘉朗及葵青區議會副主席張文龍於尖沙咀文化中心「飛翔法國人」雕塑下獻花
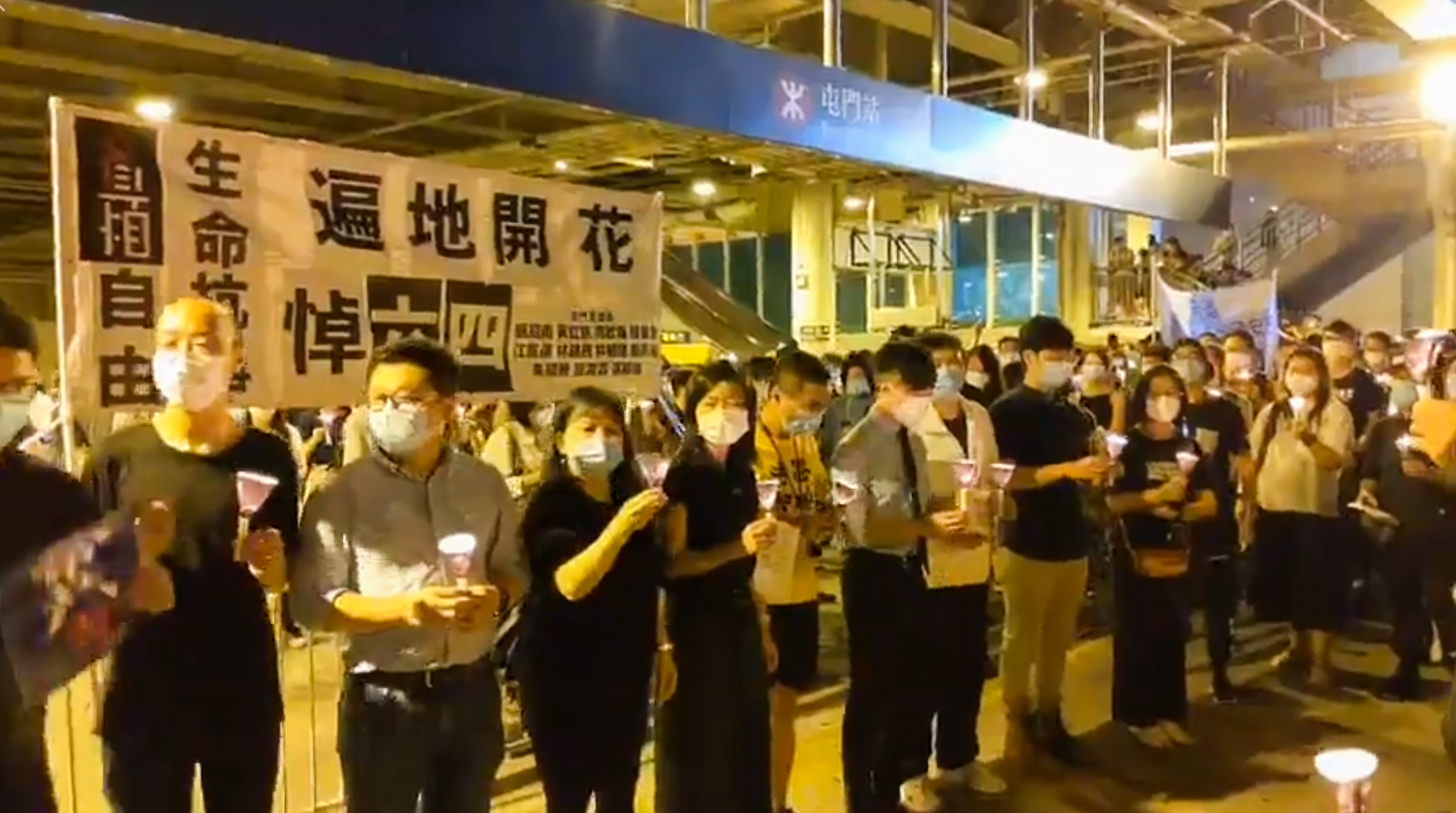
屯門民主派區議員於屯門站外舉行悼念會
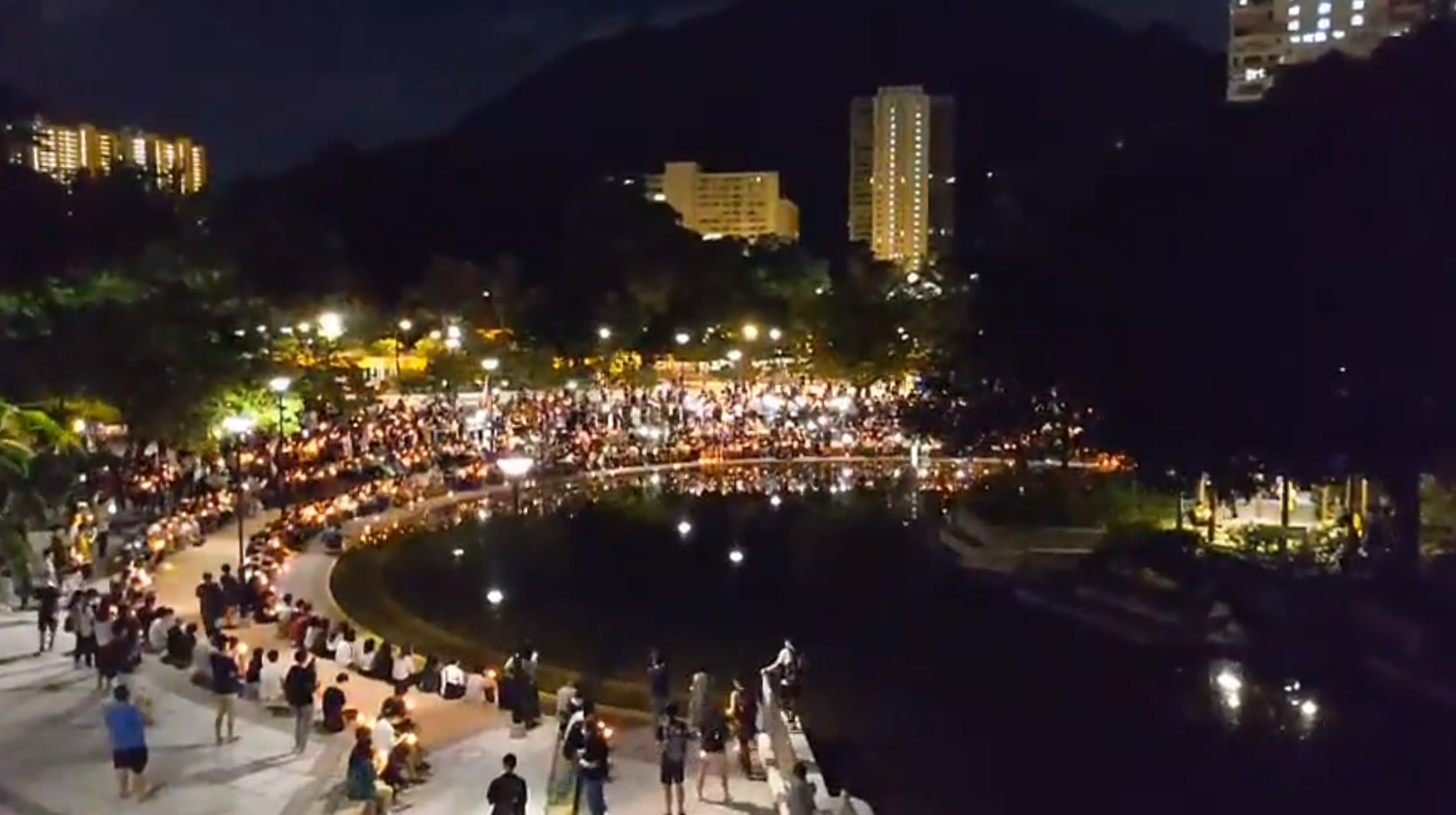
6月4日晚上屯門公園晚會，人群圍繞園內的水池聚集
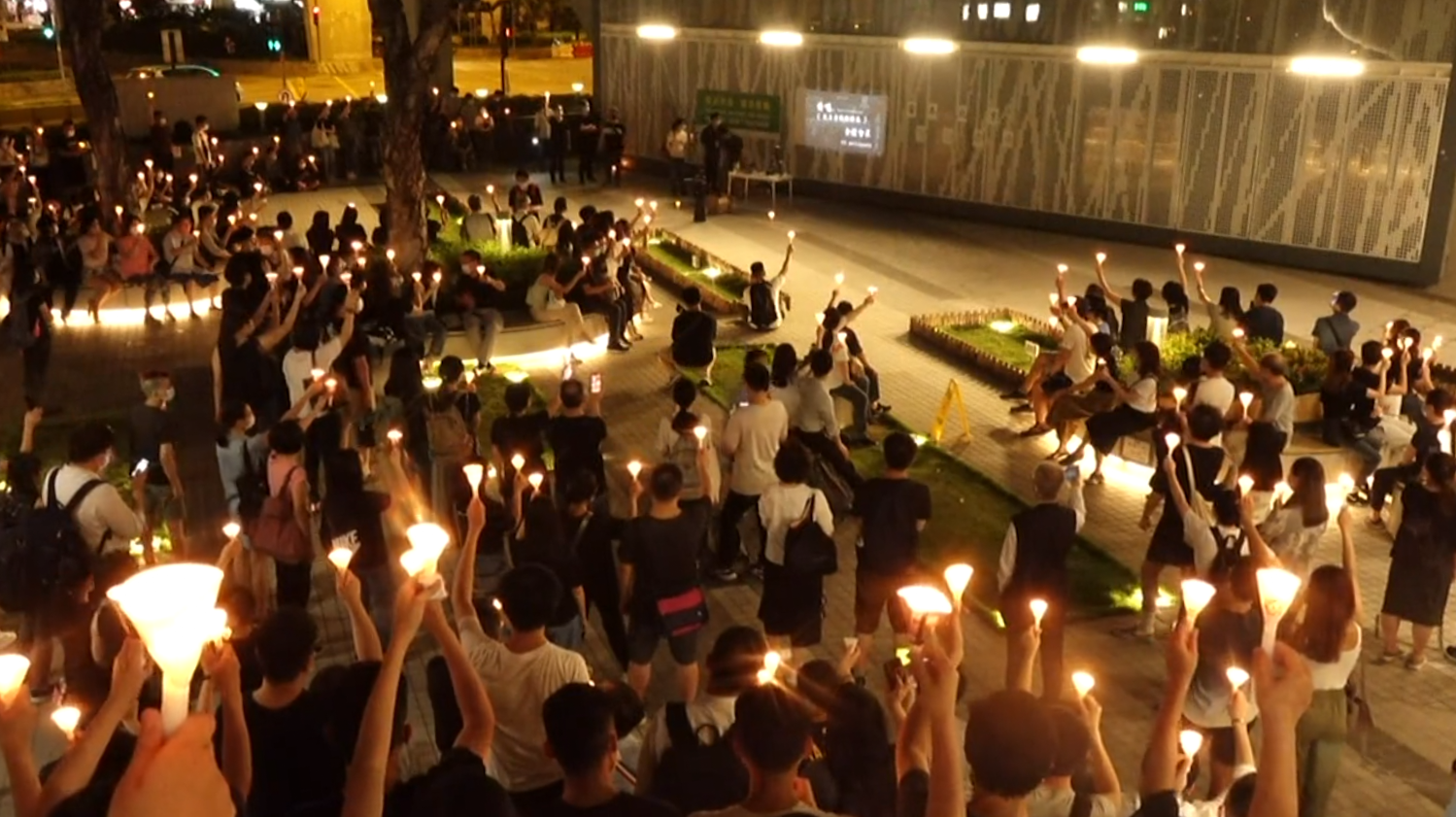
荃灣西樓角花園有百多名市民參與悼念會
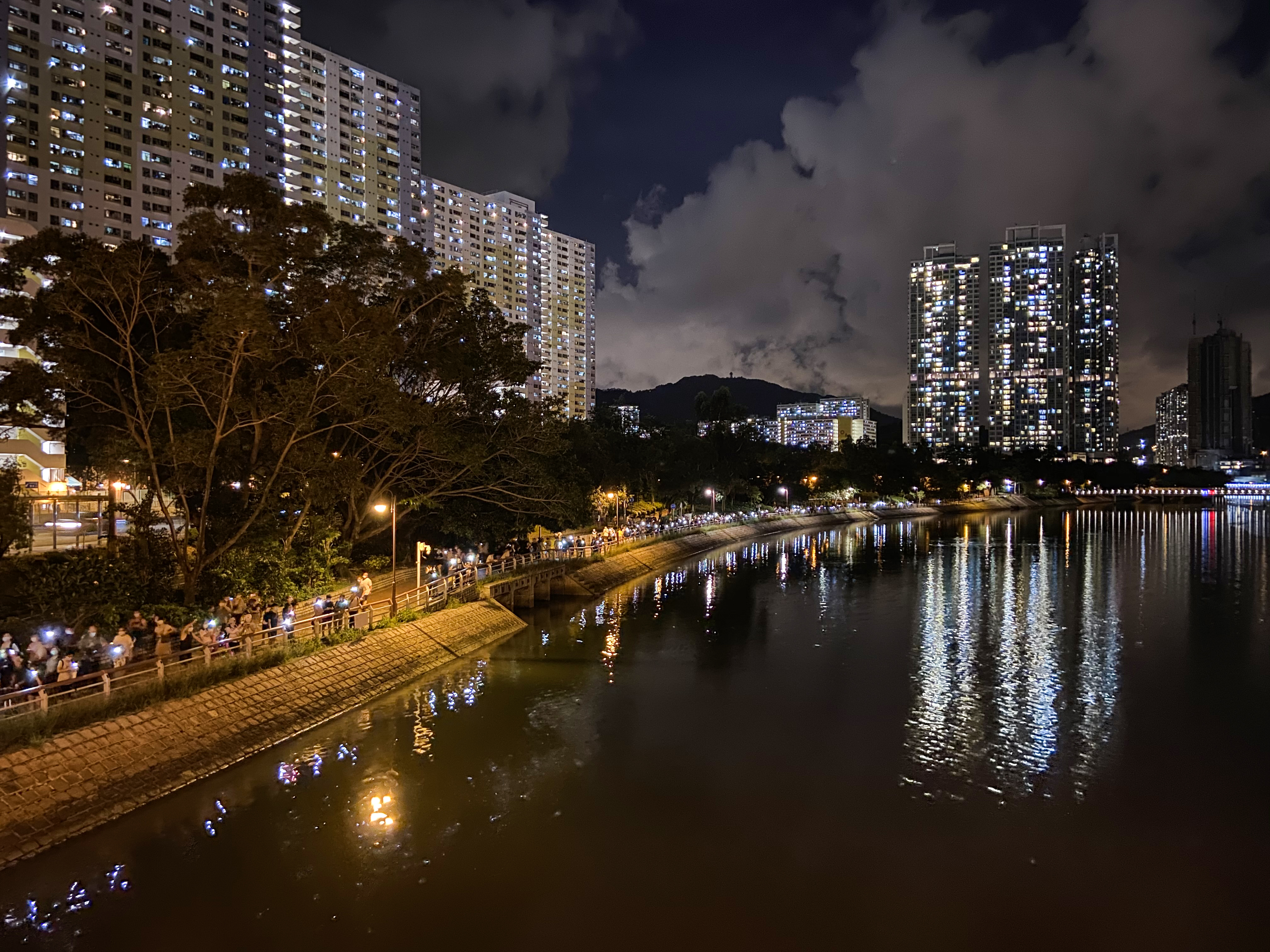
沙田城門河有百多名市民亮起手機燈參與悼念
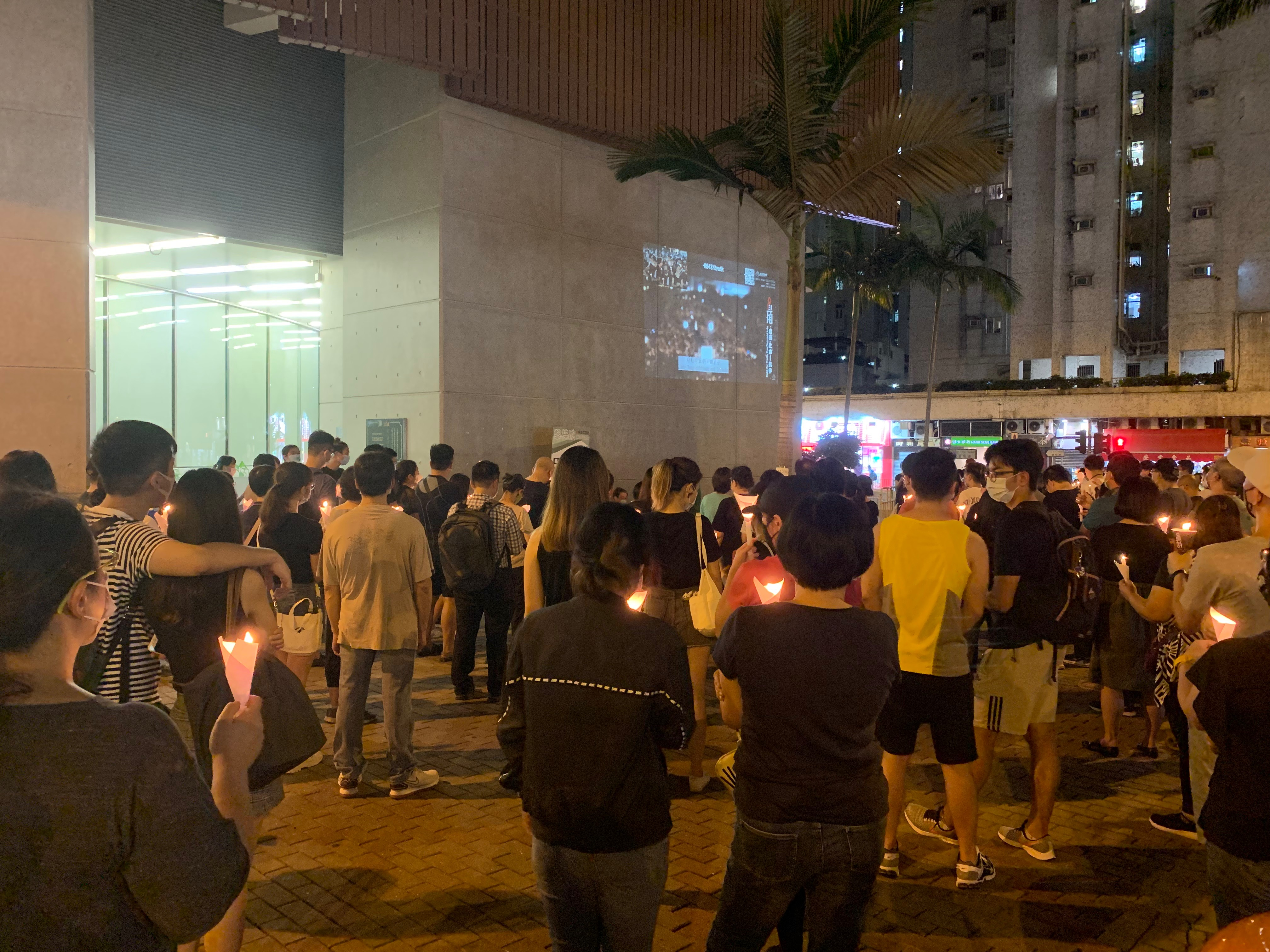
小西灣綜合大樓外市民悼念
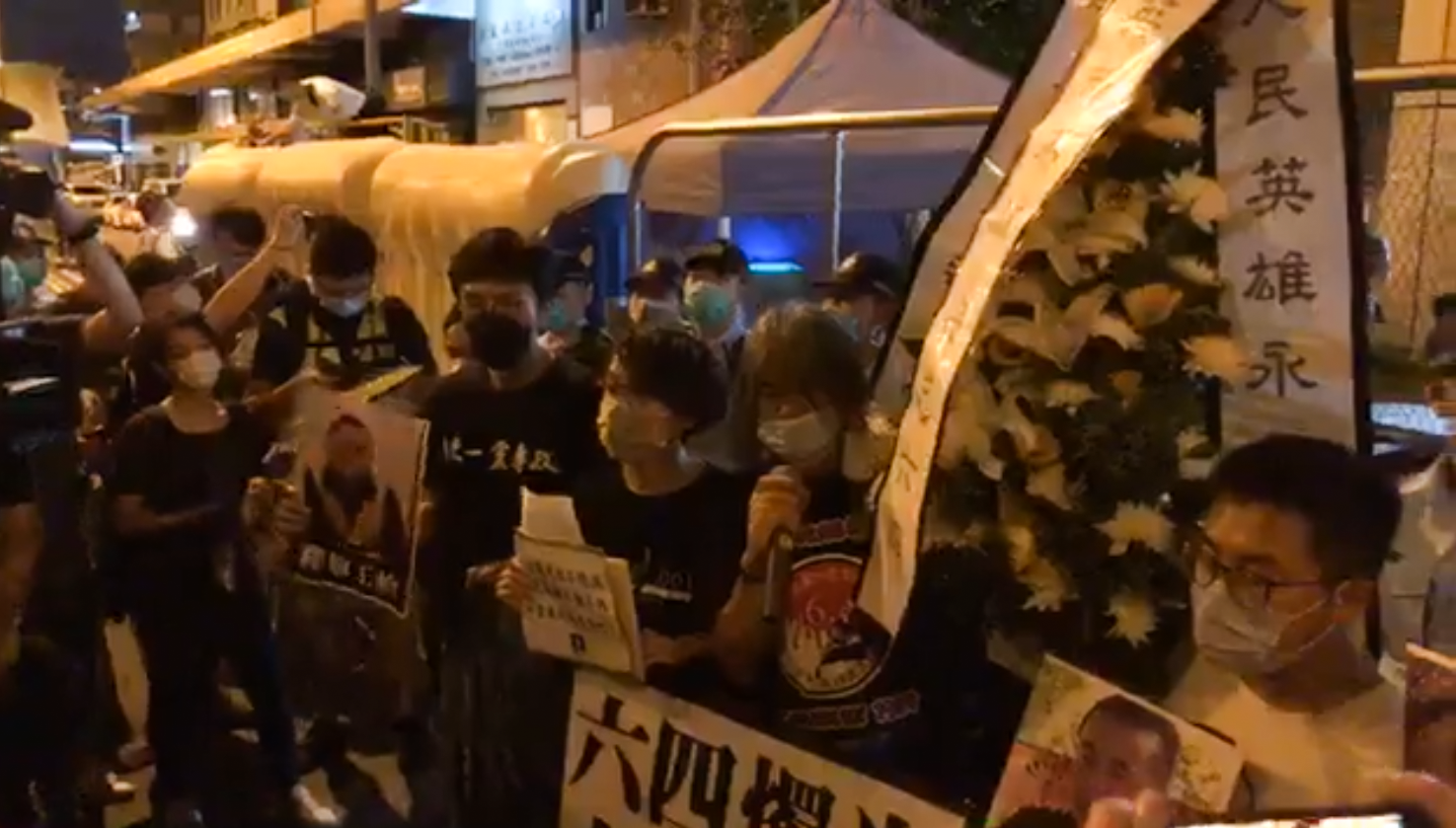
社民連前往中聯辦示威

#### 未經批准集結及煽惑他人未經批准集結罪案

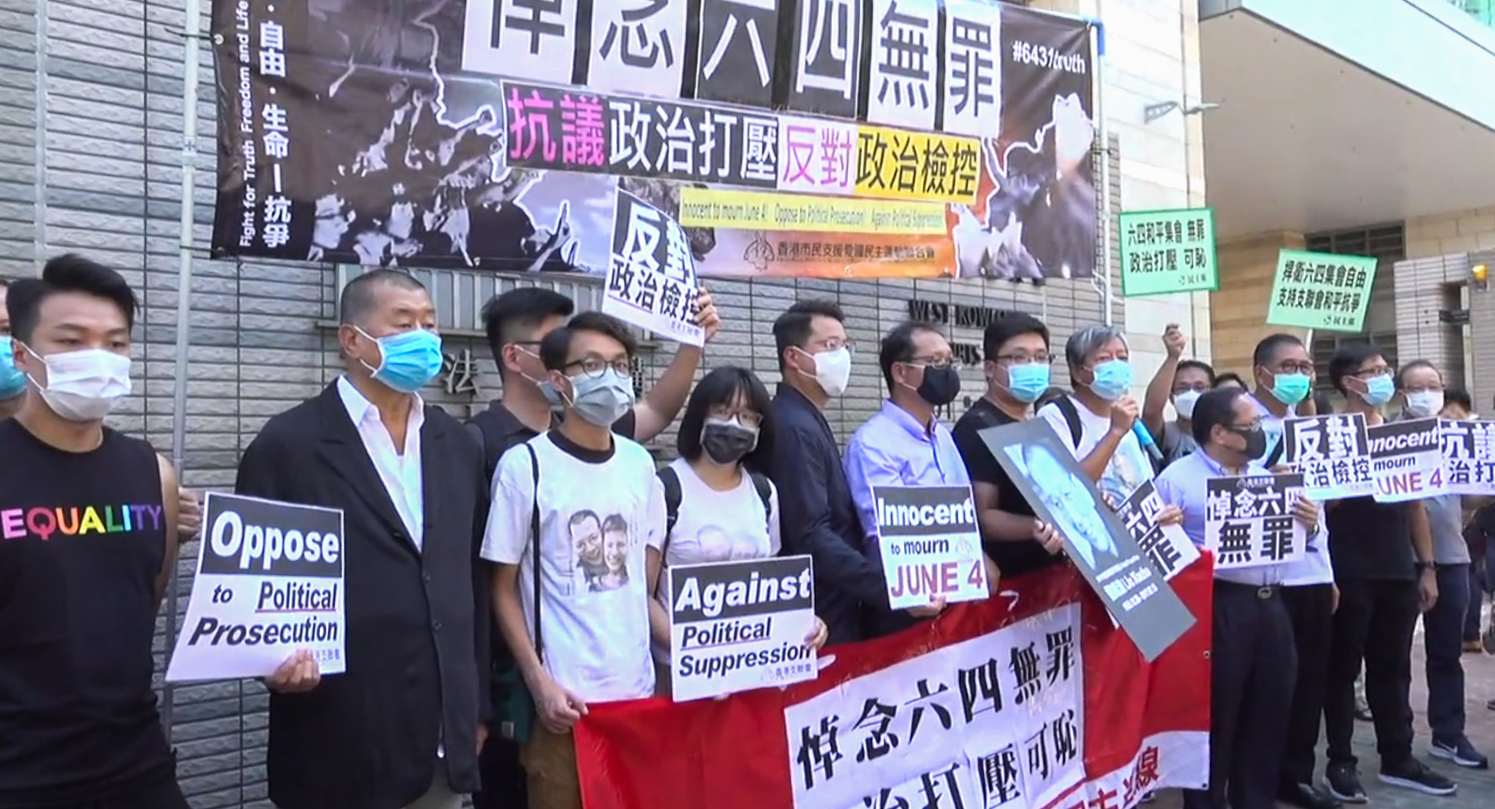
2020年7月13日，黎智英和何俊仁等13人在西九龍裁判法院應訊

6月11日，支聯會主席李卓人、副主席何俊仁、秘書蔡耀昌、《蘋果日報》創辦人黎智英收到警方通知法庭將寄出傳票，檢控他們「煽惑他人明知而參與未經批准集結」，4人將於6月23日提堂。李卓人表示，對被警方檢控感到麻木，認為政府和警方是要「向中共表忠」。

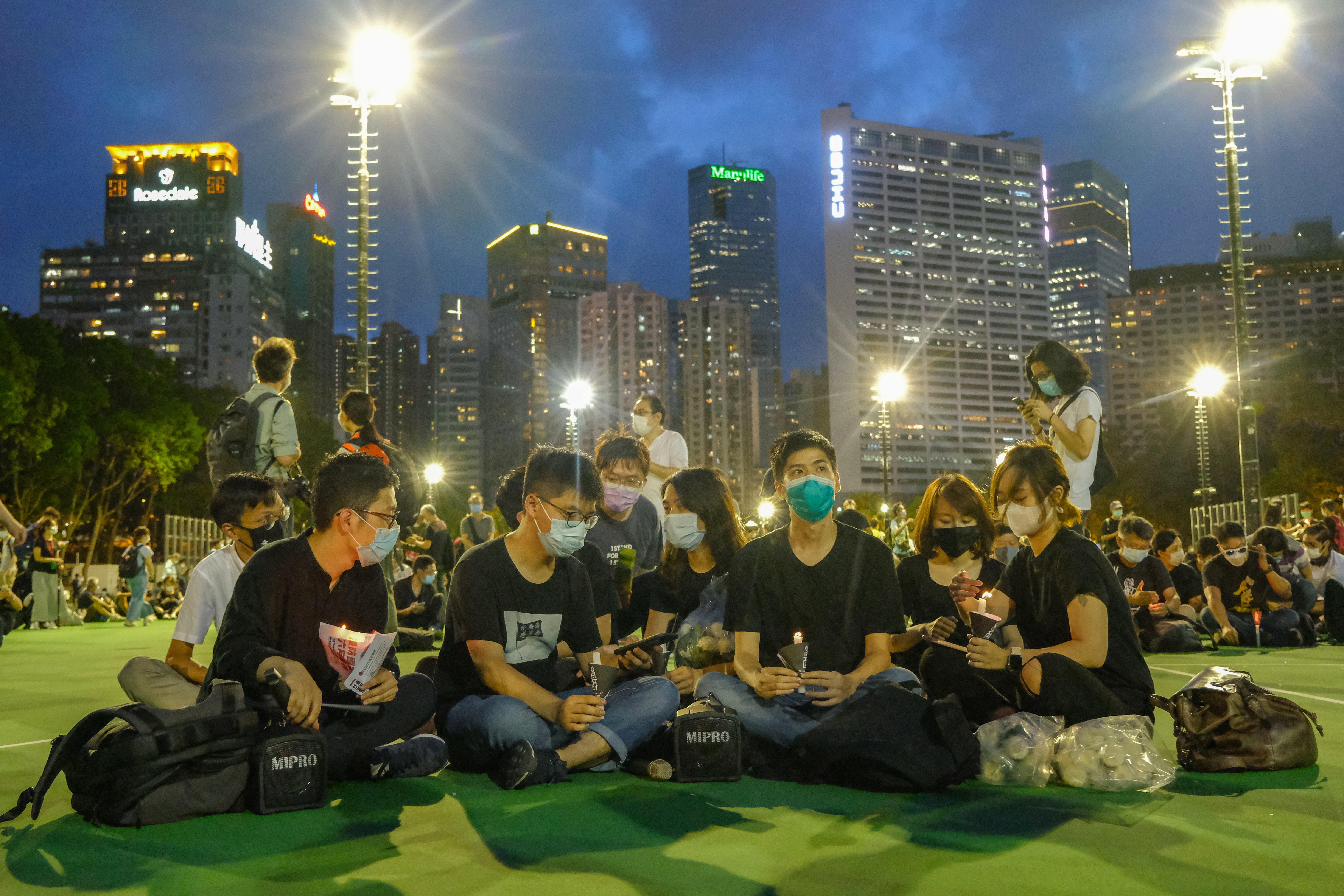
黃之鋒、岑敖暉、袁嘉蔚與梁凱晴被控參與「未經批准集結」罪，最後黄之锋判监10个月，岑敖晖被判监6个月，袁嘉蔚与梁凯晴被判监4个月

2021年4月30日，黃之鋒、岑敖暉、袁嘉蔚與梁凱晴在區域法院承認參與「未經批准集結」罪。其中梁凱晴因認罪而首次還押監房。而原本決定認罪的朱凱廸，透過法律代表申請撤回認罪決定。5月6日，區域法院法官陳廣池認為他們屬政治人物或屬區議員，是有預謀和故意犯案，公然違抗法律，更指出他們沒有悔意。同時認為當日有2萬人聚集在足球場內，會引致健康隱患，亦認為不難看到他們會對交通及其他人造成阻礙。加上案發期間香港受社會動盪衝擊，形容集會會讓參與人士的情緒可以變得高漲，不排除會有不法分子乘機煽惑和鼓勵暴力行為，形容黄之锋為「積犯」。最後判黄之锋判监10个月，岑敖晖被判监6个月，袁嘉蔚与梁凯晴被判监4个月。其中黃之鋒刑期與之前案件的刑期分期執行。
2021年9月9日，十二名被告在區域法院認罪，包括何俊仁、陳皓桓、尹兆堅、張文光、郭永健、趙恩來、麥海華、梁國華、何秀蘭、梁國雄、朱凱廸及楊森。其中陳皓桓在認罪前在庭內高叫「無論雨怎麼打，自由仍是會開花」，及「民主會戰勝歸來，後有巨浪承接這變改」。案情指，何俊仁等部分被告，手持蠟燭，進入維園，他們高叫六四、反修例及反對《香港國安法》的口號。警方在維園廣播，提醒眾人不要參與未經批准集結。被告陳皓桓拉開維園擺放的鐵欄，讓其他市民進入維園，未有理會保安勸阻。控方又在庭上播放影片，有現場人士手持有港獨口號的旗幟，高叫反修例及港獨口號。代表被告陳皓桓及梁國雄的大律師黃宇逸在求情時表示，當日的集會是和平，並沒有影響公眾秩序的風險，維持的時間較短，規模亦較小，事發的時間及地點具有象徵性意義，雖然現場有人叫喊港獨口號，但陳皓桓並無表達有關分裂國家的訊息，而且當日活動是悼念六四，他並無預計出現相關情況，認為陳皓桓的罪責不應受他人影響。被告張文光的代表律師求情時提到，他在案中角色較被動，叫喊的只是過去多年均使用的政治口號，他從來都不是激進分子，甚至被人批評太保守，他亦服務公眾多年，並有良好人格，希望判處非監禁式刑期，即使要判監，希望可以判處緩刑。代表被告尹兆堅及麥海華的資深大律師夏偉志在求情時提到，涉事的集會是和平，並無暴力行為出現，兩名被告及大部分現場人士均戴上口罩，在抗疫方面採取負責任的做法，麥海華已70歲，文明社會不會將一個70歲並有良好品格的人送進監獄，希望二人獲判處緩刑。代表被告郭永健、趙恩來及梁國華的律師提到，希望法庭判處三人緩刑，指出郭永健是家中唯一經濟支柱，一直為殘疾人士服務；趙恩來在案件的參與程度低，重犯機會低；梁國華則要照顧家中年長母親及正在康復的患癌妻子，他本人亦不能走路超過十分鐘。何秀蘭的代表律師表示，悼念六四是香港和平集會的傳統，對被告及港人有特殊意義。被告何俊仁在庭上親自求情時表示，雖然集會違反法例，但他們是被良知及道德承諾推動，維持悼念六四的歷史傳統，並銘記歷史教訓及向權力說出真相，他們承認的控罪，只是想行使悼念六四的基本自由，他們是進行公民抗命，願意承擔法律後果，即使支聯會被解散，六四燭光集會被禁止，相信悼念精神會存在於香港人的心中，2020年當局首次反對舉辦六四燭光集會，支聯會常委計劃舉行簡單悼念活動，同時預計有公眾到場，但由於現場並無有效的聲響系統，任何常委與公眾之間的交流是即場發生，並無預先計劃。被告楊森在庭上陳情，提到和平集會遊行是港人基本權利，自己第四次公民抗命，為堅持港人基本權利，縱使失去自由亦無悔，六四集會可能從此被禁，但是「自由花無論雨怎麼打，仍是會開花，但有一個夢不會死，記著吧」，港人會繼續尋覓民主和自由的夢，維園的六四集會是在內地以外，中國唯一可以舉行的和平悼念集會，成為衡量香港自由、高度自治的重要指標，若完全被禁，香港一國兩制的前景和高度自治將受嚴重打擊。楊森提到，六四集會是拒絕遺忘、保存歷史真相和記憶，保持六四真相是有時代意義，集會已連續兩年被禁止舉行，一國兩制已走向一國一制，當局用盡方法去令活躍的公民團體被迫解散，支聯會可能會步後塵，指出民主派批評政府，並不等同反對政府，或煽動港人仇視政府，希望當局廣開言路，容納異己，和而不同。法官胡雅文聽取各人求情後，將案件押後至9月15日判刑。
9月15日，何俊仁、陳皓桓、尹兆堅被判囚10個月；郭永健、趙恩來被判囚8個月；何秀蘭、梁國雄、朱凱廸及楊森被判囚6個月。張文光及麥海華被判囚8個月，緩刑18個月；梁國華被判囚4個月，緩刑12個月。法官胡雅文認為，被告明顯漠視社區嚴重風險，輕視公共衛生危機，並不關注其他香港人的健康及安全，錯誤及傲慢地認為自己的目的，比起保護社區重要，而不少被告廣受公眾認識，事件無引起暴力或疫情爆發，並無減輕被告的罪責，認為要判處即時監禁。法官提到，集會自由受《基本法》保障，但並非絕對，是受公眾安全及秩序，以及保障他人權利所限，而公眾衛生危機亦包括在內，指出限制社交距離的措施，是要保護社區，違反及呼籲他人違反相關措施是嚴重，要判處具阻嚇性刑罰。被告趙恩來判刑前在庭外表示，各被告有心理準備入獄，希望大家能夠在亂流下平安，不要遺忘六四事件，認為香港人只要不絕望，就可以渡過難關。社民連到場聲援被告，指和平集會是人權，批評政治檢控可恥。
2021年12月9日，黎智英和鄒幸彤被裁定煽惑他人參與未經批准集結罪成，何桂藍被裁定參與未經批准集結罪成。12月13日，李卓人被判監14個月；蔡耀昌及鄒幸彤被判監12個月：梁耀忠及梁錦威被判監9個月；何桂藍被判監6個月；胡志偉被判監4個月2星期。其中李和黎的刑期准與之前案件的刑期同期執行。其後黃之鋒及梁凱晴不服刑期而上訴至高等法院。法官指原審法官陳廣池對黃之鋒刑罰過重，因而獲判上訴得直，刑期減至8個月。而已服刑完畢的梁凱晴則遭駁回上訴。

### 2021年

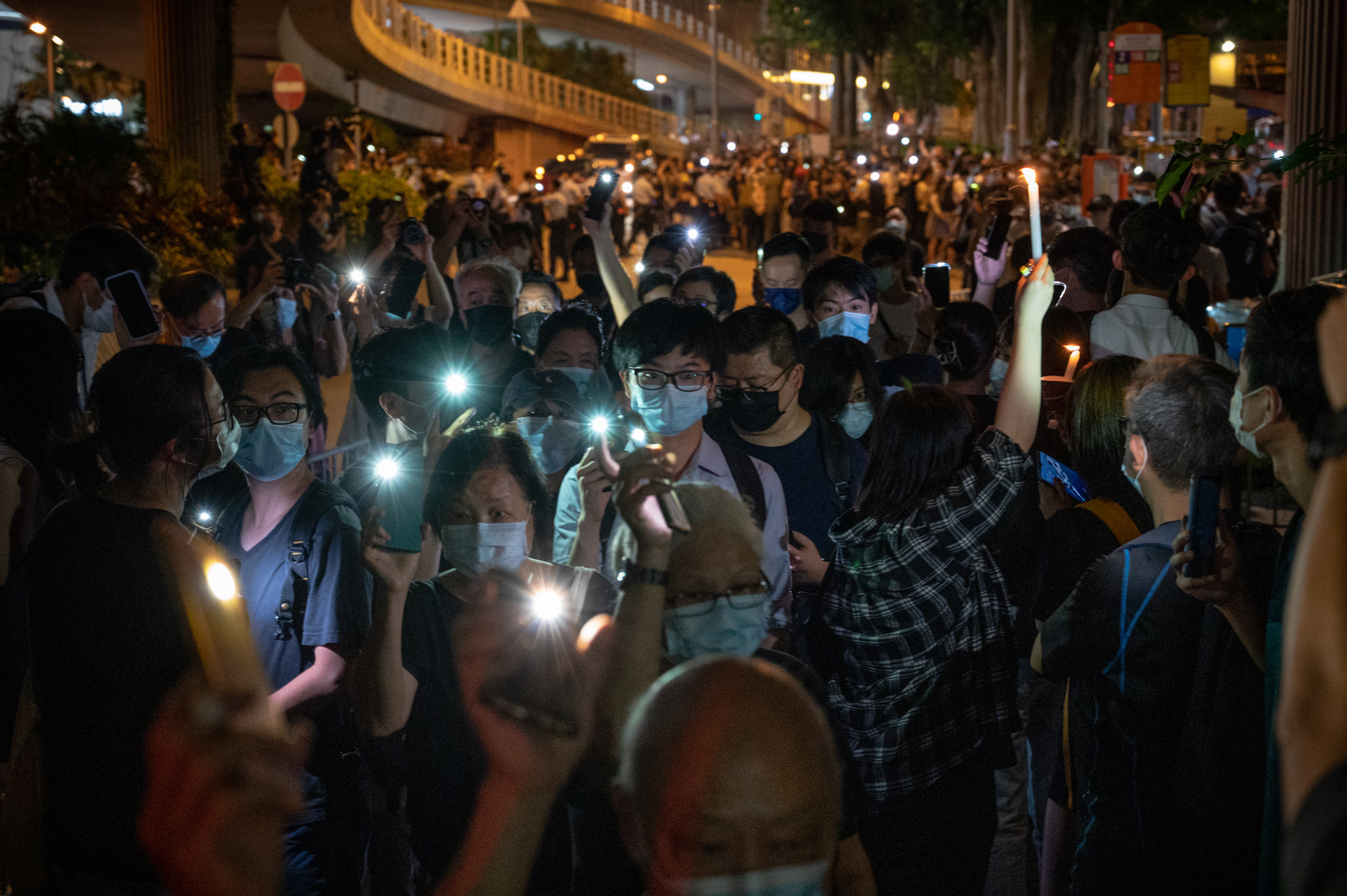
2021年6月4日晚上，不少市民到維多利亞公園外亮起手機燈

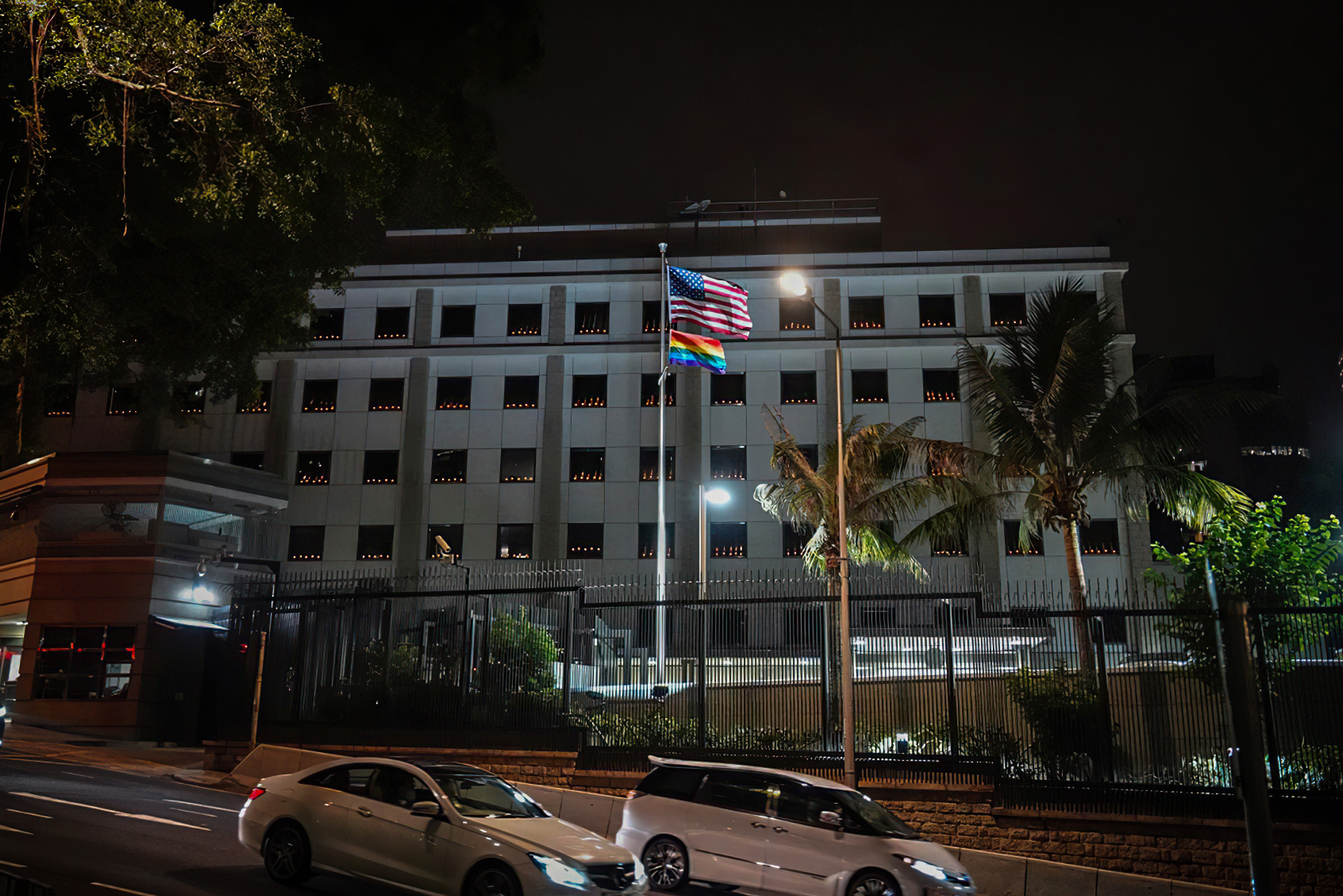
2021年6月4日晚上，美國駐香港及澳門總領事館窗邊亮起電子蠟燭悼念

2021年是《港區國安法》生效後首個「六四」，支聯會計劃繼續舉辦燭光集會，並申請不反對通知書。不過警方考慮到疫情問題及限聚令仍然生效，估計與去年一樣，不會批准有關集會活動。香港特區政府則證實，支聯會的申請已被有關當局援引防疫緊急法令拒絶。而康文署亦表示因疫情為由，暫停處理免費康體場地作非指定用途活動的預訂。
在國安法及「愛國者治港」閘門下，今年支聯會六四集會深陷雷區。消息指，北京將以前所未有的強硬手腕處理有關議題，把出席支聯會維園燭光悼念活動的人士，一概定性為不符「愛國者」標準，日後無法「入閘」參選區議會和立法會，而在任區議員更會被直接褫奪資格。
消息又指，估計警方必會從嚴執法，倘當晚的悼念活動被指構成非法集結，不僅活動牽頭者及政界人士成拘控目標，其他在場參與者亦有機會被拘捕及起訴。
5月27日，支聯會表示，警方以限聚令為由拒絕向六四集會不反對通知書，支聯會將會向公眾集會及遊行上訴委員會提出上訴。5月29日，上訴委員會舉行聆訊後，駁回支聯會的上訴，維持警方的決定。支聯會表明不會組織及宣傳六四維園集會。
6月3日，多間媒體報道警方將會嚴陣以待，當日將動員7,000警力戒備，維園擬派出3000名警員戒備，同時在沙田大會堂「百步梯」、尖沙嘴香港文化中心附近及旺角朗豪坊等地重點佈防。同時表明穿黑衣及點燭光可能構成違法證據。支聯會秘書蔡耀昌認為警方「變相恐嚇香港人」。民權觀察形容是表達自由大倒退。美國駐香港及澳門總領事館和加拿大駐港總領事館先後發出警告，提醒員工避免在6月4日下午4時至凌晨起到維多利亞公園一帶，未經許可下避免拍攝示威者或警察的照片。
當日晚上，仍然有不少市民到維多利亞公園外和銅鑼灣聚集，多人點燃燭光。在尖沙嘴、旺角、馬鞍山、天水圍、荃灣等區都有巿民點起蠟燭等悼念六四。截至晚上10時，有4男2女被捕，介乎20至75歲，涉嫌煽動他人參與未經批准集結、普通襲擊、刑事毁壞、公眾地方行為不檢及阻礙警務人員執行職務。而警方突擊圍封旺角西洋菜南街和銅鑼灣多處進行截查，至少12人涉違反限聚令被票控，包括1名立場新聞記者。美國駐港總領事館和歐盟駐港澳辦事處的窗邊亦亮起電子蠟燭悼念。

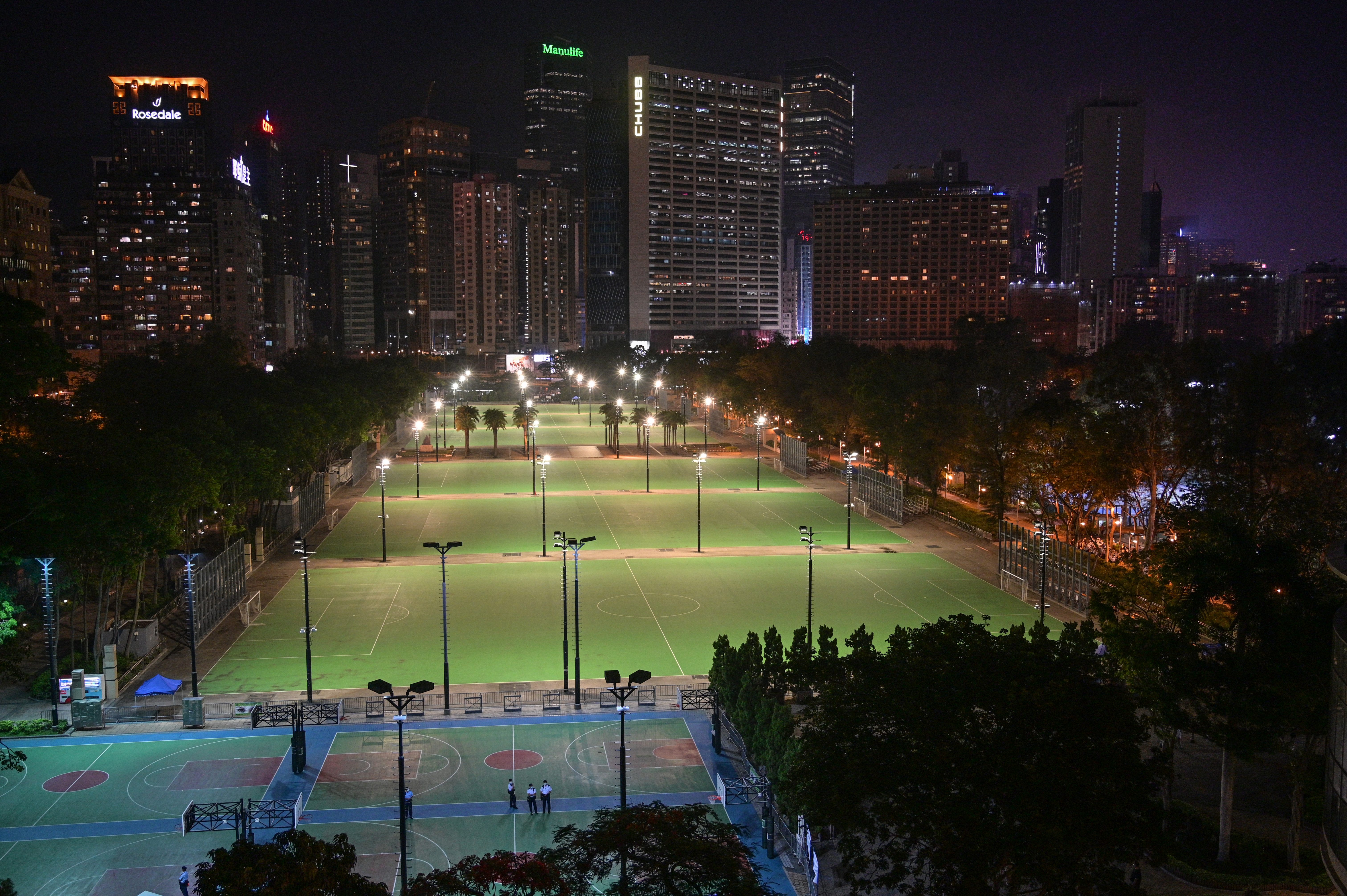
2021年6月4日，警方首次引用《公安條例》，在下午2時起封閉維園中央草坪、緩跑徑、籃球場和足球場等範圍
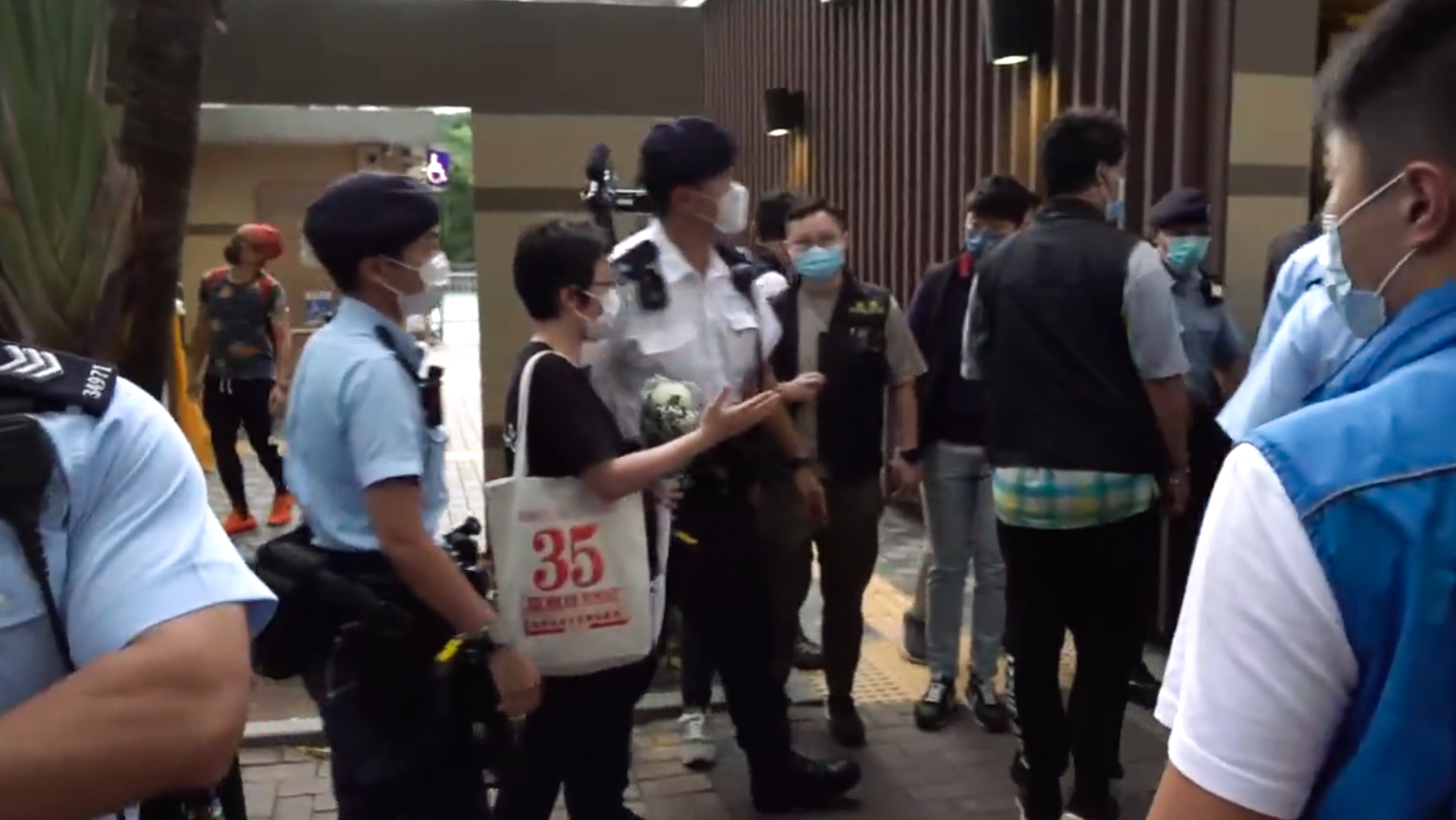
有市民帶一束白花到公園，卻被大批警員勒令即時拿走和離開
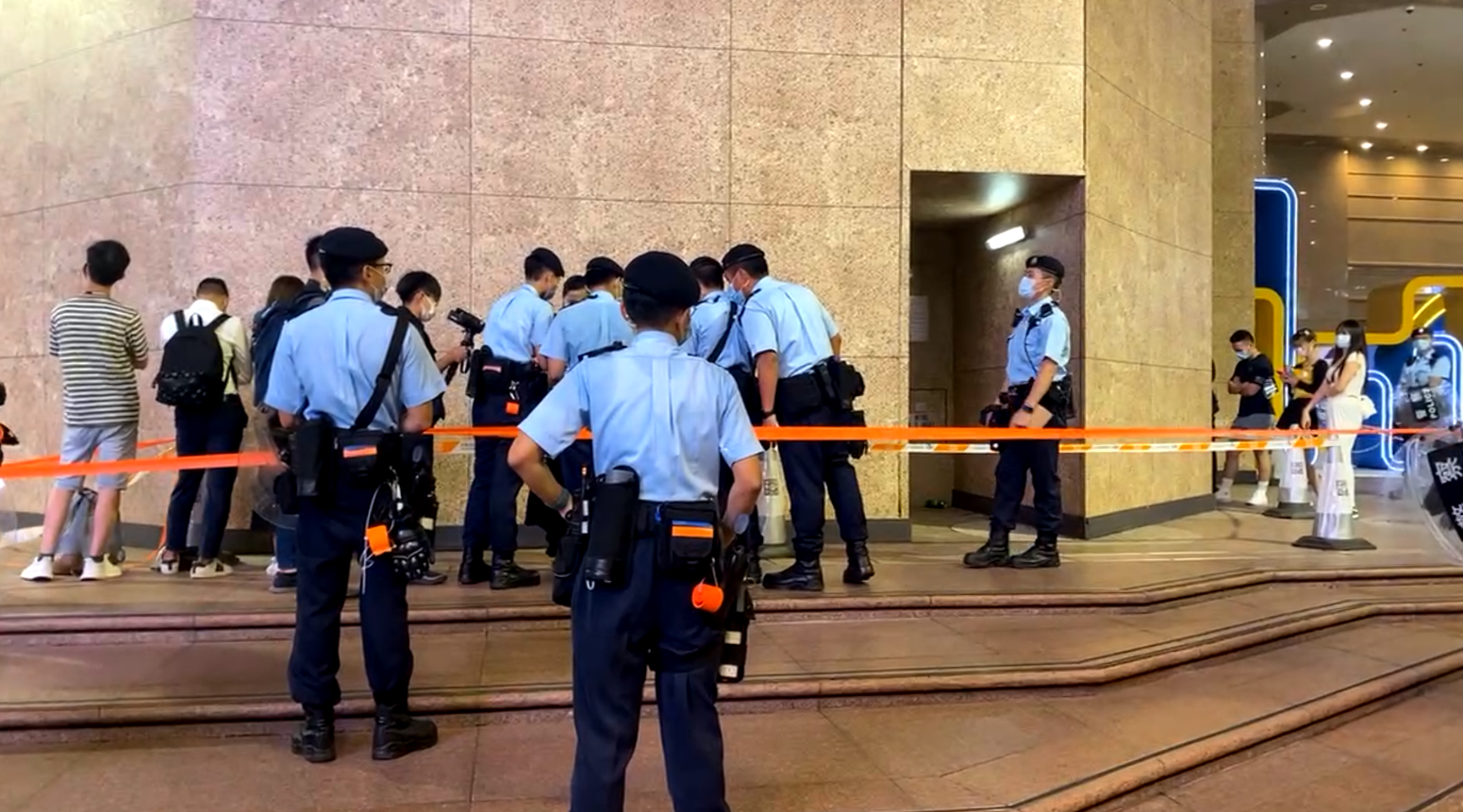
晚上，警方突擊圍封銅鑼灣時代廣場對出的空地，涉違反限聚令被票控，包括1名記者
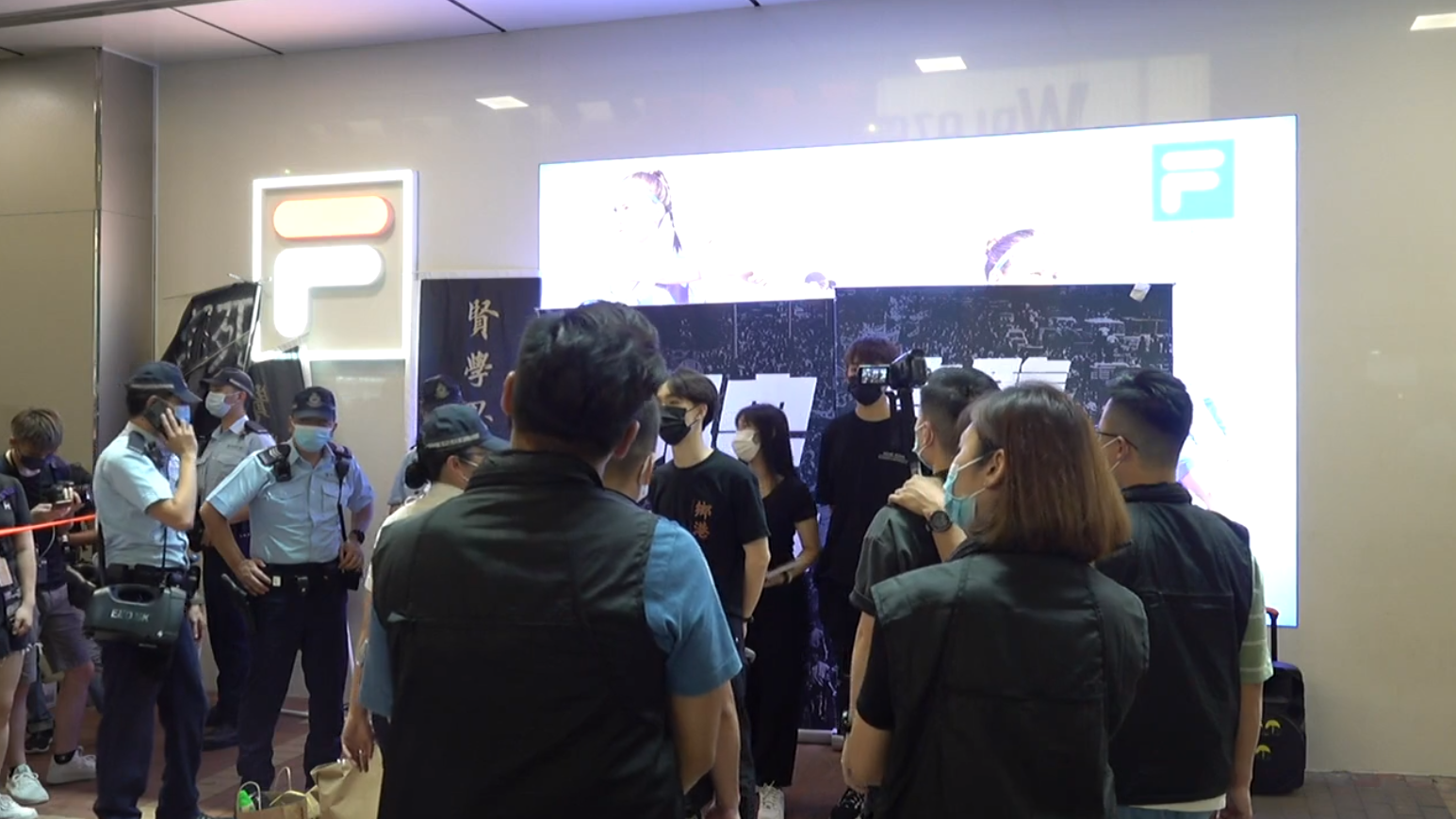
賢學思政在旺角設置街站，希望舉行放映會。但活動開始後，警員隨即警告現場人士涉違反「限聚令」，並拉起橙帶包圍街站。警方指召集人王逸戰涉公眾地方行為不檢，他被綁手押上車帶走
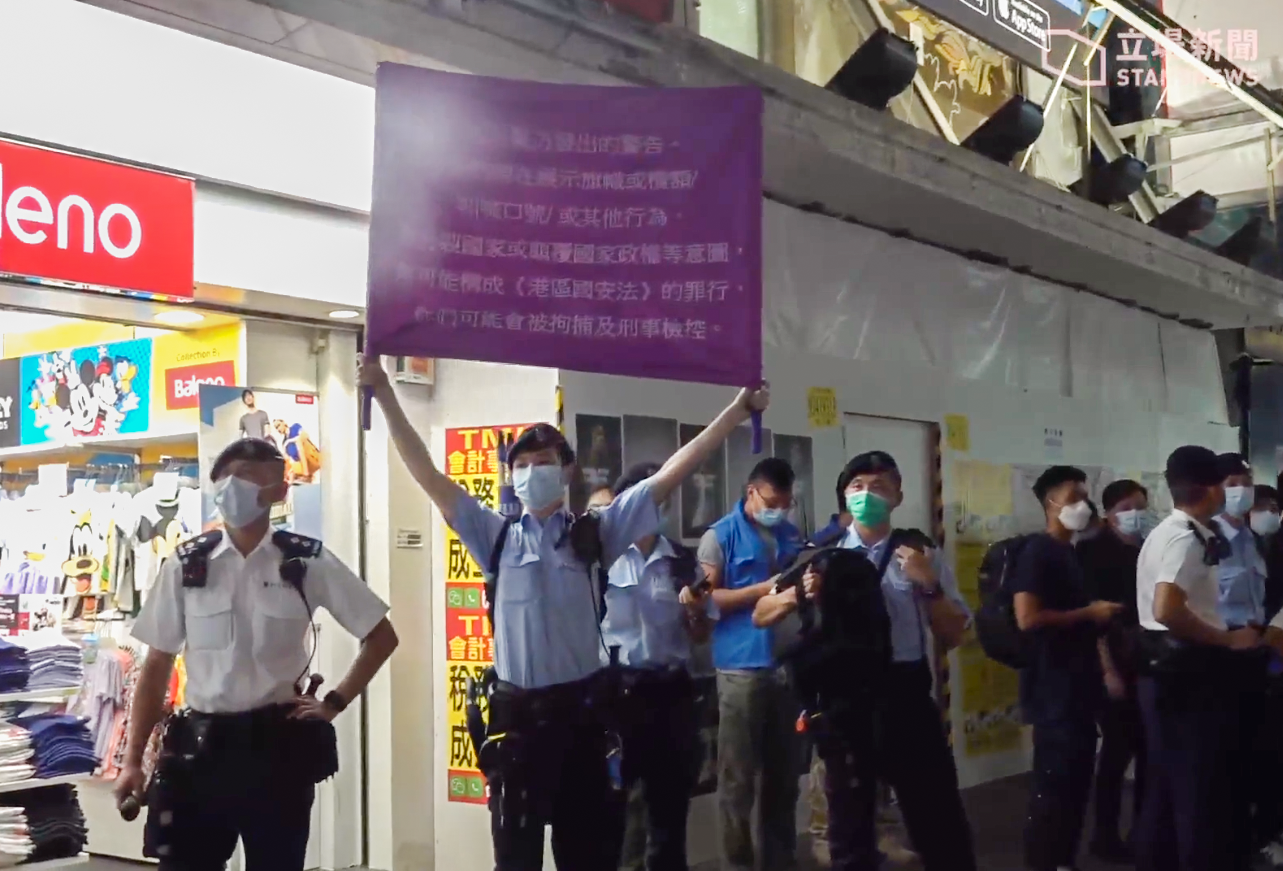
警方一度舉紫旗警告，指現場人士口號涉違《港區國安法》
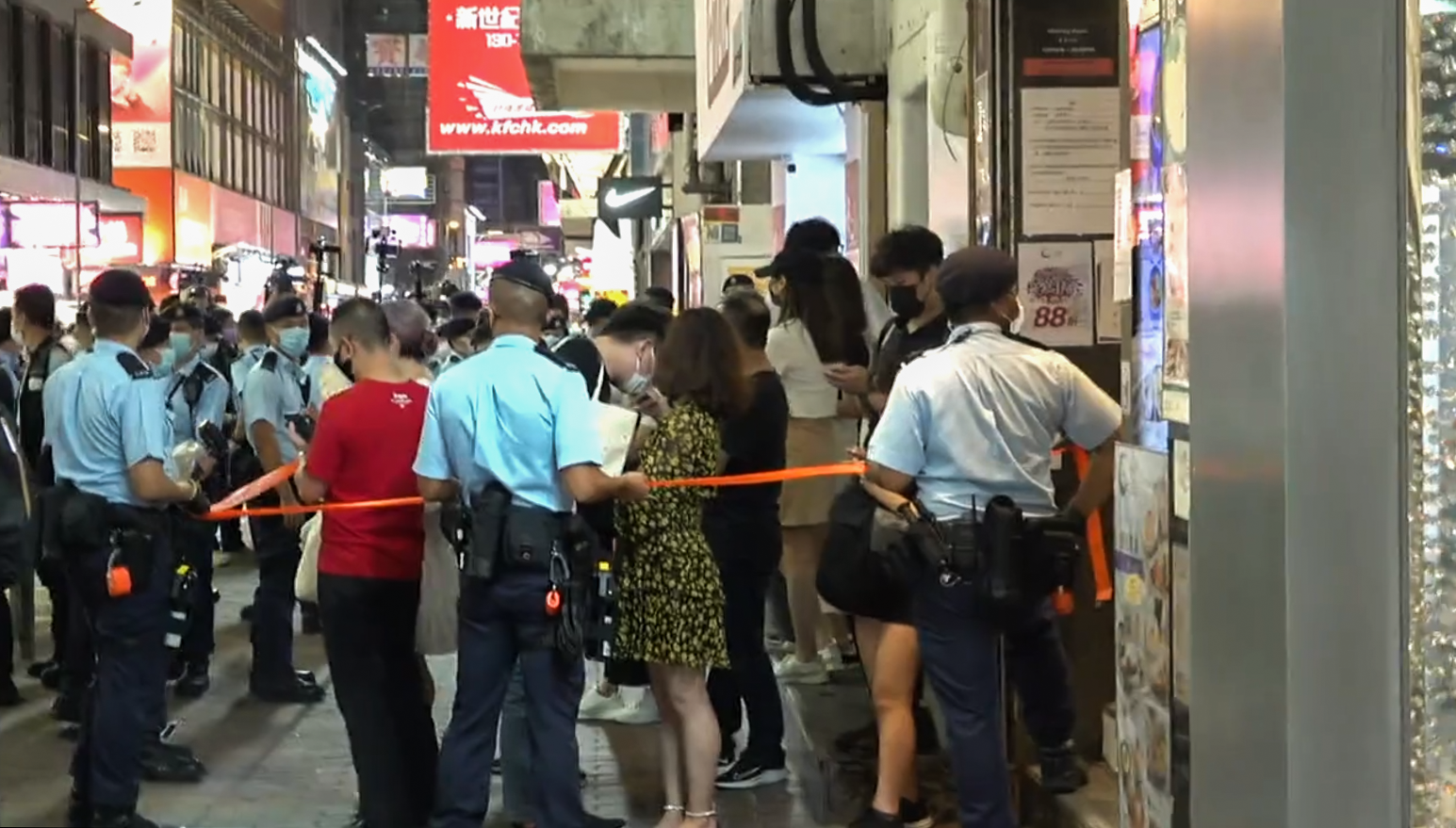
警方突擊圍封旺角西洋菜南街截查多名市民，之後全部被票控違反限聚令
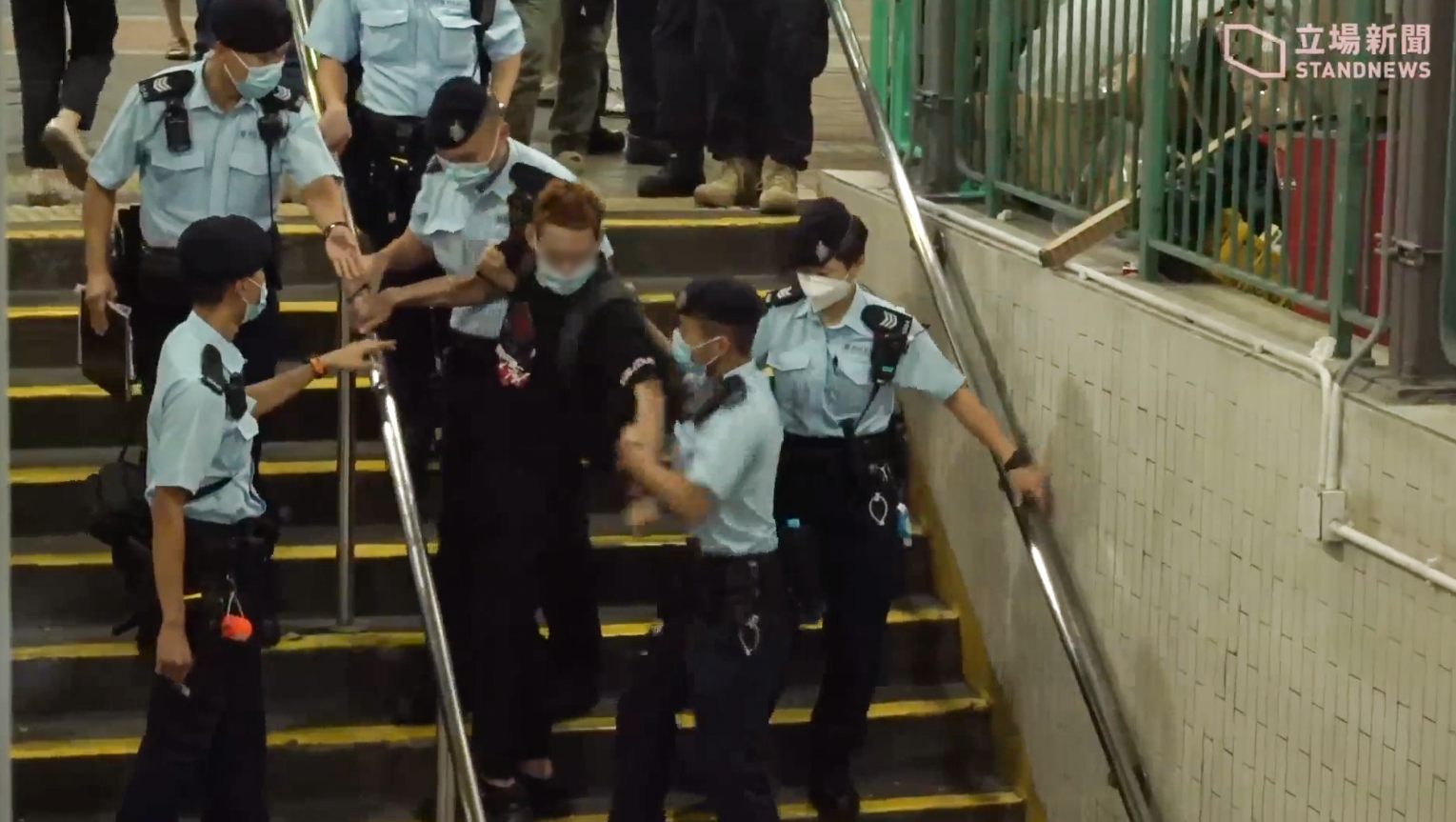
警員強行將一名男子帶往隧道進行截查
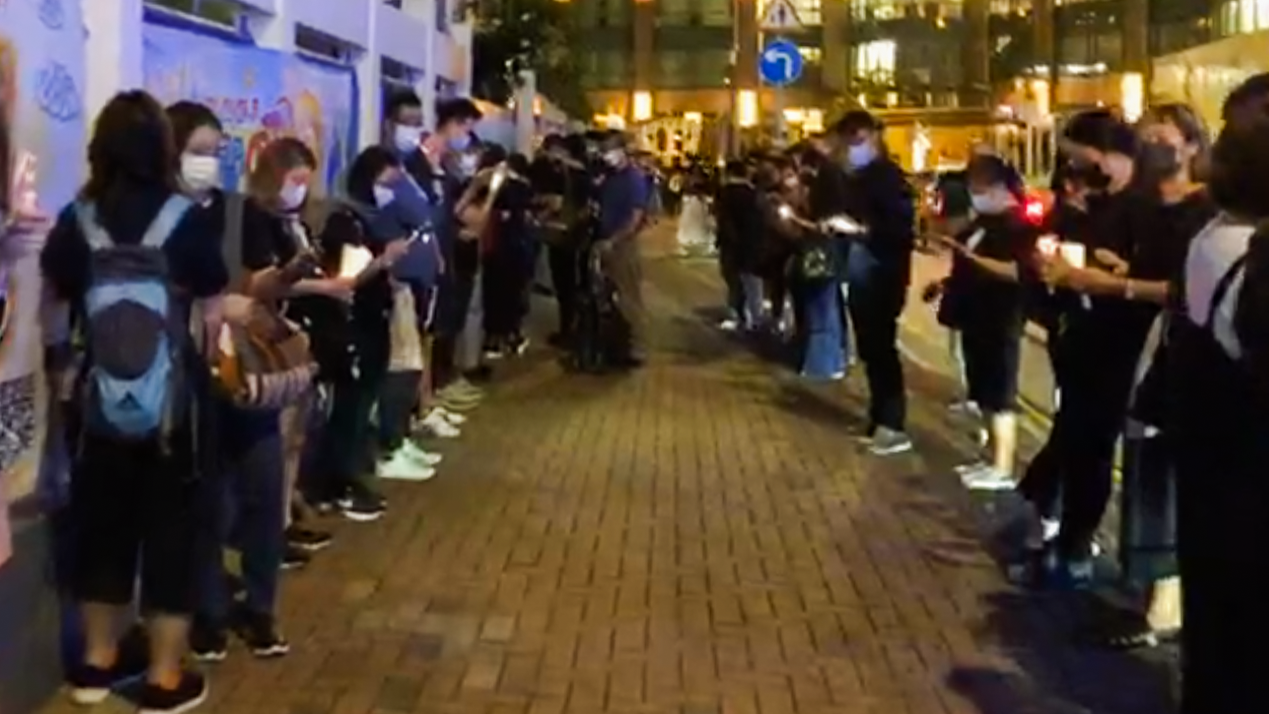
荃灣葛達二聖堂外，近百人亮起燭光及手機燈悼念

#### 法庭案件
時任支聯會副主席鄒幸彤被指在社交媒體及報章發文呼籲市民參與集會，2022年1月4日經審訊後被裁定煽惑集結罪成，判囚15個月。鄒不服定罪及刑期上訴，高院法官張慧玲2022年底裁定鄒上訴得直，撤銷定罪及判刑。而律政司一方不服裁決，在2023年1月19日向高院申請終院上訴許可之證明書。法官張慧玲同意律政司一方指，本案有「重大及廣泛重要的法律論點」，故批出證明書。
報稱網媒「Free HK Media」創辦人、人稱「姜牧師」姜嘉偉，與另外 3 人、包括 2 名報稱同一媒體的記者，否認翌日凌晨於維園外違反「限聚令」，到2023年10月25日在九龍城裁判法院被判罪名不成立。其中2名被告供稱，當日在場採訪，曾向警方傳媒聯絡組登記編號。裁判官指，因新聞工作而出現的群組聚集，獲 599 章豁免。雖然現場人流稀疏、沒人悼念，但鑑於當日非普通日子，「本席認為當天有報道價值」。裁判官又指案發時沒任何事發生，「是否就等同記者沒有在工作？」，提到警員當日同樣「高度關注案發地點」，例如在祟光百貨外觀察。他認為除了攝錄、採訪，留守亦是記者工作一部分，加上警員供稱當時沒留意眾被告的談話內容，不能排除他們當時正工作，疑點利益歸於被告。

### 2022年

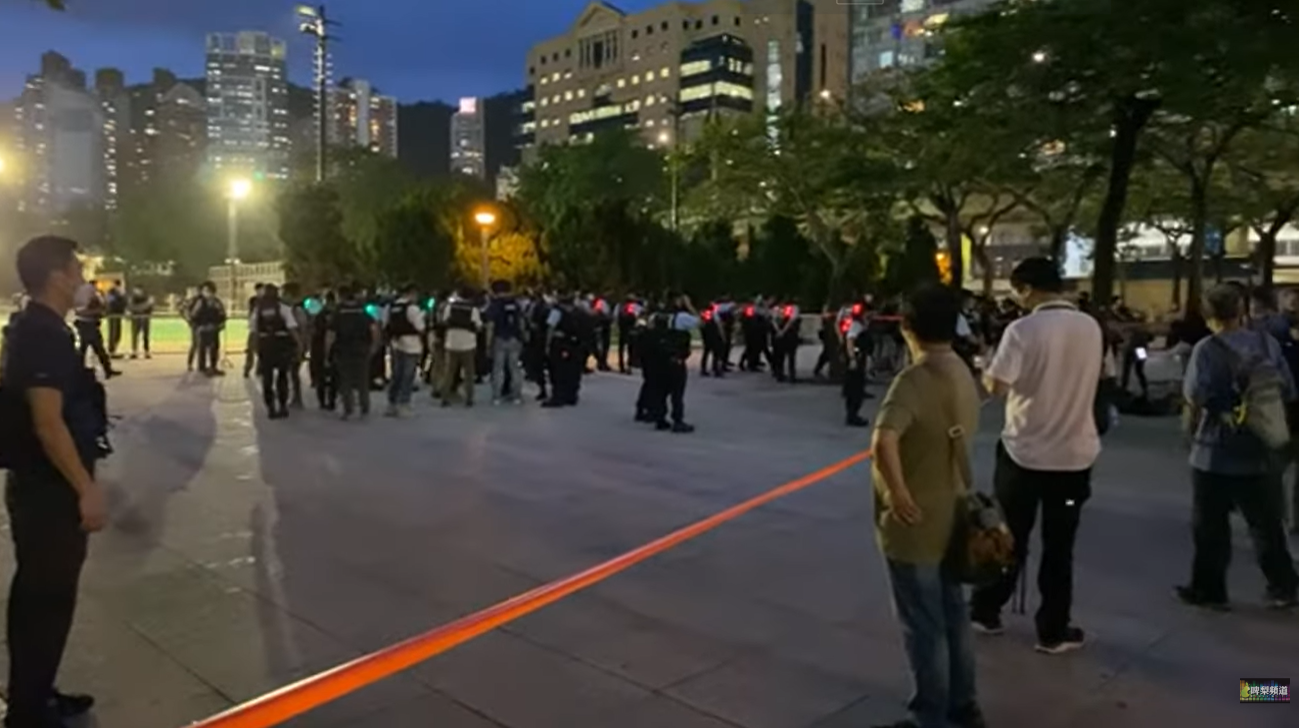
晚上7時半，大批警員宣布維園為「行動區」，拉起橙色膠帶擴大封鎖範圍

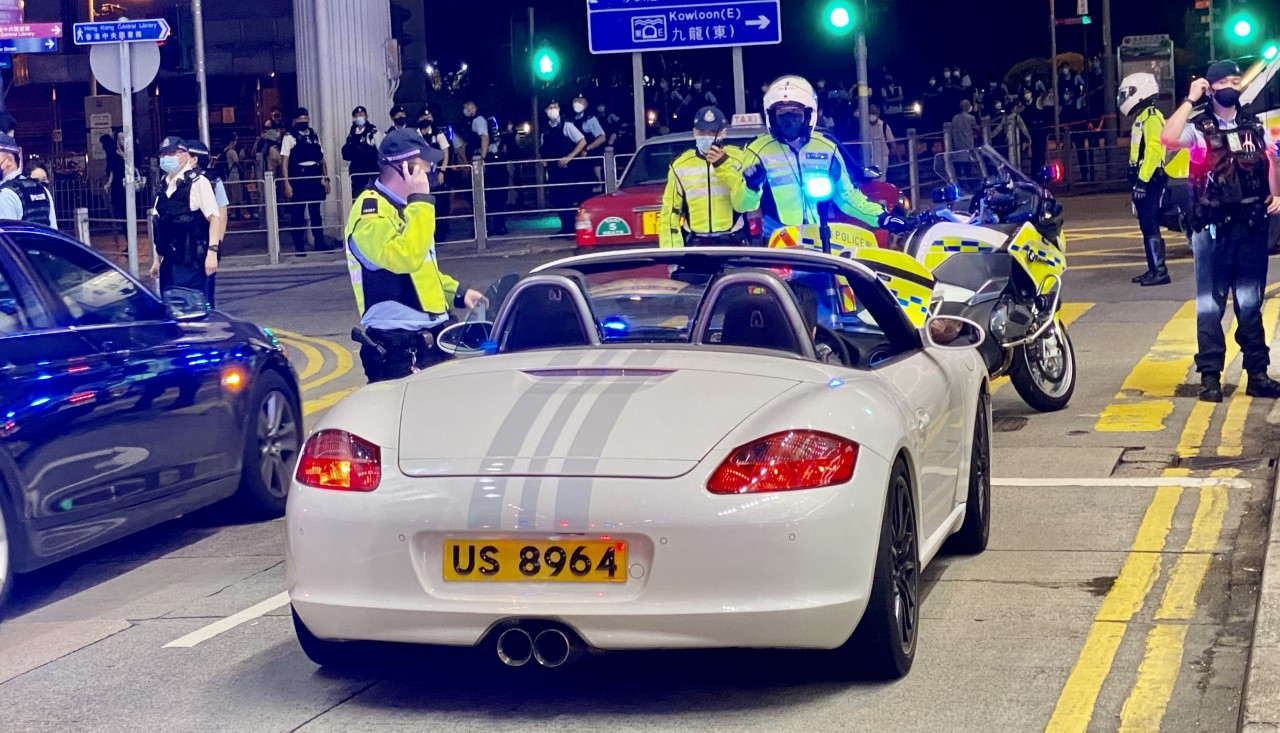
有市民駕駛車牌US8964的私家車經過銅鑼灣維園附近，被大批警員截查

雖然警方表示沒有收到任何在維園舉行公眾集會的申請，不過港島總區高級警司（行動）廖珈奇指出，就算只有一個人自發到維園悼念，如果其他人在同樣的時間和地方做同一樣事情，也是等同共同目的，即為群眾聚集，需根據《公安條例》申請集會，否則屬未經批准集結。他更引用法庭判例，指涉案者就算不在同一地點進行活動，但透過其他途徑或媒介參與，包括網上鼓吹，亦可能被視為參與非法集結。康文署亦表示場地人員會視乎實際情况作出跟進行動。社民連吳文遠認為警方回應相當含糊，試圖製造白色恐怖。
到6月3日晚上，康文署以場地或被利用作非法活動為由，晚上11時關閉維多利亞公園中央草坪、足球場、籃球場及多個出入口。大批身穿防刺背心及護頸的警員在中午起在維園和銅鑼灣一帶部署，不時截查市民。一名女子於東角道將薯仔去皮後點起火機，之後被警方以涉嫌公眾地方行為不檢被捕。另外，警方在大埔拘捕一名59歲男保安員，指他在網上呼籲人今日殘殺警務人員，涉嫌煽惑他人意圖造成身體嚴重傷害被捕。

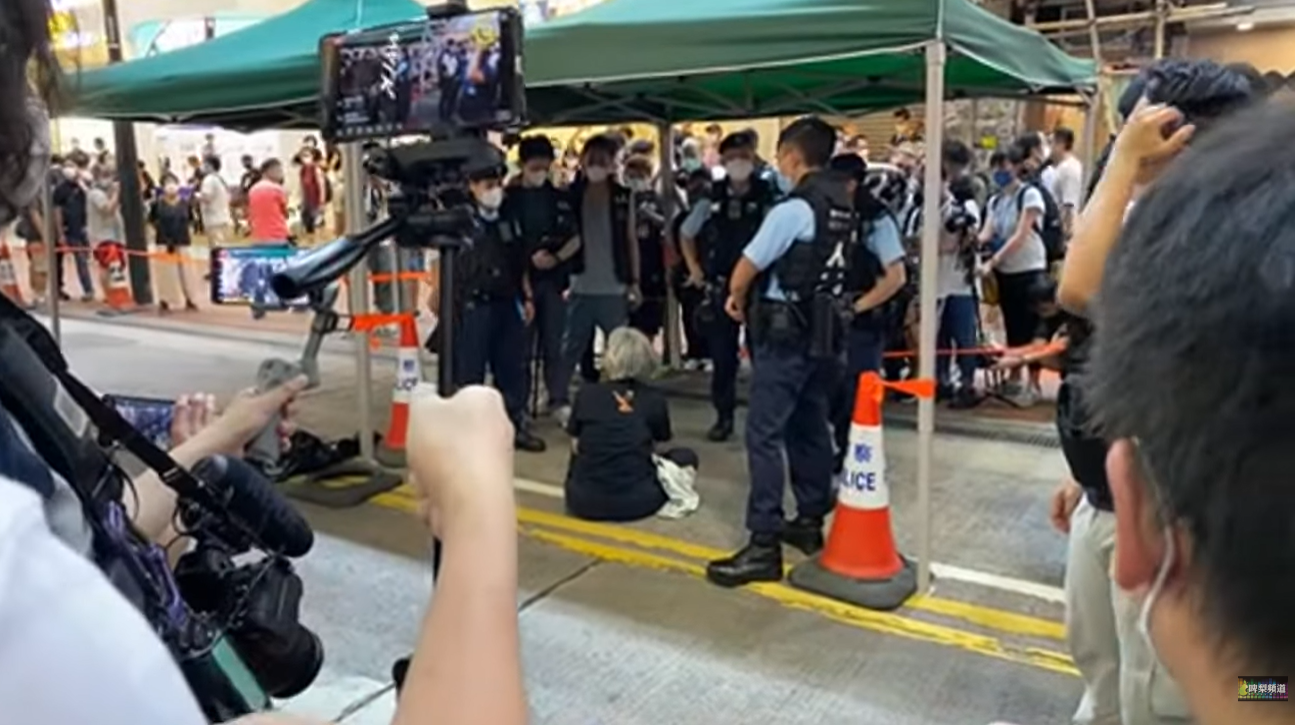
有身穿黑衣的老人家被警員帶往封鎖線內的帳篷內截查

到6月4日，維園中央草坪和足球場關閉，香港多處都有大批警員戒備，多名穿黑衣，帶鮮花或途經維園市民遭截查。在銅鑼灣，有市民手持一疊白色A4紙被警員帶入封鎖線問話，指派發白紙吸引途人圍觀。亦有人在背包插有一枝白色鮮花亦被遭警察截查及搜身。警員指展示任何標語會引起公眾聚集。前支聯會常委趙恩來手持鮮花到銅鑼灣，之後被帶往東角道封鎖線內的帳篷，並將鮮花將收入在他的背囊內，截查約10分鐘後被帶往港鐵站離開。警方指玫瑰有可能涉及煽動非法集結，趙恩來批評警方做法無任何法律理據。
到傍晚，警方在維園外英皇道設路障截查車輛和登上巴士巡查。到晚上7時半，大批警員宣布維園為「行動區」，拉起橙色膠帶擴大封鎖範圍。而警員亦在維園內加強巡查，有打開手機燈的市民被要求關燈。雖然警方嚴密戒備，不過仍然有市民在維園外悼念六四，包括在崇光百貨外默站和亮手機燈。
警方表示共有5男1女在銅鑼灣及維園一帶被捕，年齡介乎19至80歲，分別涉嫌「煽惑他人參與未經批准集結」、「阻礙警務人員執行職務」及「藏有攻擊性武器」（萬用軍刀）。

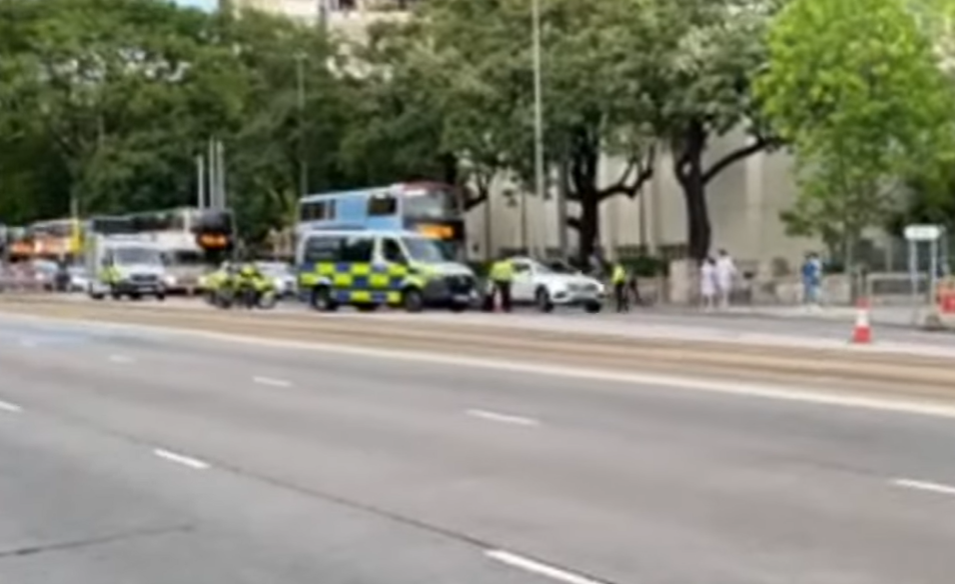
警方在維園外的高士威道設路障截查車輛
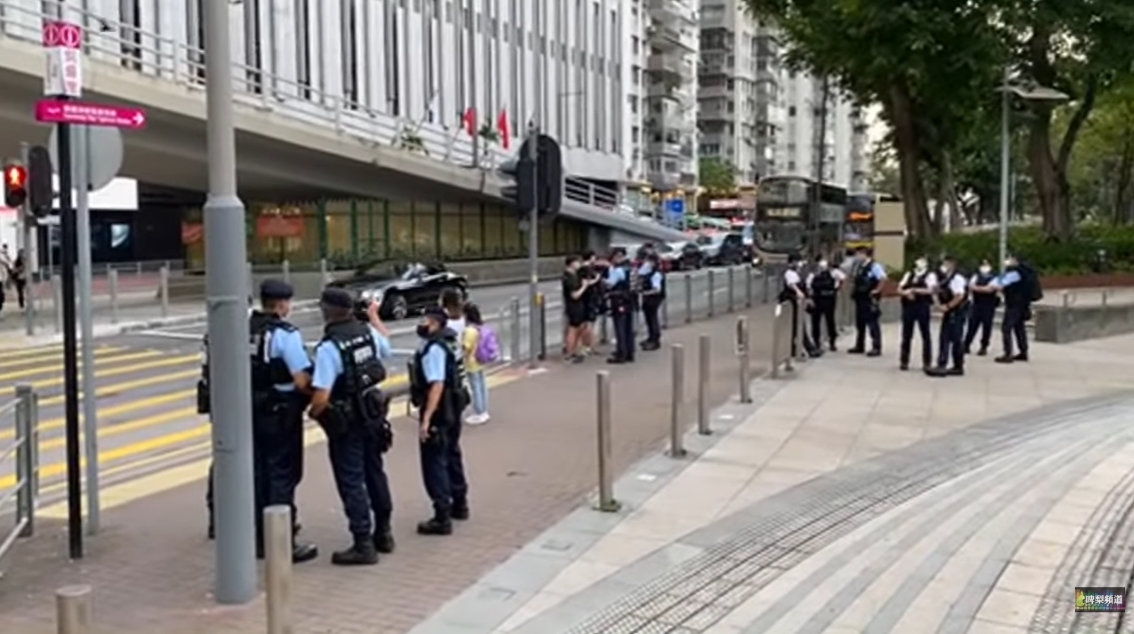
維園入口有警員戒備和截查市民
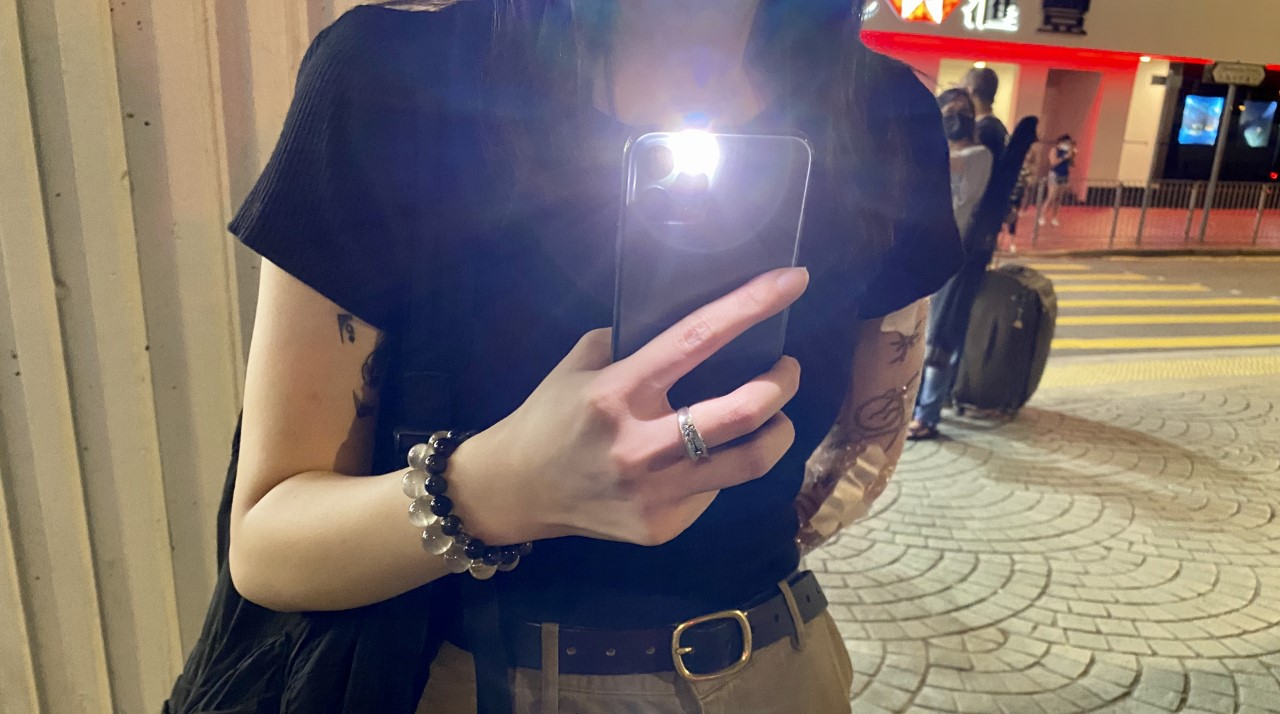
有市民開著手機燈到維園一帶悼念六四死難者
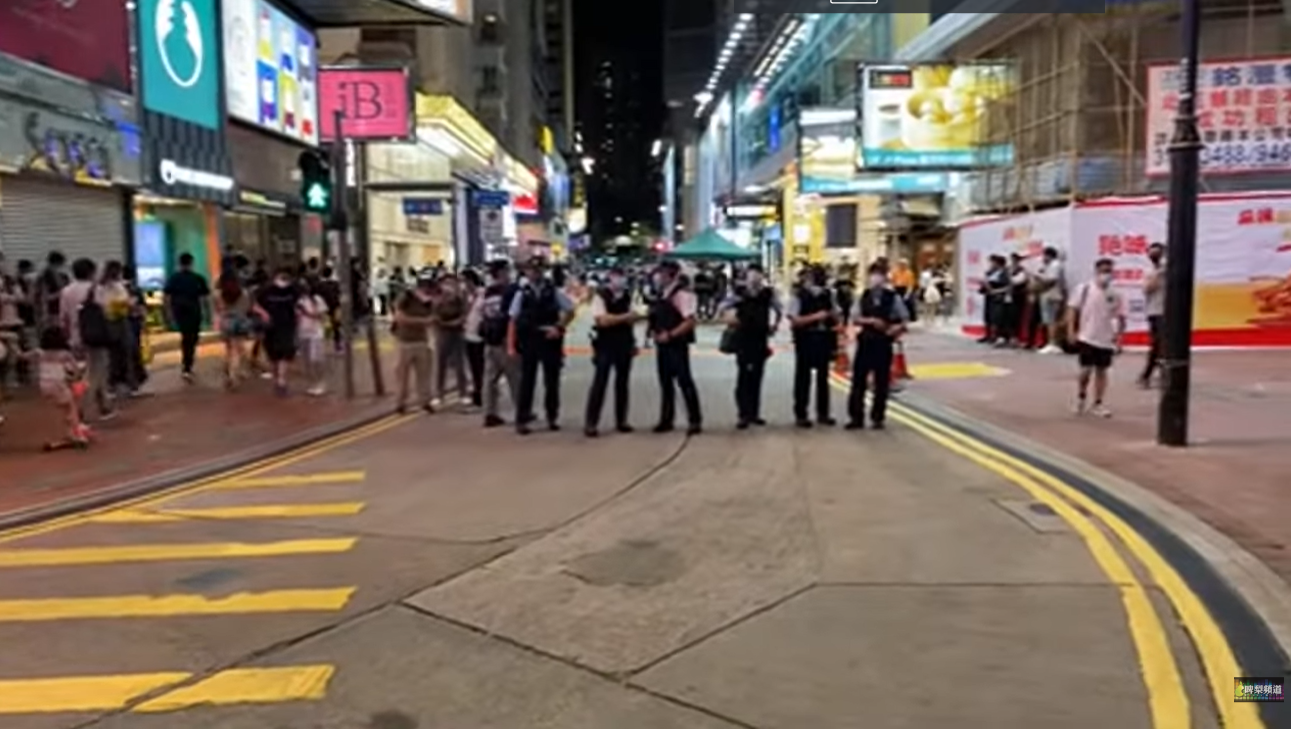
大批警員在記利佐治街戒備
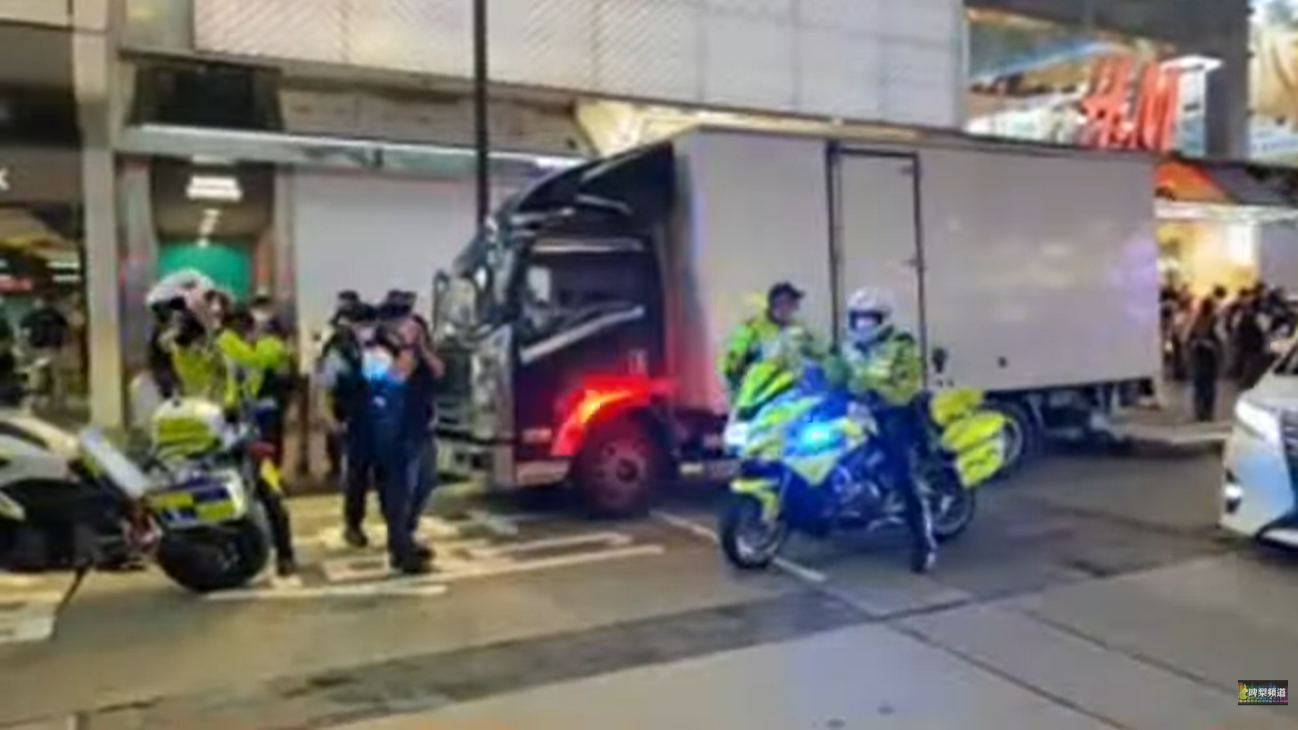
一輛貨車被大批警員搜查，事後司機和跟車工人各被控一項阻礙公職人員罪

另外，中國外交部駐港特派員公署在六四前夕提醒多個西方國家的駐港領事館勿於六四問題表態，不過部分外國駐港領事館有悼念六四事件，包括美國、波蘭和澳洲駐港澳總領事館。而歐盟駐港澳辦事處和美國駐港總領事館連續第二年在窗邊擺放蠟燭。外交部駐港公署發言人表示強烈譴責和堅決反對。
有記者問及行政長官林鄭月娥當晚六四有人堅持出來悼念和警方的行動有何感受，她指出自己與警務處處長及保安局局長不時提醒社會仍然有好多隱患，包括孤狼式和變成地下組織的激烈抗爭行動，認為每逢大型活動和敏感日子會有人煽動進行破壞，認為警方封閉維園是保護香港市民安全，支持風險為本執法。
到6月10日，警方拘捕四名21至22歲男女，指他們與多區公共設施噴上六四字樣的塗鴉，涉嫌「刑事毀壞」。行動亦檢獲45罐噴漆、兩個噴漆模板及一批懷疑為犯案時身穿的衣物。
事後，兩名分別19歲和25歲男子被指駕駛有「894」數字車牌貨車在記利佐治街H&M外落貨時，違例停泊並拒向警察出示身份證引人聚集，事隔約5個月，各被控一項阻礙公職人員罪，案件於同年11月23日在東區裁判法院首度提堂，兩人表示認罪。主任裁判官嚴舜儀批評被告可能以為好小事，但認為當時環境和被告的行為會引起群眾聚集，令警察不必要地增加風險。案件押後12月7日判刑，最後兩名男子被判感化12個月。

### 2023年

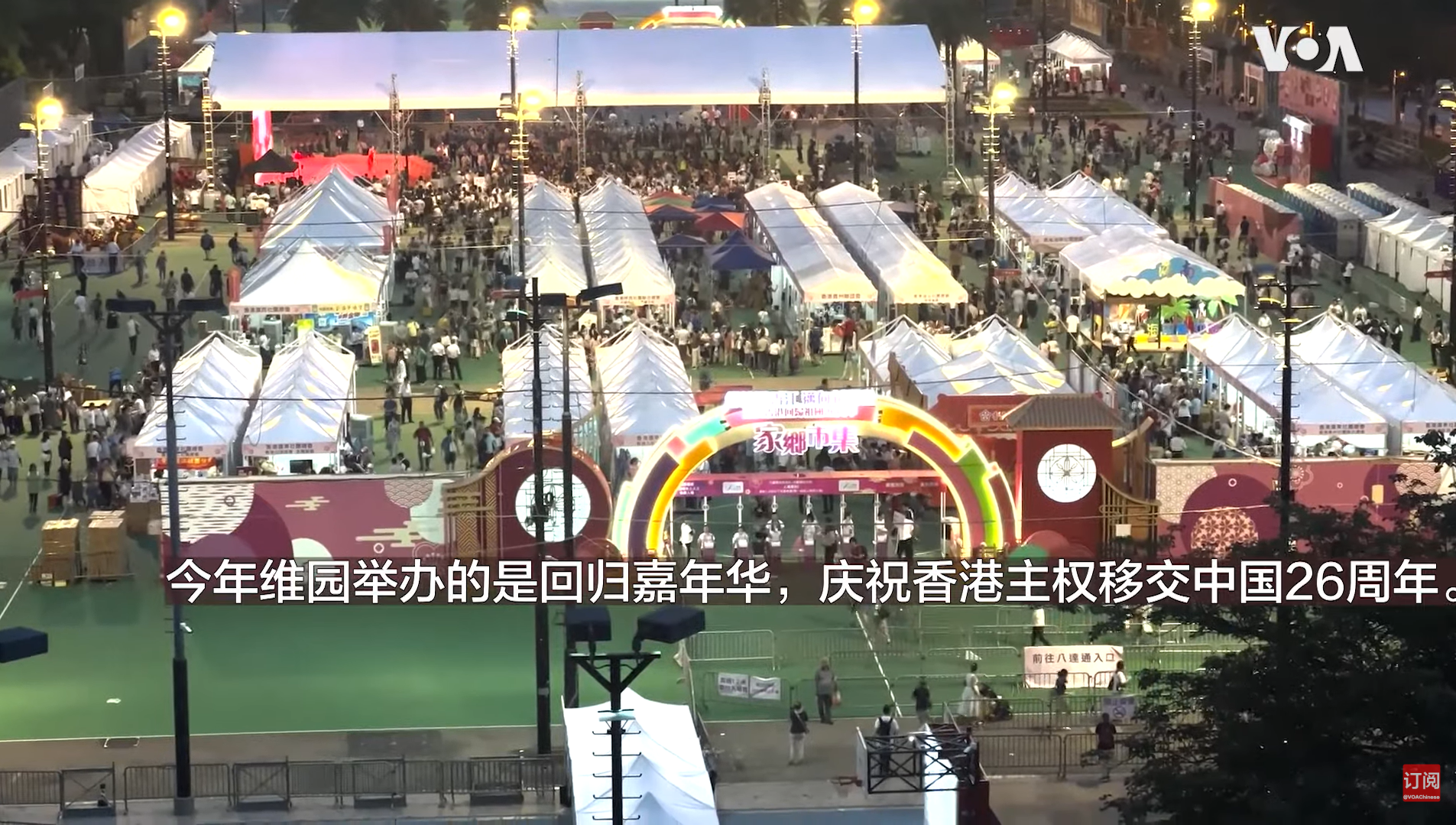
香港廣東社團總會聯同多個同鄉社團於6月3日至6月5日期間，租用維園四個足球場及中央草坪舉辦第三屆「家鄉市集」

香港廣東社團總會聯同多個同鄉社團於6月3日至6月5日期間，租用維園四個足球場及中央草坪舉辦第三屆「家鄉市集」。而另外兩個足球場正進行維修工程，於6月底重開。這意味著維園連續4年不會有「六四」燭光晚會。而保安局長鄧炳強表示，未來數日為「好特別日子」，稱很多人會利用這日子做危害國家安全的行為，表明當局會果斷行動，進行拘捕。他又說是否犯法要看很多因素，包括其出發點和行為等。

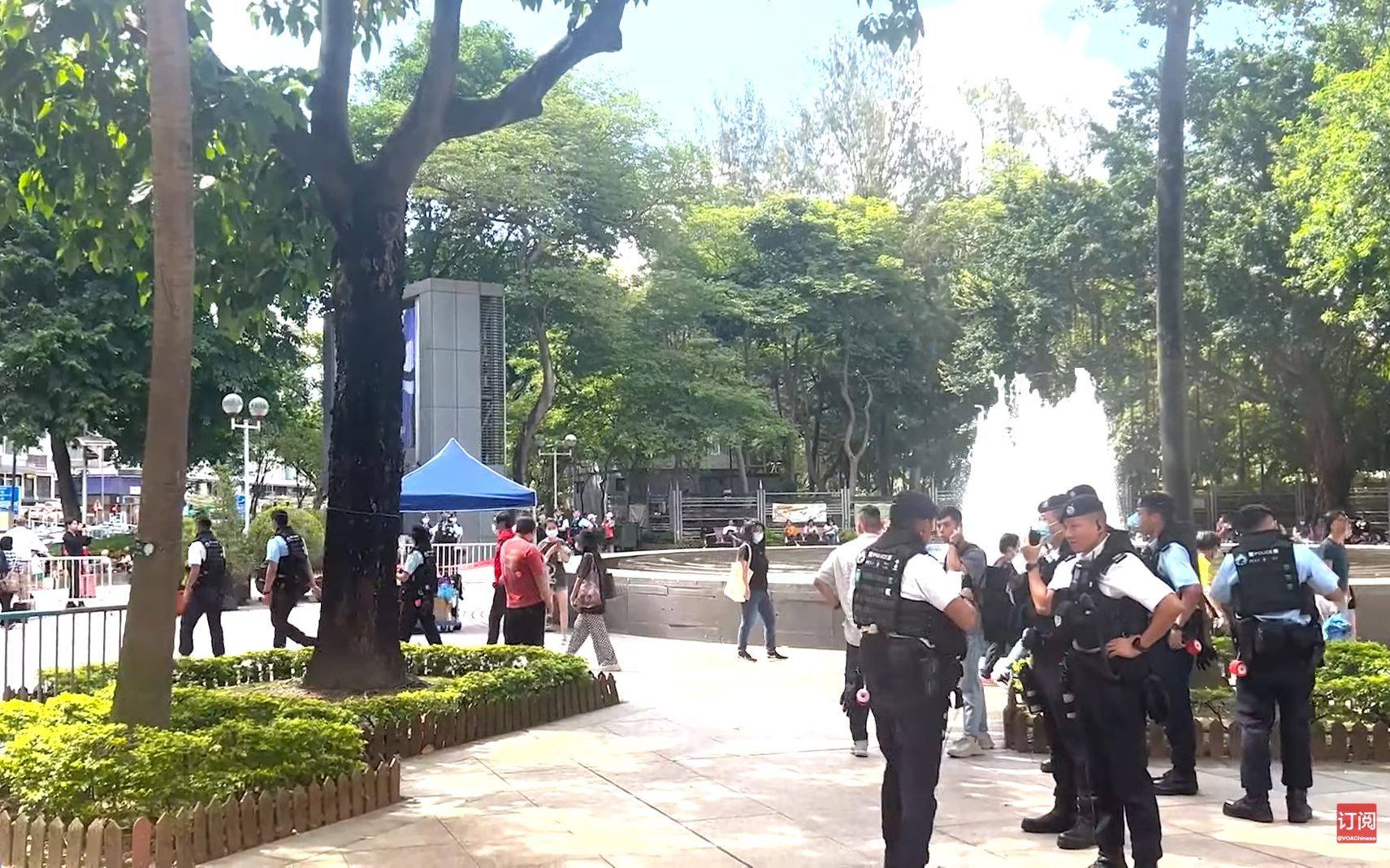
公園入口有大批機動部隊警員戒備

6月3日，維園一帶警力明顯加強。家鄉市集的入場人士需接受安檢才能入內，場外亦有大批機動部隊警員及內地製新裝甲車「劍齒虎」戒備。警方當天一共拘捕四人，指他們涉嫌「作出具煽動意圖的作為」及「在公眾地方行為不檢」，另外亦帶走另外四名涉嫌「破壞社會安寧」的人士作進一步調查。被捕人士包括前支聯會常委關振邦及香港天安門母親運動代表劉家儀，他們到維園噴水池手持標語，表示會絕食 89643.4 秒（意指「8964 34週年」）。此外，藝術家三木，牙醫李盈姿和一名手持紙摺的小白花的女子亦被拘捕或帶走。

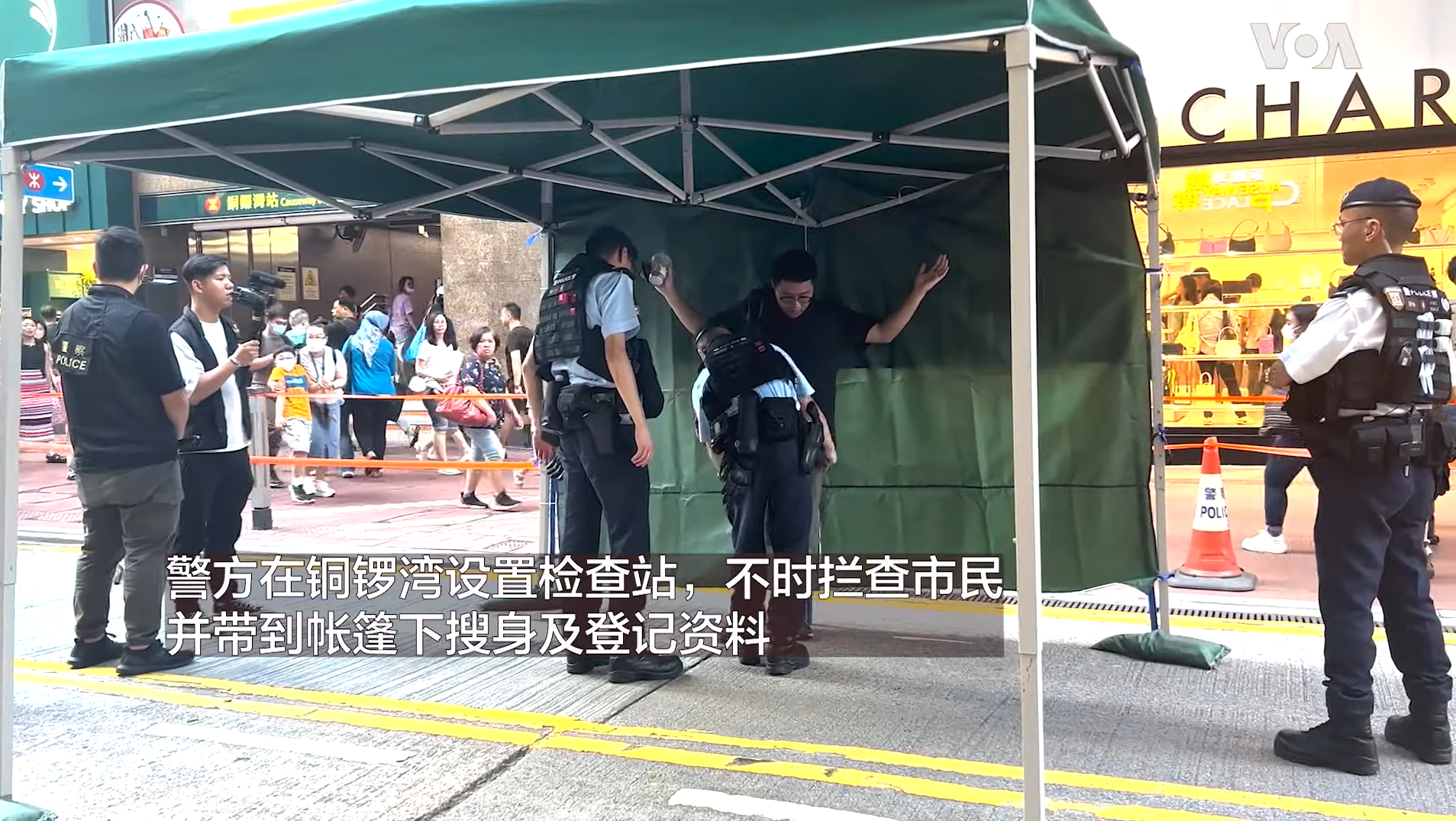
警方在銅鑼灣一帶設立檢查站截查身穿黑衣的市民

6月4日，維園第四年沒有燭光集會。警方在銅鑼灣一帶、中聯辦和政府總部等部署5,000至6,000警力布防。其中崇光百貨外的軒尼詩道停泊8輛警車。社民連主席陳寶瑩和「王婆婆」王鳳瑤身穿黑衣，手持黃色紙花，被警員截查後帶上警車，香港記者協會前主席麥燕庭亦被在場警員帶走。有長者坐在路邊有亦被警員勸喻離開，更有市民上班路過維園時用手機拍了幾張照片被警員截查，並查看手機內的媒體及瀏覽的網站和訊息，之後獲放行。其他被帶走的人士包括以電話展示電子蠟燭後拒絕出示身分證，背囊裝有一枝正發光的電子蠟燭等，警方表示，自中午至晚上11時，警方發現有人於港島灣仔區及北角區一帶的公衆地方涉嫌破壞社會安寧，合共拘捕23人，年齡介乎20至74歲。被帶走的人士包括台大研究生和前記協主席麥燕庭。	
法律學者黃啟暘表示，警察只可在社會安寧即將被破壞時，才能以此為由拘捕市民，拘捕行動的法律基礎成疑。
台大研究生協會向香港警方提出抗議，本港保安局批評是混淆是非，重申市民行使言論自由時，前提必須守法、維護國家安全及不影響社會秩序。特區政府亦強烈反對聯合國人權事務高級專員辦事處同香港記者協會，假借言論、新聞同集會自由之名，對警方合法執法行動作出顛倒是非同污衊抹黑的無理言論，保安局表示強烈反對並予以譴責。
而美國駐港總領事館和歐盟駐港澳辦事處繼續在窗台擺放燭光，外交部駐港公署發言人表示堅決反對和嚴厲譴責。發言人指出，少數外部干預勢力甘當跳樑小丑，執意翻炒已有定論的事件，給中國潑臟水、給香港使絆子，注定被掃進歷史的垃圾堆。
記者問及市民質疑政府未有明確定義紀念六四是否違法，保安局長鄧炳強認為法例很清晰，視乎該人行為及出發點等，「有些人就是在打擦邊球、搞軟對抗」，指出有人總是死心不息，在特別敏感日子作出危害公共安全行為，若警方不處理會讓相關事件或釀成大規模事情而被人「騎劫」。

### 2024年

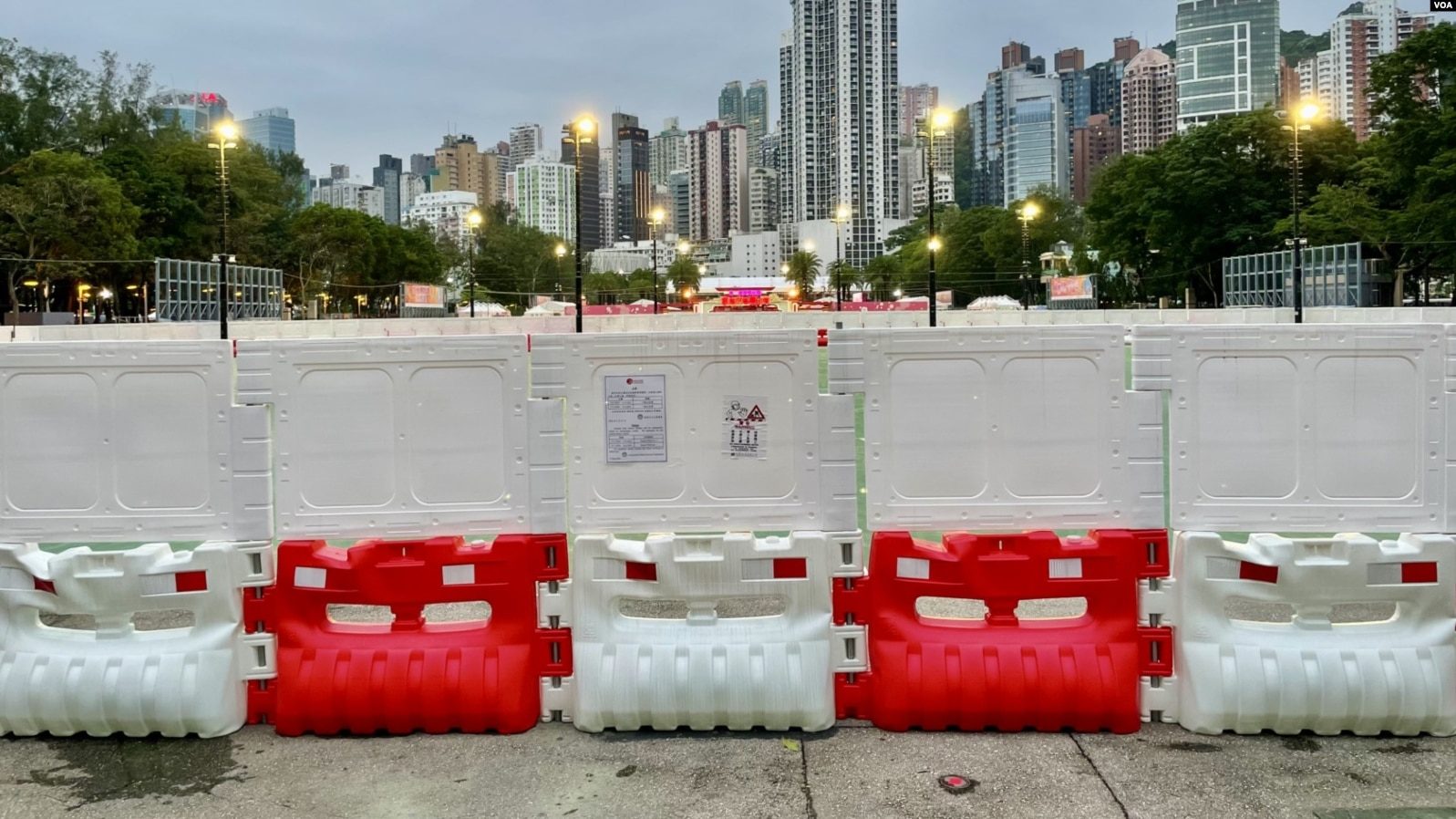
曾經連續30年舉辦六四燭光悼念集會的香港維園足球場，2024年被膠板圍封。

2024年5月28日六四事件三十五週年前夕，警方國安處首次引用新通過的《維護國家安全條例》展開拘捕行動，在全港各地與大欖女懲教所逮捕5名女子與1名男子，指控其在社交平台專頁利用「某個將至的敏感日子」（六四事件三十五週年）發佈具煽動意圖的帖文，涉嫌違反《國安條例》下的「煽動意圖的相關罪行」，是該條例生效後首宗執法行動。隨後保安局局長鄧炳強於見傳媒時，確認被捕人士包含還押中的前支聯會副主席鄒幸彤，另有鄒幸彤母親、前荃灣區議員陳劍琴等人，案件涉及Facebook上的「小彤群抽會」粉絲專頁。

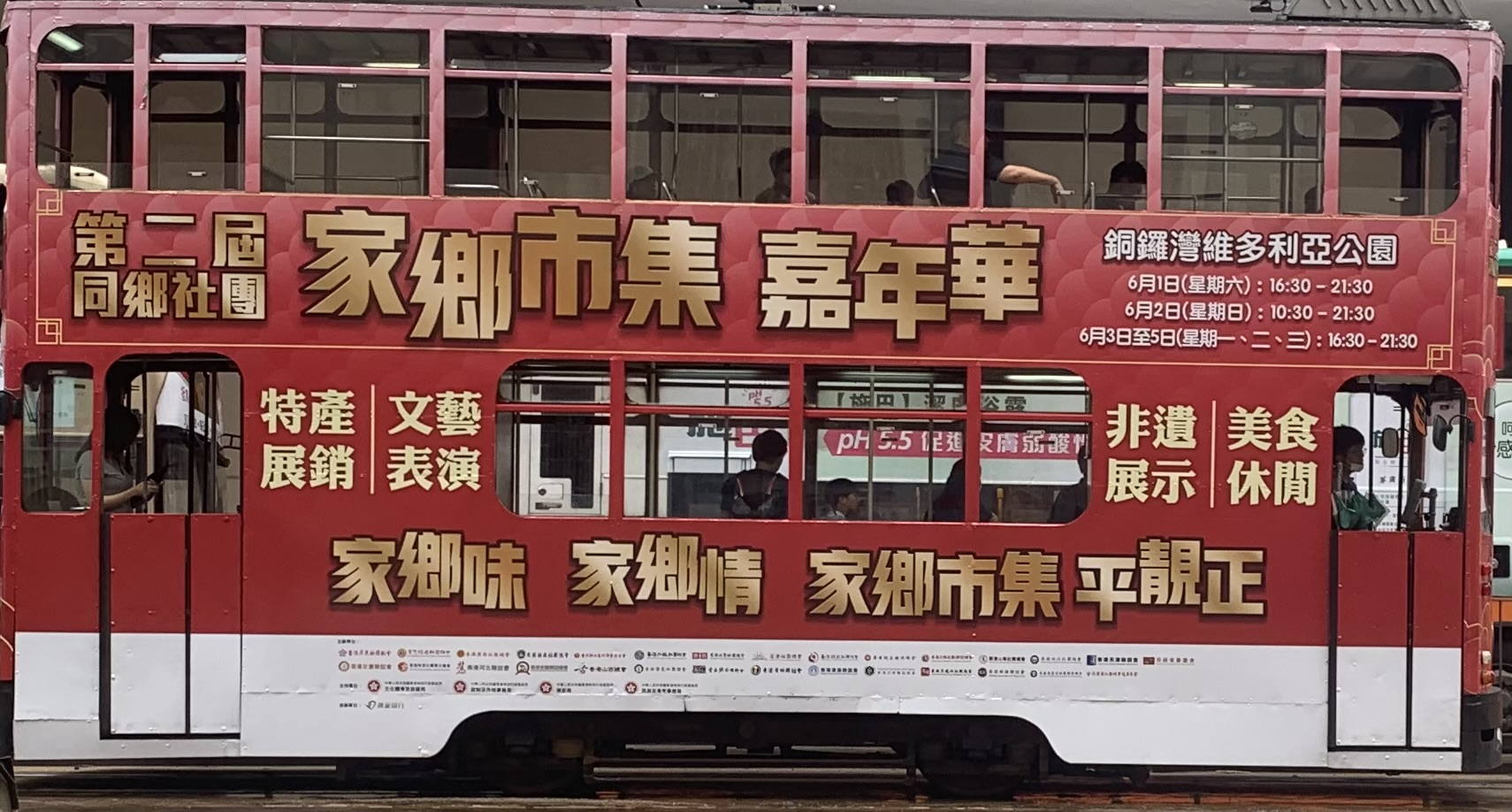
2024年維園「家鄉市集」的電車廣告

香港多個同鄉社團於6月1日至6月5日期間，租用維園四個足球場及中央草坪舉辦「同鄉社團家鄉市集嘉年華」。6月4日下午約6時，在市集有兩名手持寫上「社會主義核心價值觀」、「自由」、「民主」、「富強」標語的男子被在場保安包圍，市集職員打開雨傘、不讓途人拍攝。保安表示兩人違反場規。一名穿衣服的男子被帶上警車。

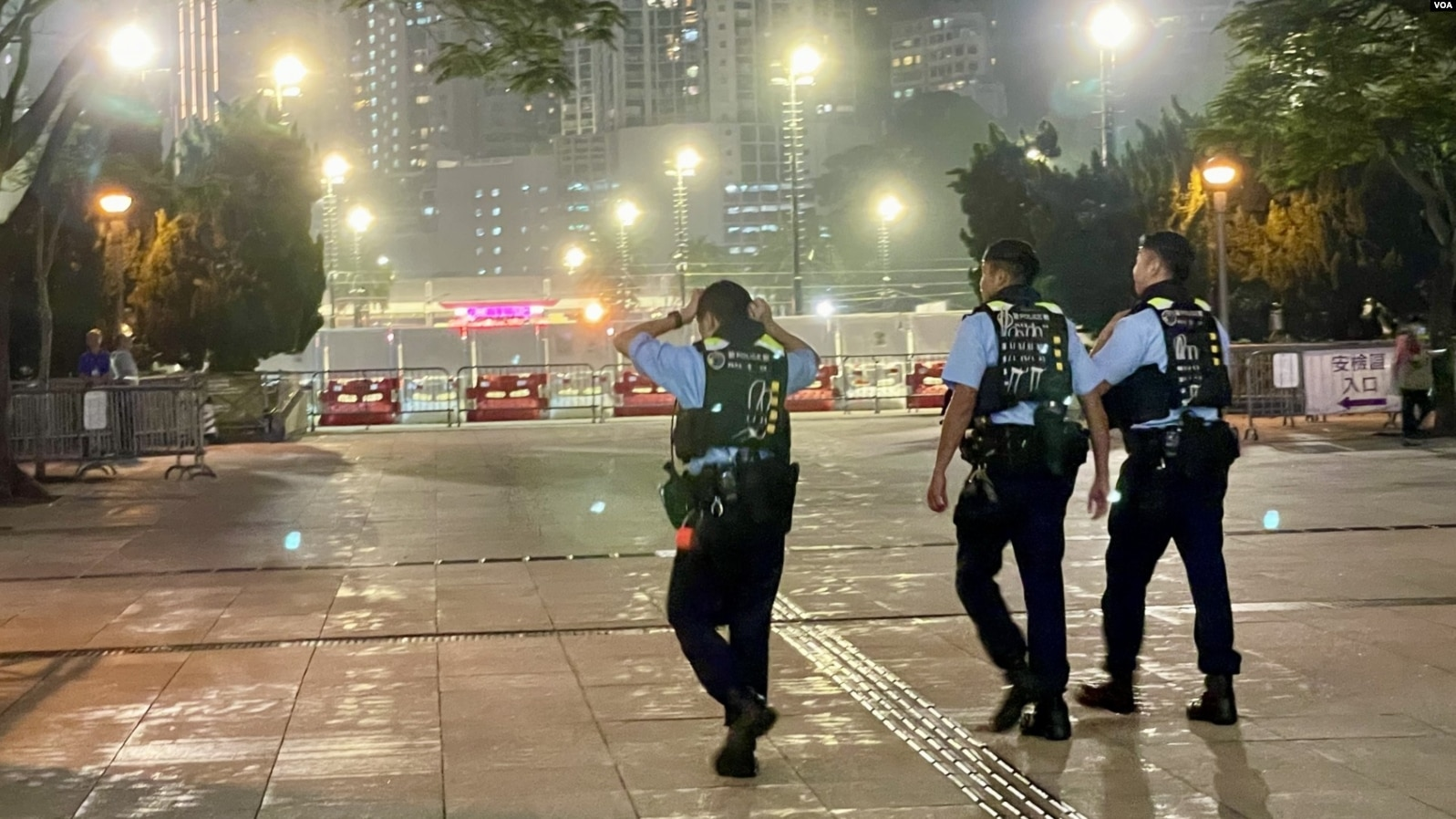
香港警方六四35周年紀念日前夕，在銅鑼灣維多利亞公園一帶加強巡邏。

6月3日，警務處在銅鑼灣部署大量警力，維園足球場、高士威道、電氣道亦有警員巡視，警方透露，次日（4日）將調配特別部隊。

## 軼聞
香港首任行政長官董建華曾經於香港回歸前後和司徒華傾談，希望對方別再舉辦「六四」活動，司徒華當時卻只回應了一句，指對方太不了解他。

## 晚會相集

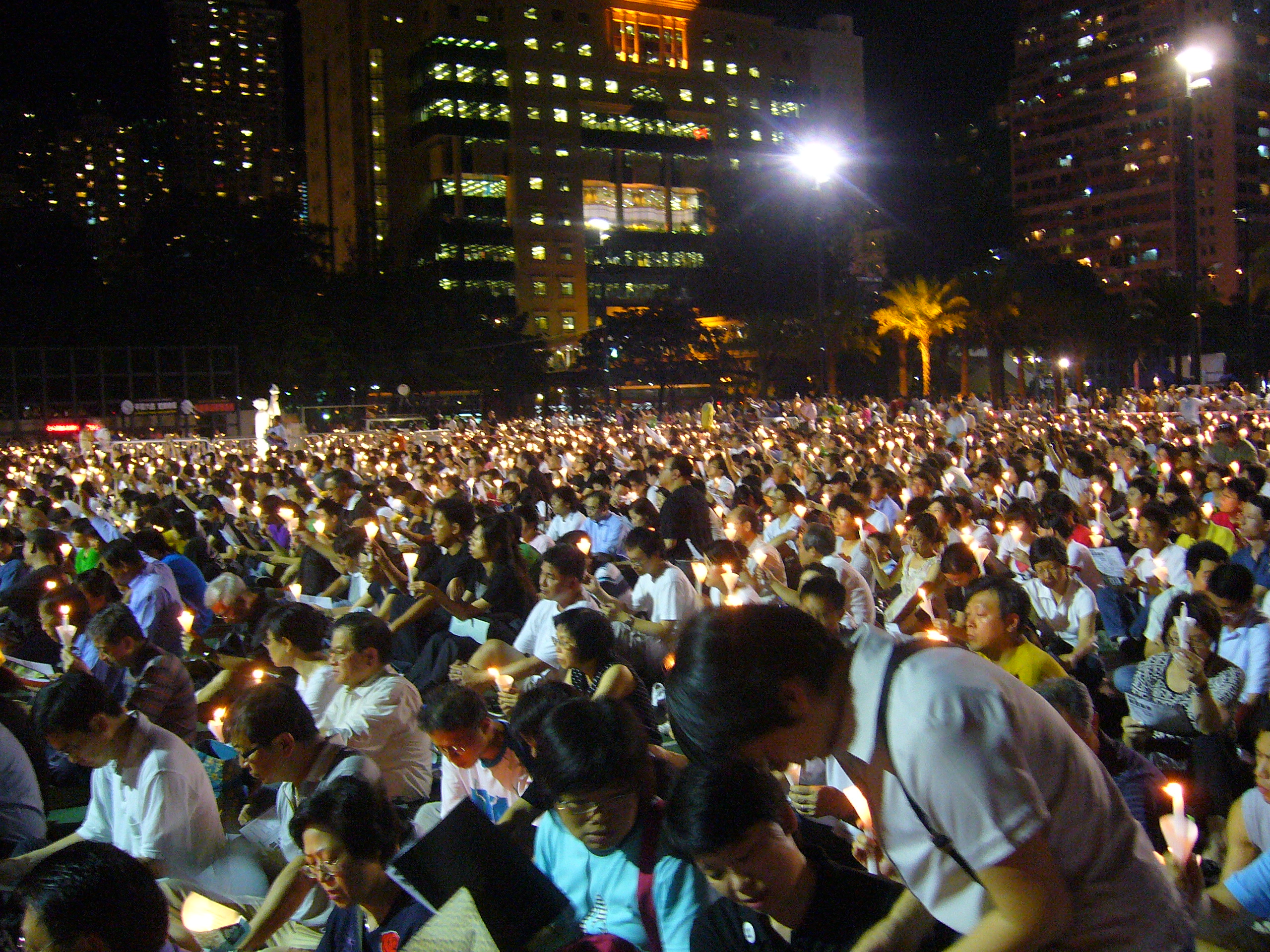
2007年的六四燭光晚會
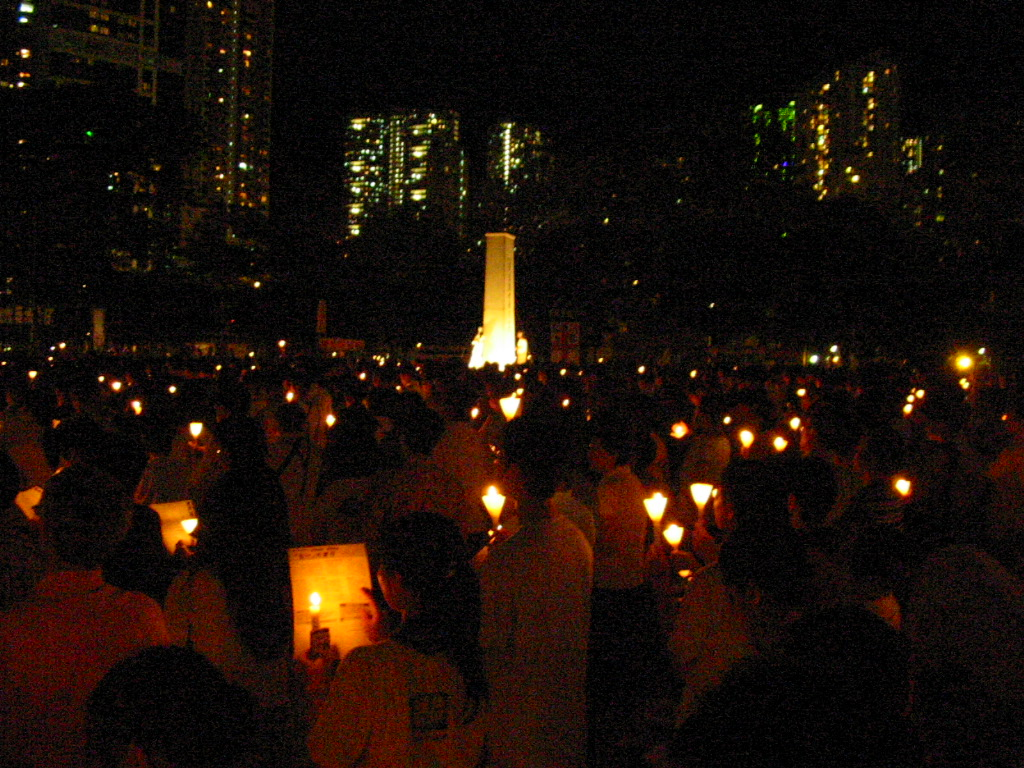
2007年的六四燭光晚會，參加者手持蠟燭唱民運歌曲
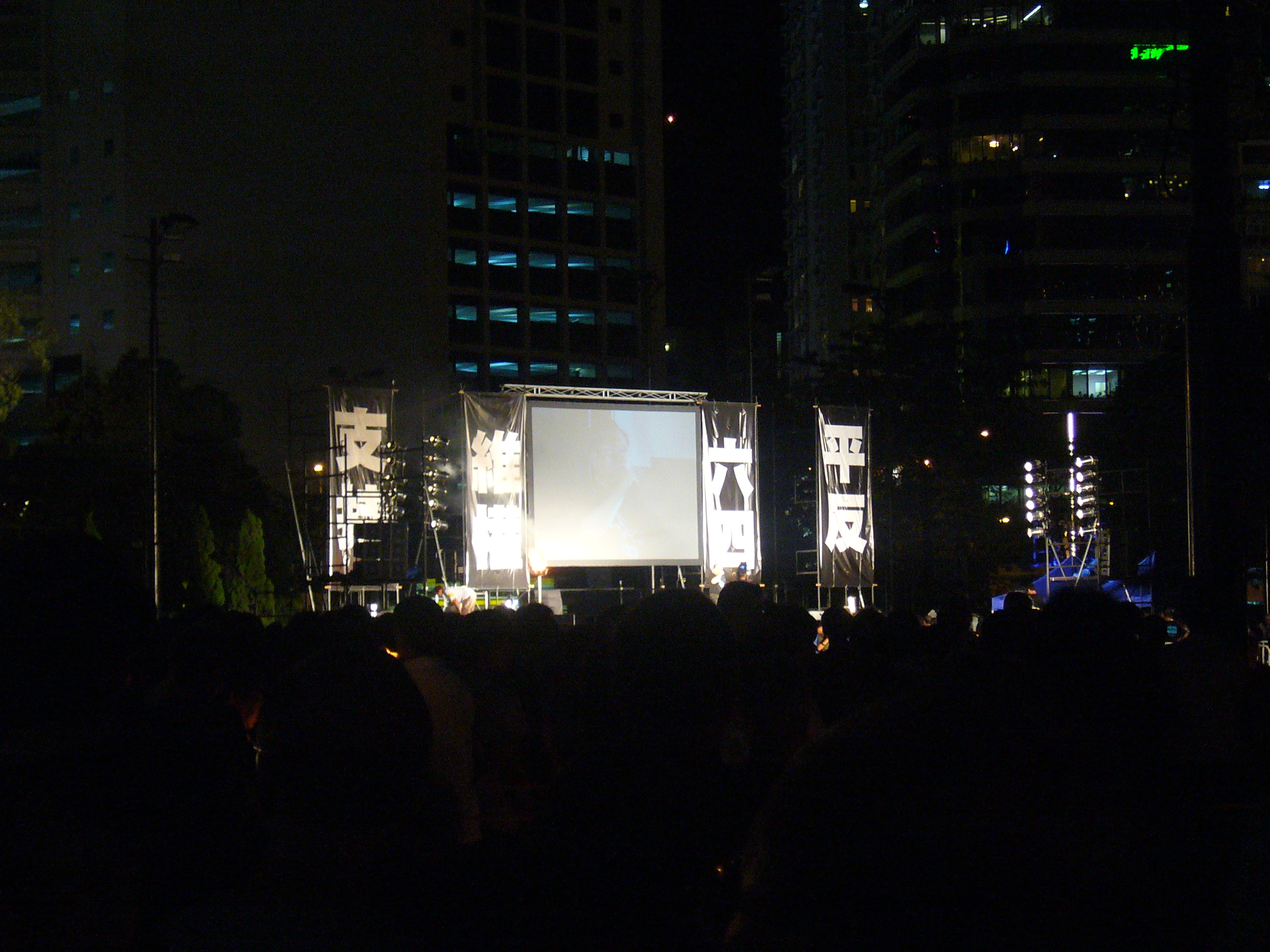
2007年的六四燭光晚會的司令台，寫有「平反六四，支持維權」的標語
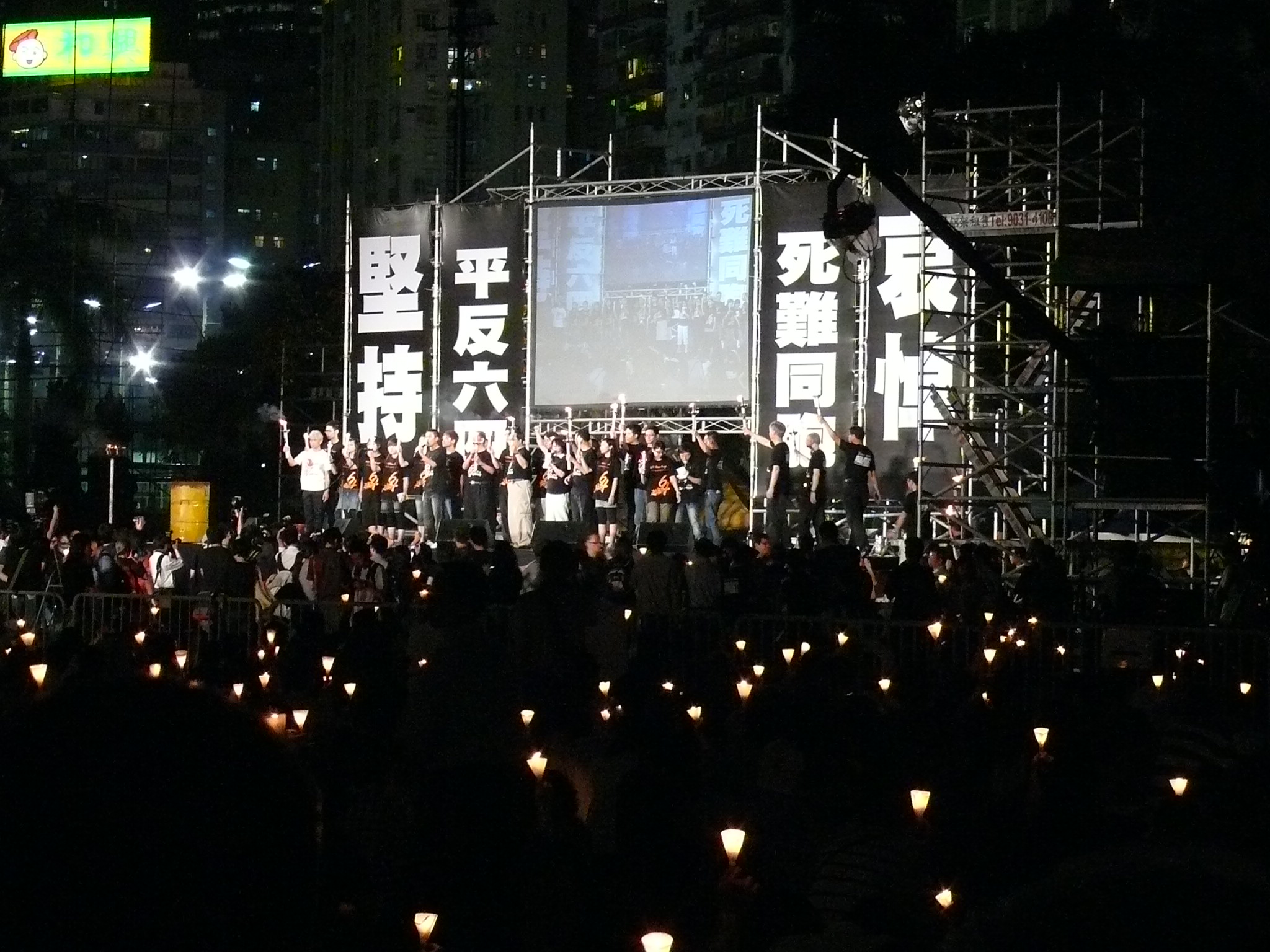
2008年的六四燭光晚會，結合了對汶川地震遇難者的哀悼
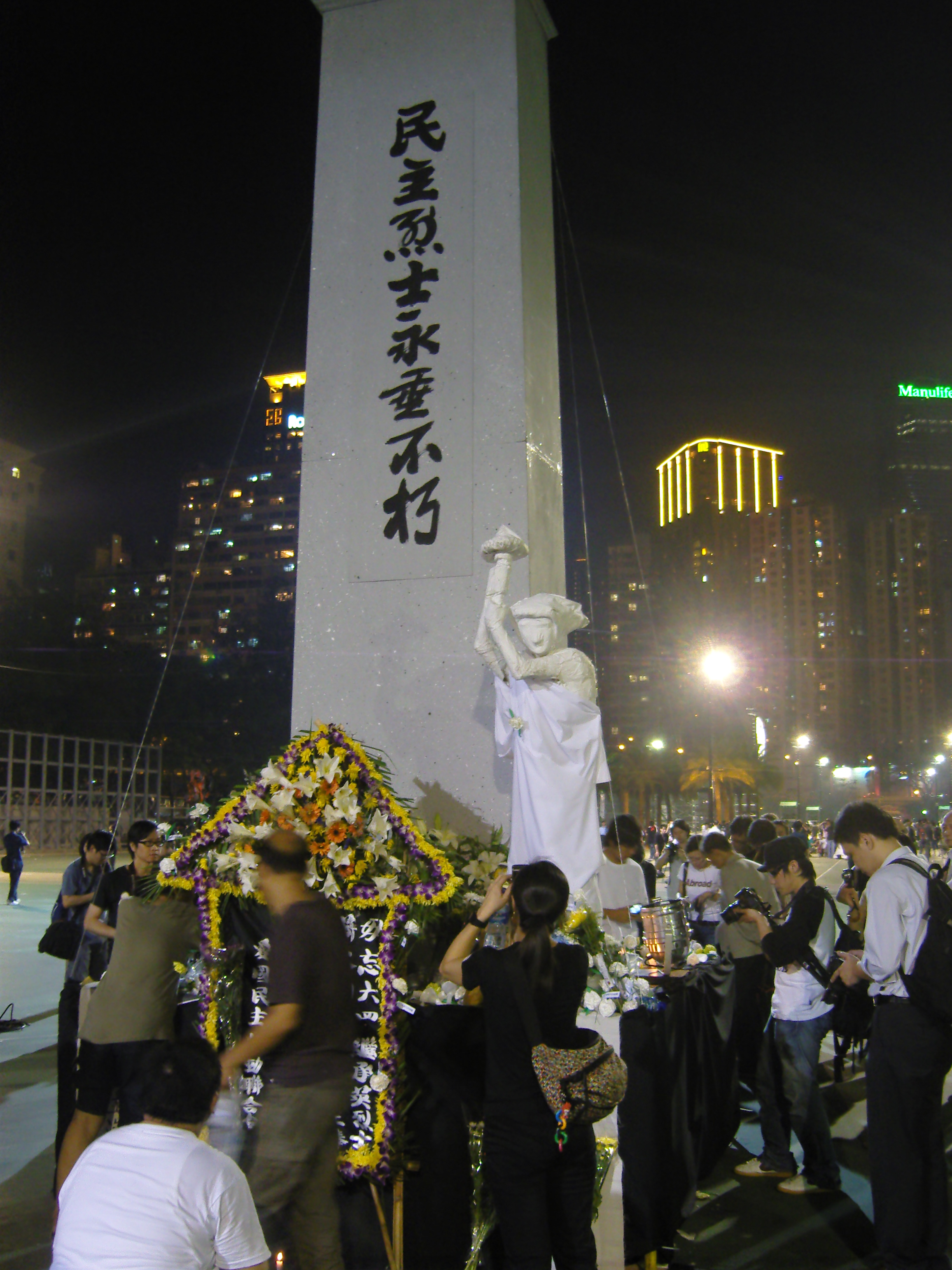
2009年的六四燭光晚會，主辦單位自製的烈士碑
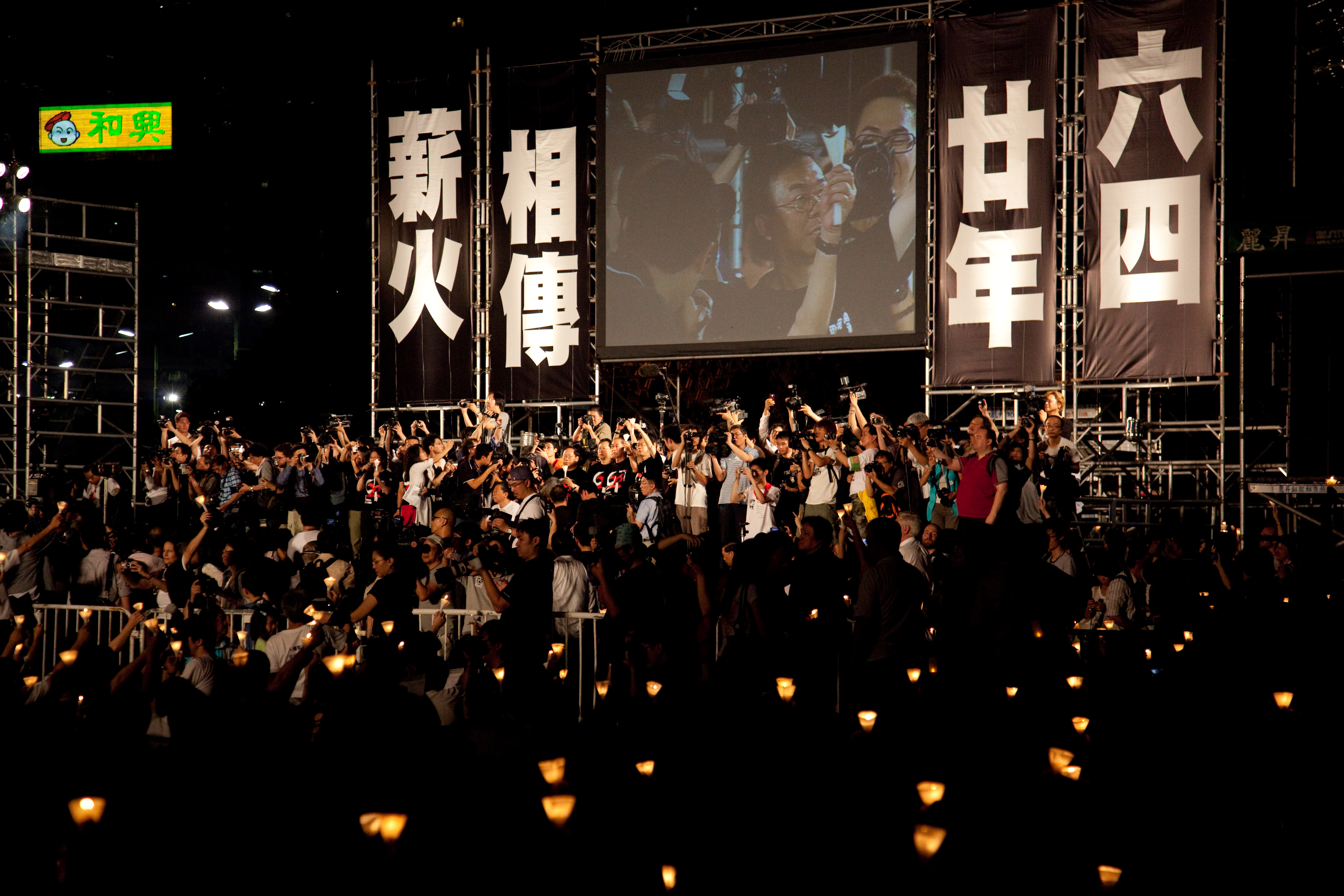
2009年的六四燭光晚會：六四廿年 薪火相傳
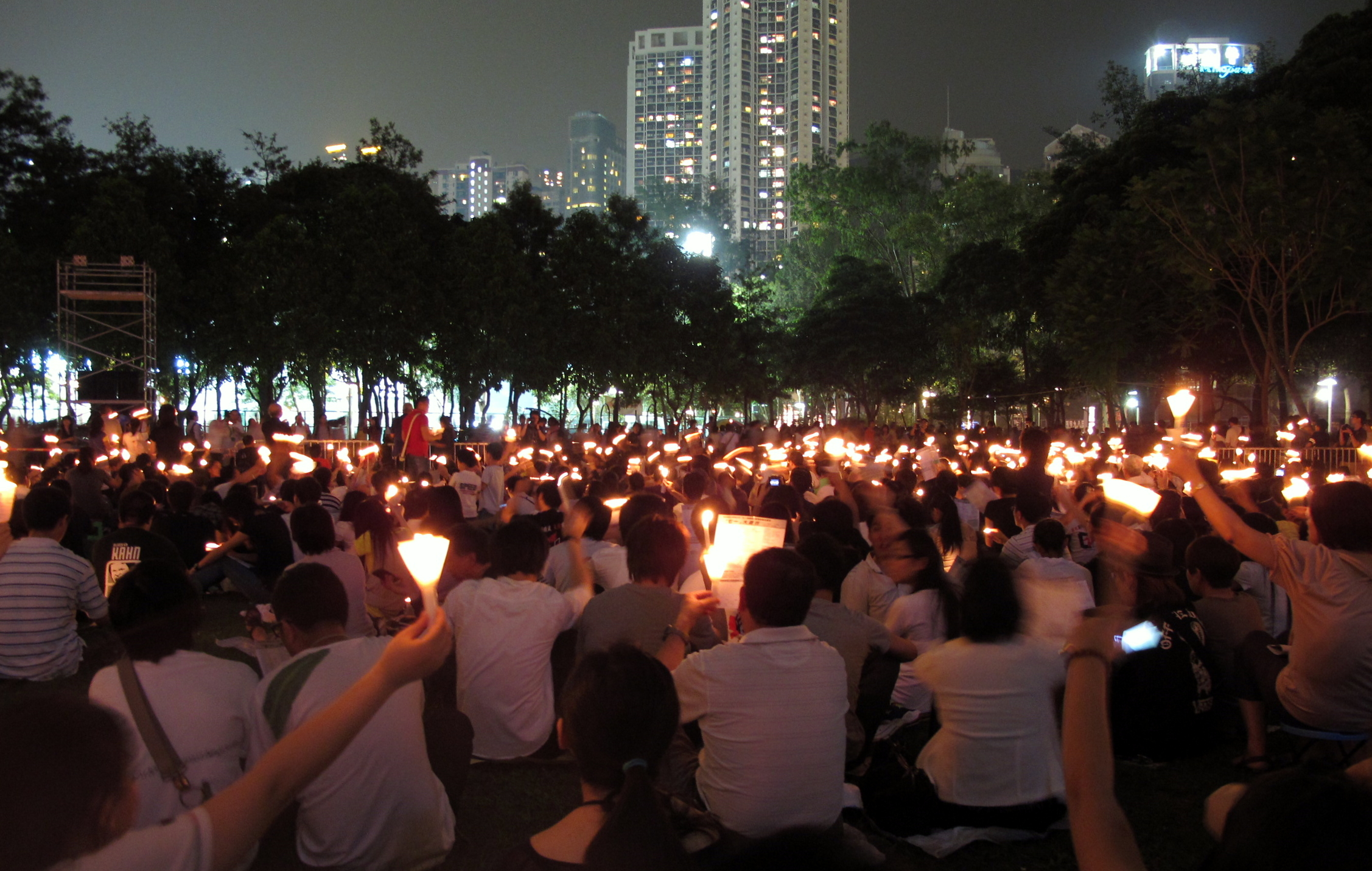
2010年六四燭光晚會
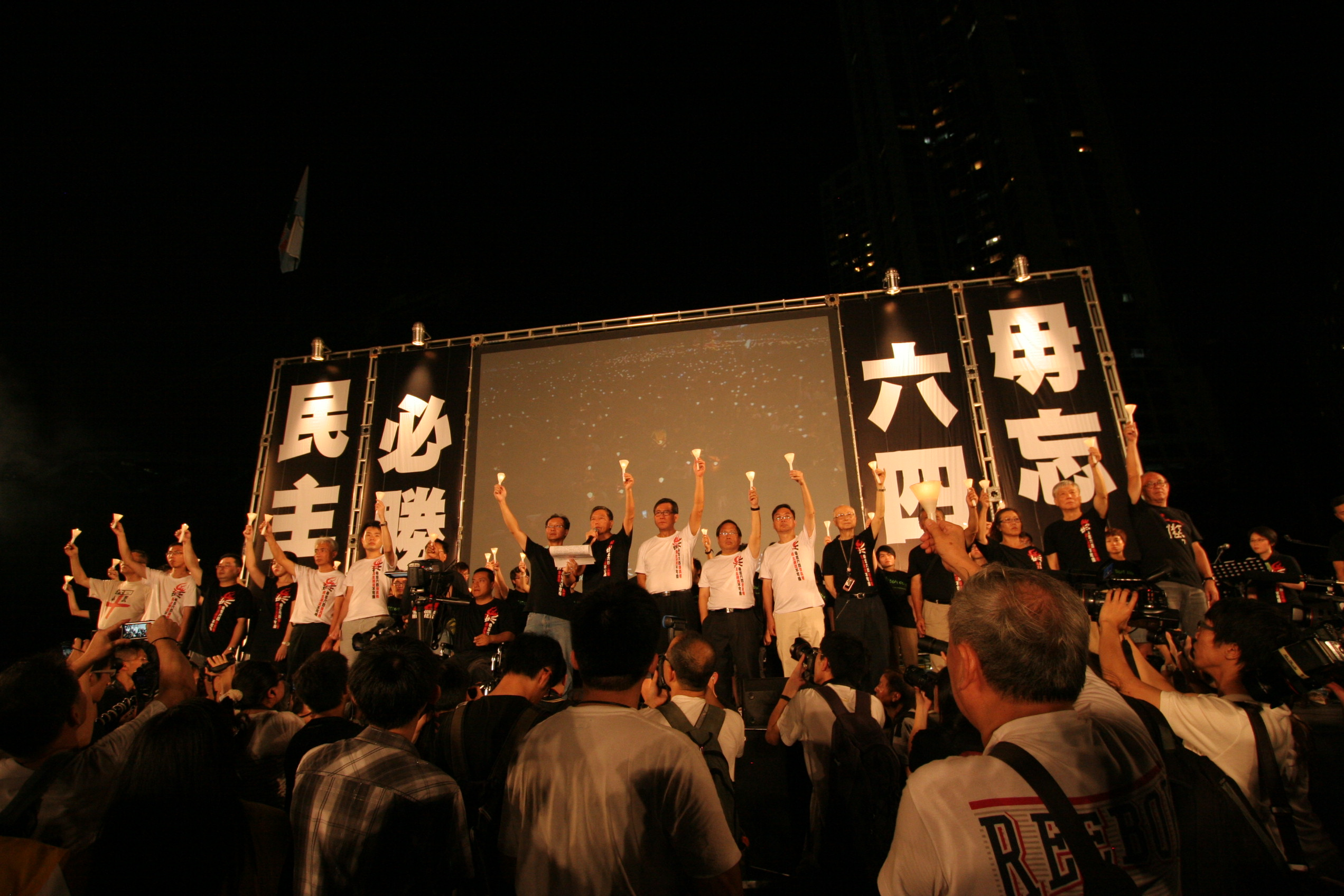
2012年六四燭光晚會
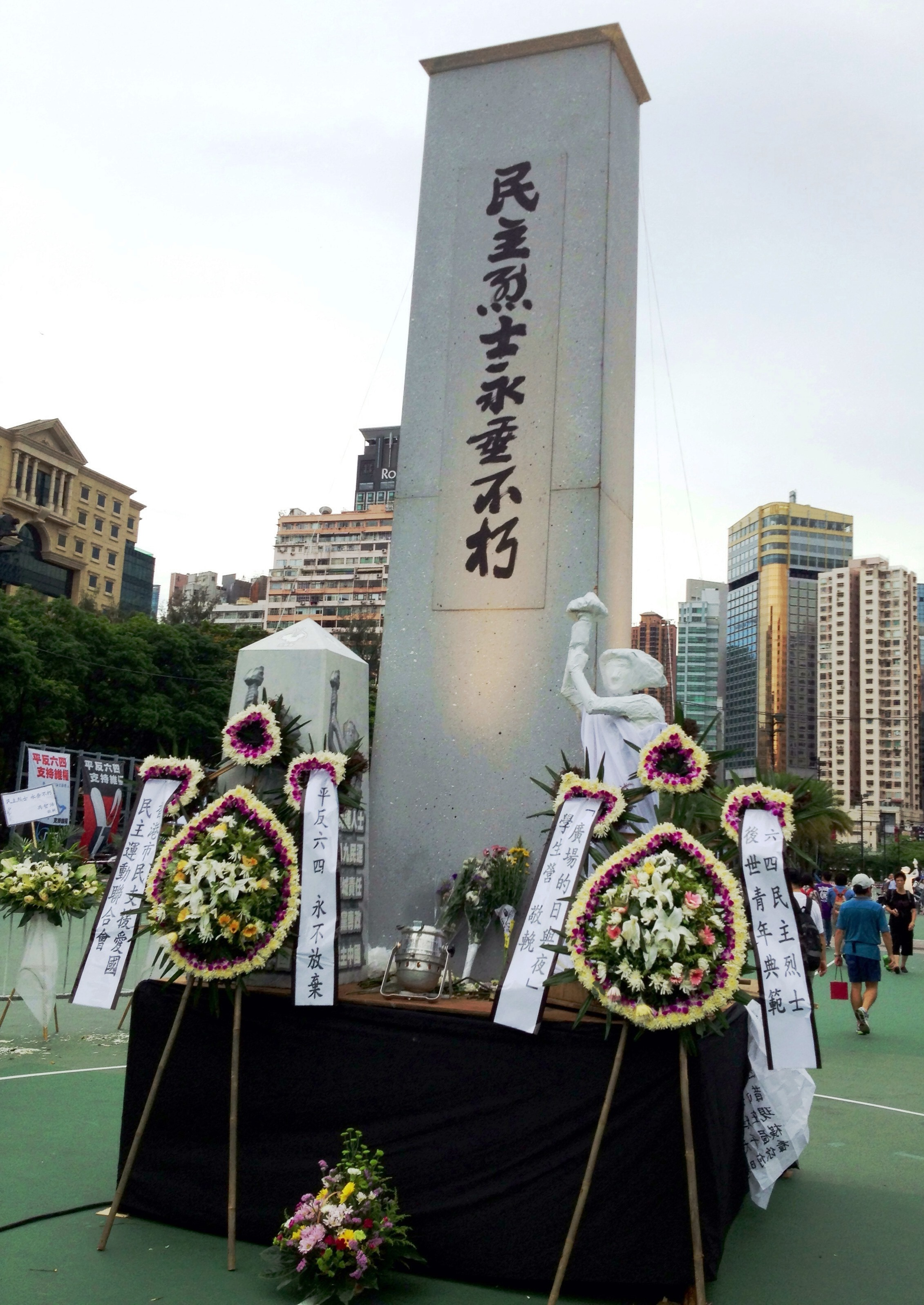
2013年六四紀念碑
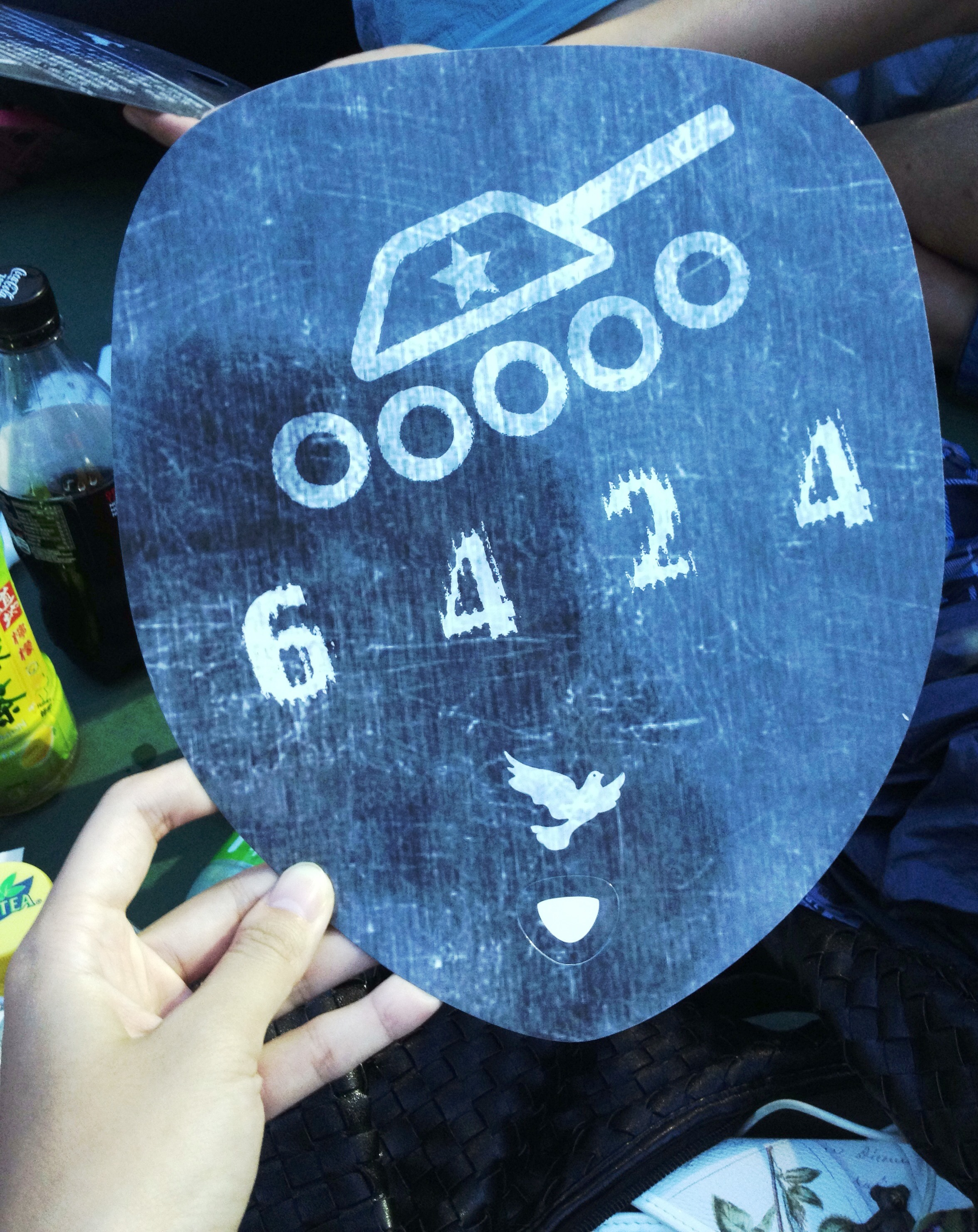
2013年悼念圖樣
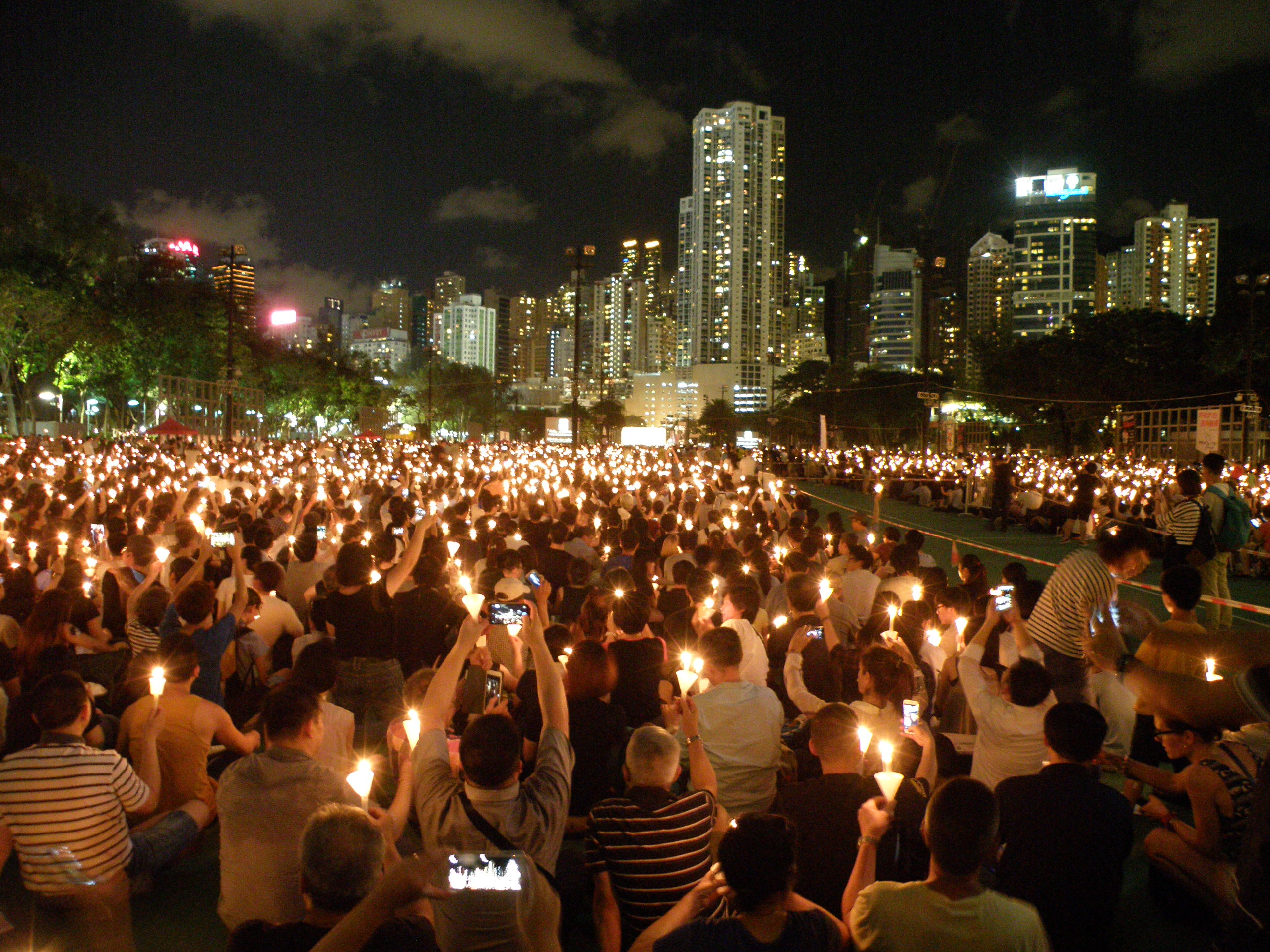
2015年六四燭光晚會
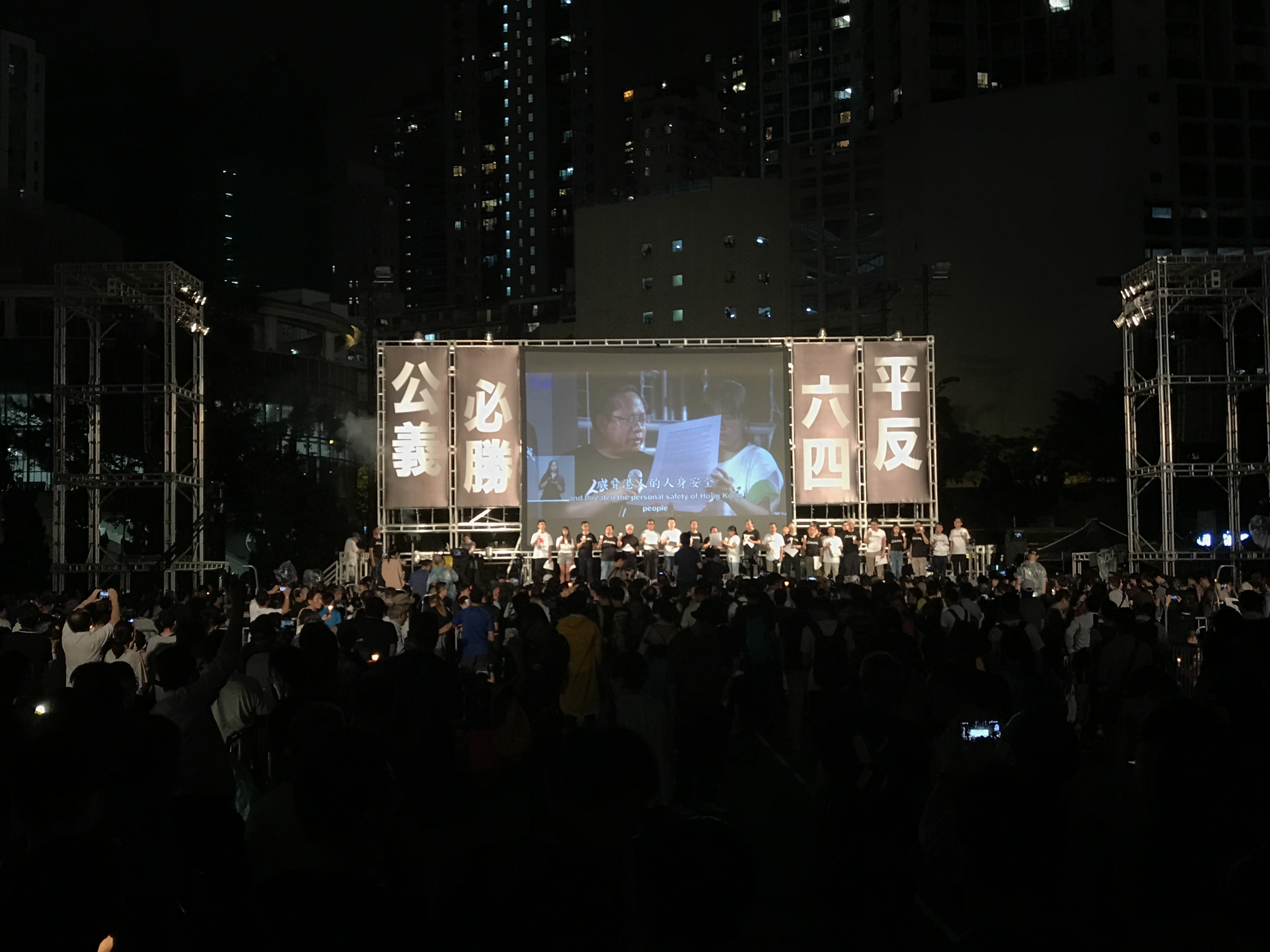
2019年六四燭光晚會

## 備註
1. ↑  本數目只計算維園集會場地內之人數。支聯會其後估計連同未能進場的市民，總集會人數有20萬人。
2. ↑  尚未計算未能進場的市民
3. ↑  增加「釋放劉曉波 支持零八憲章」和「反對政治打壓」主題
4. ↑  尚未計算未能進場的市民
5. ↑  後刪去「愛國愛民，香港精神」

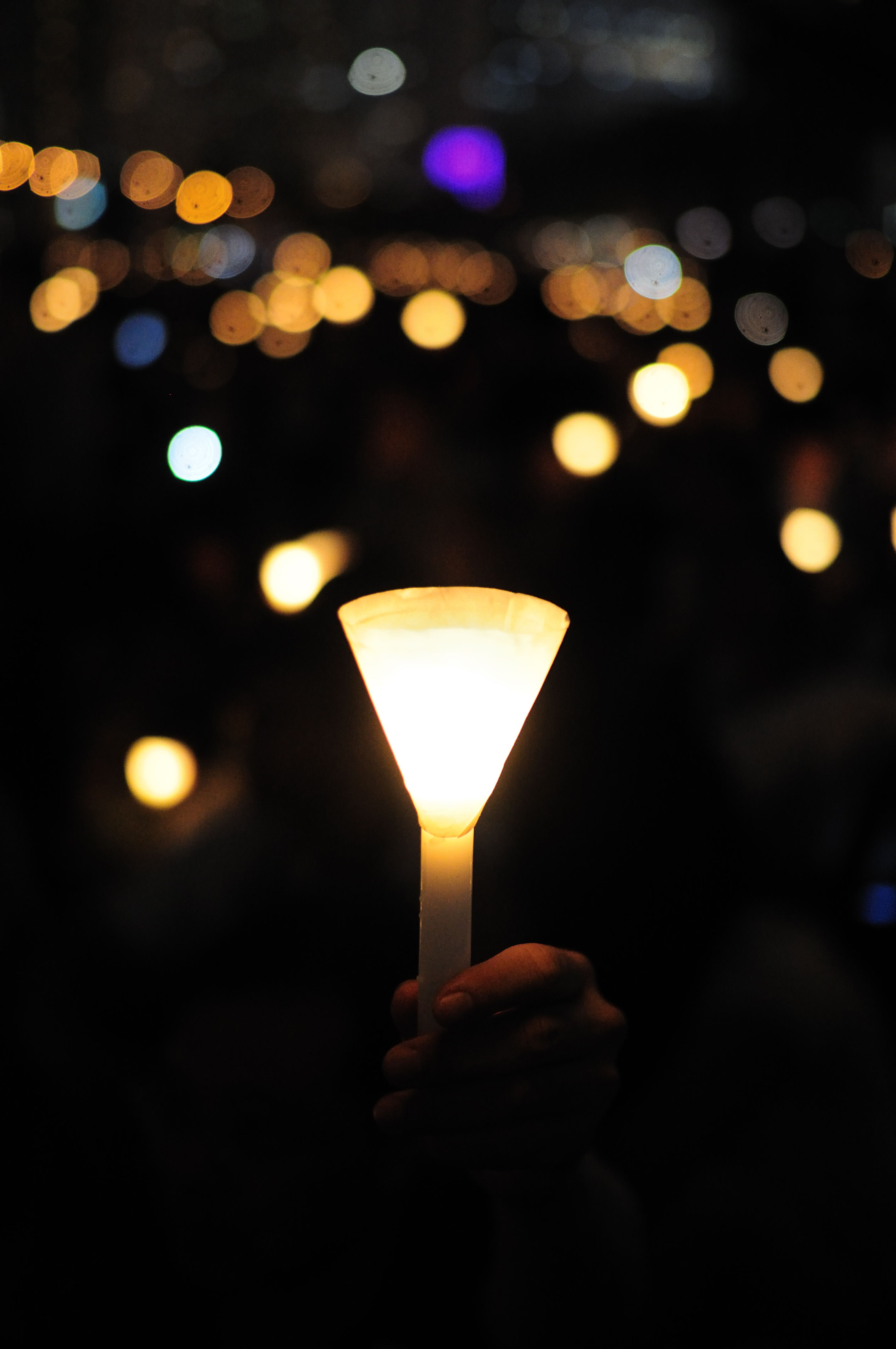
悼念六四事件的燭光

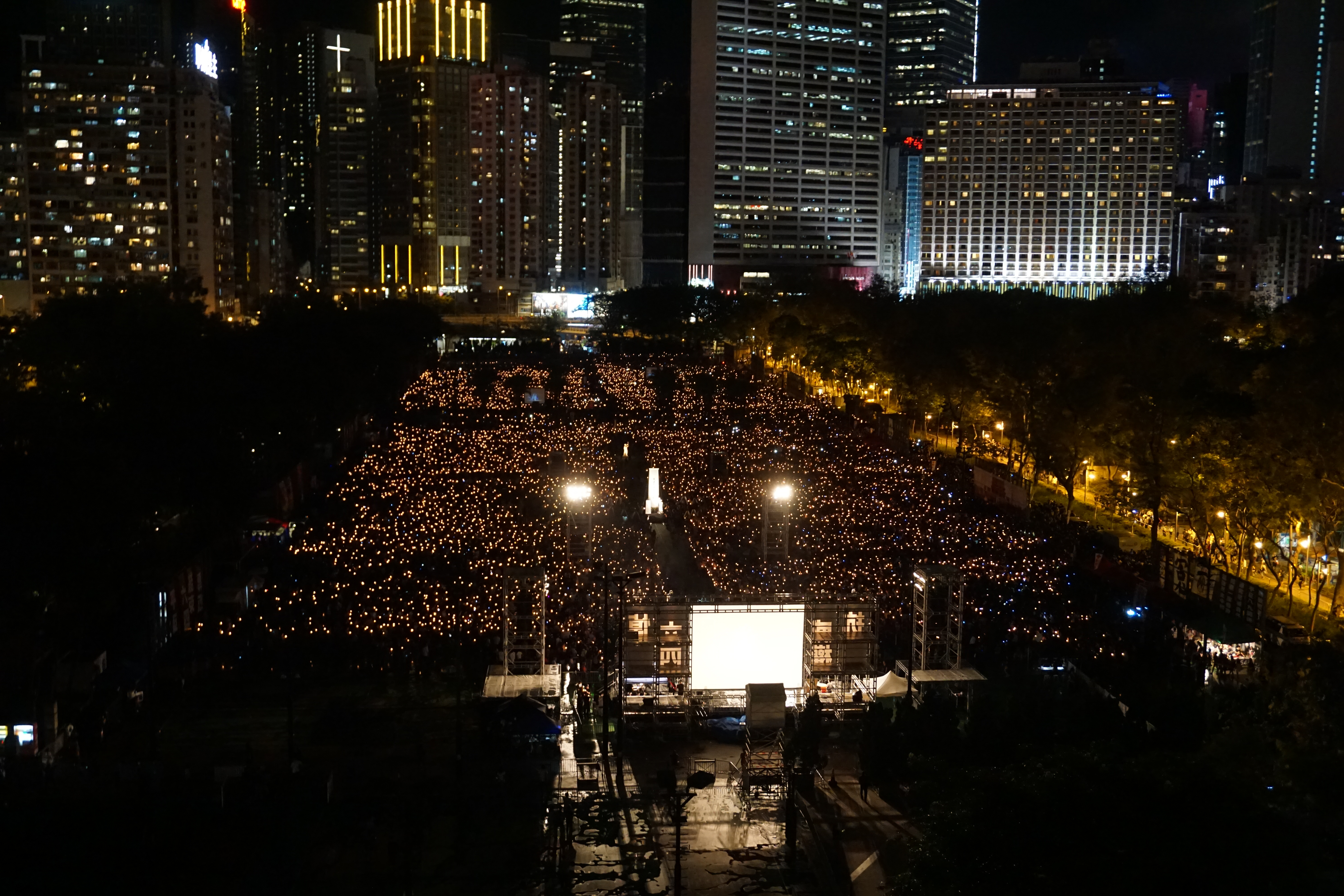
2018年的六四燭光晚會，主題是「悼六四 抗威權」

1. ↑  因基本法第23條通過，見#晚会遭到阻止后历年情况

## 外部連結
- 香港市民支援愛國民主運動聯合會官方網頁*「六四」弔唁冊
- （页面存档备份，存于）
- YouTube上的六四二十六週年燭光悼念集會 Candlelight Vigil for the 26th Anniversary of June 4（繁體中文）

## 參看
- 六四襟章
- 六四事件中的香港
- 民主歌聲獻中華
- 全球華人大遊行
- 尖沙咀六四集會
- 六四事件二十五周年
- 六四事件三十五週年